# Alps Escandinaus
Els Alps Escandinaus són una serralada que s'estén al llarg de la costa occidental de la península Escandinava. Cobreixen la major part de Noruega, el nord-oest de Suècia i una petita part de l'extrem nord de Finlàndia. Aquesta és una de les serralades més extenses d'Europa que s'estén des de sud-oest a nord-est més de 1.700 km, amb una amplada màxima de 300 km. La serralada té dues àrees de gran altitud; una situada al sud de Noruega, al voltant de Jotunheimen, on el Galdhøpiggen (2.469 m) és el punt més alt de la serralada i de Noruega, i l'altra al nord de Suècia, amb el Kebnekaise (2.102 m), el punt més alt del país. El punt més alt de Finlàndia és també a la serralada: el Halti (1.328 m).
Els Alps Escandinaus es van formar fa 400 Ma durant la col·lisió entre els palaeocontinents de Laurència (actual Amèrica del Nord) i Bàltica (actual Escandinàvia). Aquesta serralada va tenir probablement una magnitud comparable a l'actual Himàlaia, però ha estat gairebé completament aplanada per l'erosió durant els milions d'anys passats des de la seva formació. El relleu actual és molt més recent, ja que està relacionat amb l'aixecament tectònic de tots els marges continentals del nord de l'oceà Atlàntic que es va produir al Paleogen i al Neogen (és a dir, fa 60 Ma). A continuació, aquest peneplà va ser erosionat per les glaceres de l'era quaternària que el van deixar amb l'aspecte actual. Aquesta erosió va ser especialment important en el costat occidental de la serralada, formant profundes valls glacials moltes de les quals arriben centenars de metres per sota de l'actual nivell de la mar i formen els famosos fiords noruecs.
El clima de la serralada és molt asimètric. A la banda oest, és molt oceànic, amb temperatures suaus per a la latitud i importants precipitacions, mentre que a l'est és més continental. Aquest clima permet a l'oest la persistència d'un gran nombre de glaceres, moltes de les quals són les més grans de l'Europa continental, com la Jostedalsbreen. Aquestes diferències en el clima també afecten significativament la vegetació, amb una rica varietat de boscos caducifolis humits de planifolis i de coníferes als vessants occidentals que contrasten amb la taigà més pobra del costat oriental. La tundra alpina es caracteritza per boscos de bedolls pubescents a l'estatge subalpí. De fet, la majoria de tots aquests frondosos boscos estan protegits per un gran nombre de parcs nacionals i reserves naturals.
Els Alps Escandinaus han estat habitats des de la retirada de les glaceres, fa uns 10.000 anys. Els primers habitants vivien principalment de la caça de rens. Al sud, amb l'arribada de la cultura indoeuropea, va començar l'agricultura i la ramaderia, amb l'esquema de la transhumància. La gent del nord de la serralada, els samis, van romandre al seu torn estretament vinculats als rens, tot i que substituït la caça per la ramaderia, també en un patró de migració estacional. Amb la formació de totes les nacions escandinaves l'any 1000, van començar a créixer les línies de comunicació a través de les muntanyes encara que aquestes tenien un caràcter aterridor i perillós als ulls de les persones. Són els jaciments de metalls de la serralada els que portaran gradualment la gent a les zones de muntanya i el desenvolupament de la infraestructura allà. No obstant això, no va ser fins als segles XVIII i xix que la serralada no s'ha explorat i cartografiat, resultant en els inicis del turisme. Aquest es va centrar primer en el senderisme a la natura que continuava sent molt salvatge, però a partir del 1950 ja s'hi va afegir el turisme d'hivern, en constant creixent. El segle xx també marca l'inici de les operacions d'energia hidroelèctrica, una part molt important de l'equilibri energètic de Suècia i Noruega especialment.

## Toponímia

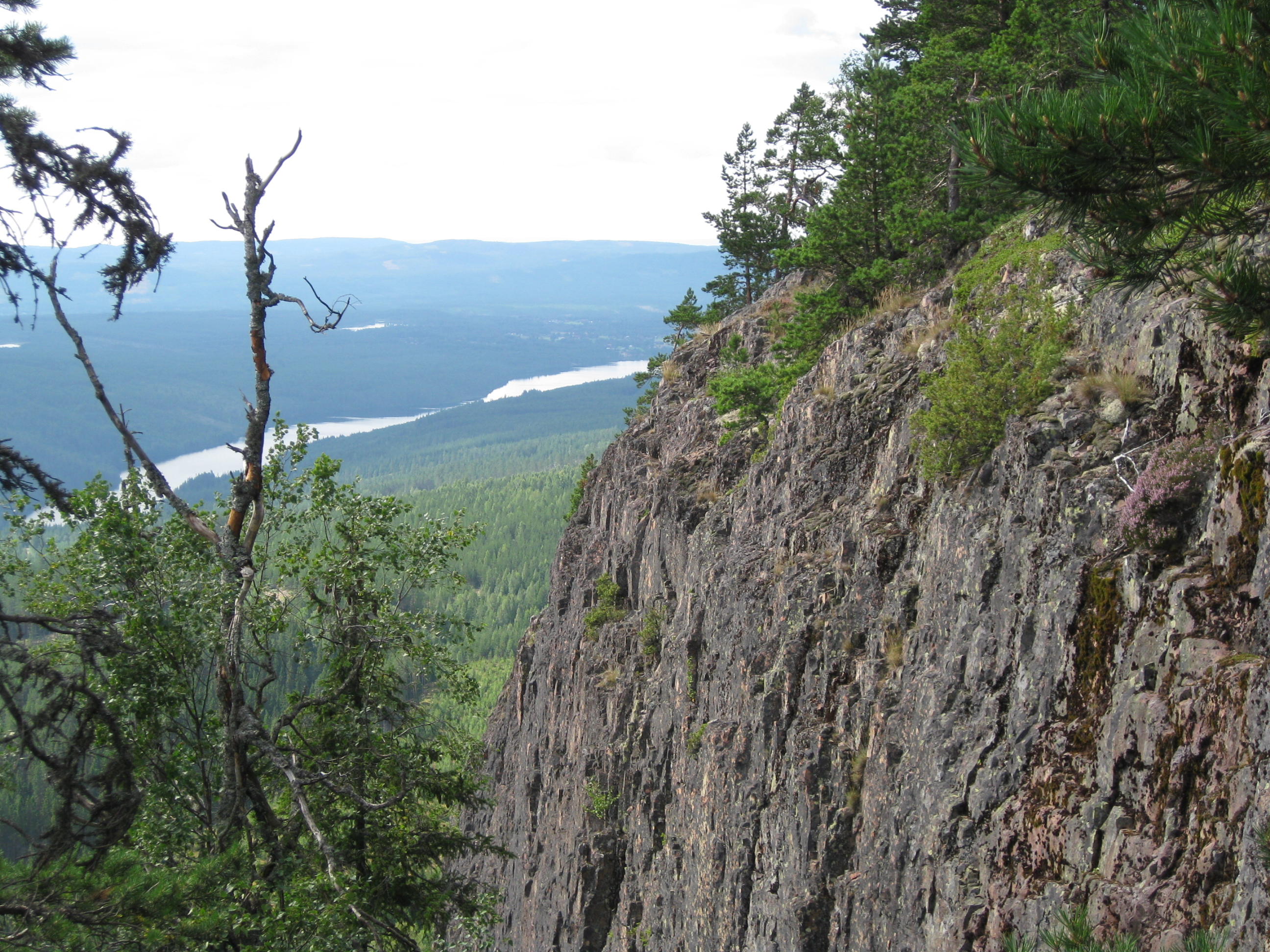
El límit oriental de la serralada no és clar, amb pics aïllats molt distants com el de Hykjeberg, al municipi de Mora.

La serralada que s'estén al llarg de la península escandinava és percebuda com una única serralada des de fa relativament poc temps. Aquest fet és en part a causa que les muntanyes escandinaves augmenten gradualment des de les planes de l'est de la península, sense formar una paret visible des de lluny com succeeix en altres serralades com la dels Alps o la dels Pirineus. Mai s'havia percebut per tant com una entitat única i només tenien un nom alguns subconjunts de la serralada, com les serres de Jotunheimen i Dovrefjell, així com algunes muntanyes individuals. Per exemple, la part nord de la serralada entre Noruega i Suècia va ser anomenada Kjølen (noruec) o Kölen (suec), que significa «quilla», pel fet que el perfil de les muntanyes és com un vaixell de quilla bolcat. En general, les muntanyes van ser anomenades simplement fjell o fjäll, que literalment significa «muntanya». Durant la dècada del 1940, el geòleg suec Erik Ljungner Skanderna va suggerir el nom de Skanderna, en català «els Escandes», amb la finalitat de tenir un nom similar al dels Alps o els Andes. Aquest nom ha esdevingut comú en suec, i també en anglès o francès per exemple. Els geòlegs utilitzen de vegades el nom de «Caledònia Escandinava», a causa que la serralada es troba aproximadament en la mateixa ubicació que l'antiga serralada calendoniana. Per tal de trobar un nom estàndard, la companyia noruega de geologia va llançar el 2012 un concurs per a escollir-ne el nom. El nom seleccionat entre més de 5.000 suggeriments va ser Nordryggen (rygg significa columna vertebral i «nord» designa la posició i la direcció de la serralada. Ara cal esperar una mica perquè el nom s'imposi en la cultura popular.
En català, el nom més habitual i àmpliament referenciat per a referir-se a la serralada és el d'«Alps Escandinaus», utilitzat per la Gran Enciclopèdia Catalana, i el més usat també en francès (Alpes scandinaves) o en castellà (Alpes escandinavos). No obstant això, hi ha altres noms menys utilitzats com «Muntanyes Escandinaves», que és el més comú en anglès (Scandinavian Mountains), alemany (Skandinavisches Gebirge) o danès (Skandinaviske bjerge), o «Serralada Escandinava».

## Geografia

### Situació

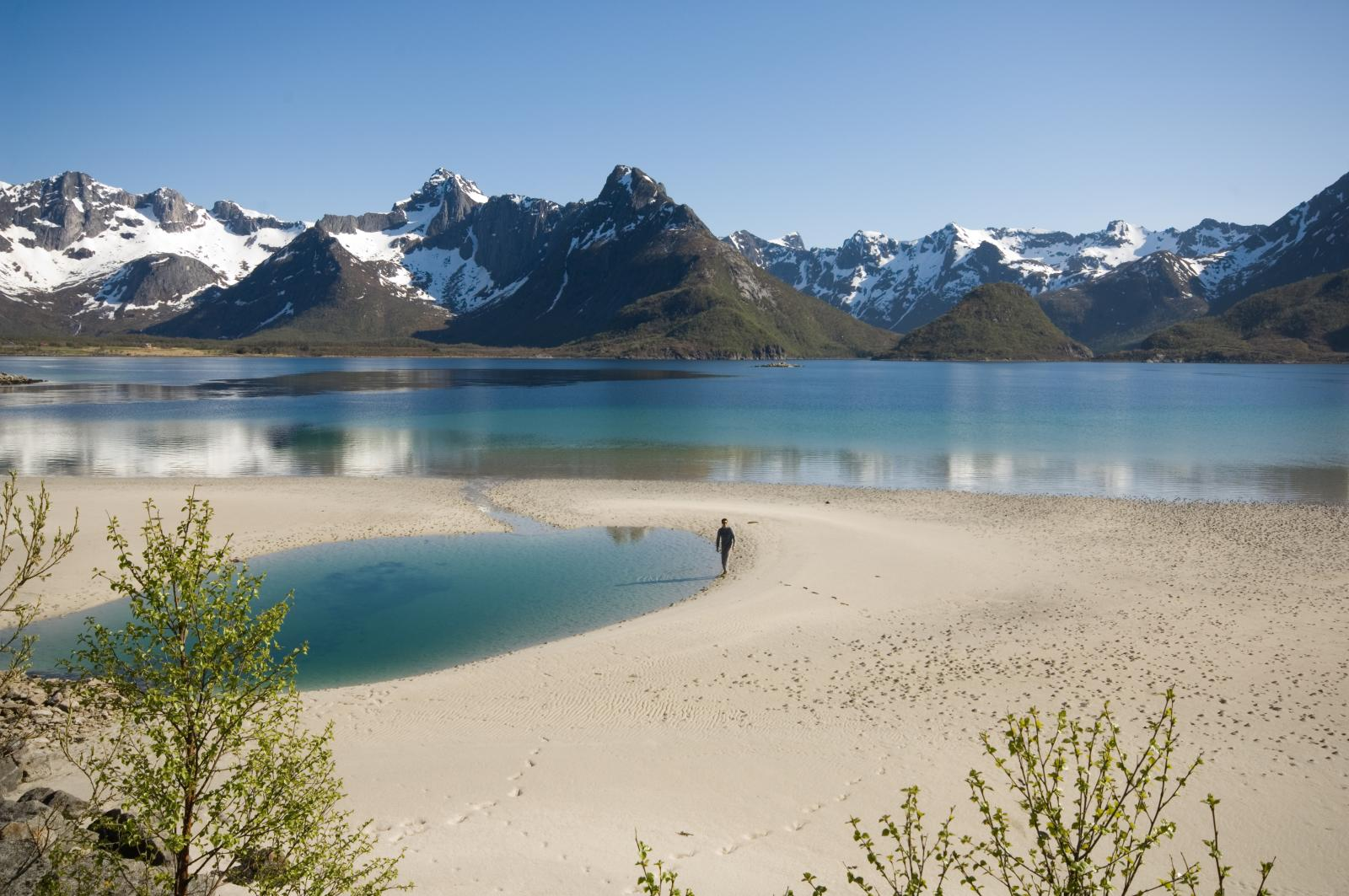
Fotografia de les illes Lofoten. La serralada té una llarga frontera marítima, que va des de la mar de Barentsz a l'Skagerrak.

Els Alps Escandinaus s'estenen a través d'un eix que va de sud-oest al nord-est al llarg de la costa occidental de la península Escandinava, formant una mena de columna vertebral. Amb una longitud de 1.700 km, és la segona serralada més llarga d'Europa, després de la dels Urals. La serralada està limitada al sud, a l'oest i al nord per les zones marítimes: l'Skagerrak, el mar del Nord, el mar de Noruega i el mar de Barentsz. No obstant això, el seu límit oriental és relativament difícil de definir, a causa de la progressiva disminució de l'altitud. En efecte, d'oest a est, el paisatge canvia d'alpí a prealpí amb pics aïllats, i a continuació, el paisatge esdevé ondulat gairebé fins al mar Bàltic. De vegades, un límit anomenat odlingsgräns (literalment «límit agrícola»), que representa el límit entre la terra arable i aquella que no ho és, s'utilitza com a límit de la serralada. Deixant de banda els límits, la serralada cobreix la major part de la superfície de Noruega i el nord-oest de Suècia (el 20% de la superfície del país). D'aquesta manera, la serralada fa de frontera natural entre Noruega i Suècia, i de fet la part septentrional de la frontera entre ambdós països és a través de la serralada. Una petita porció del nord de la serralada es troba en territori finlandès.

### Topografia

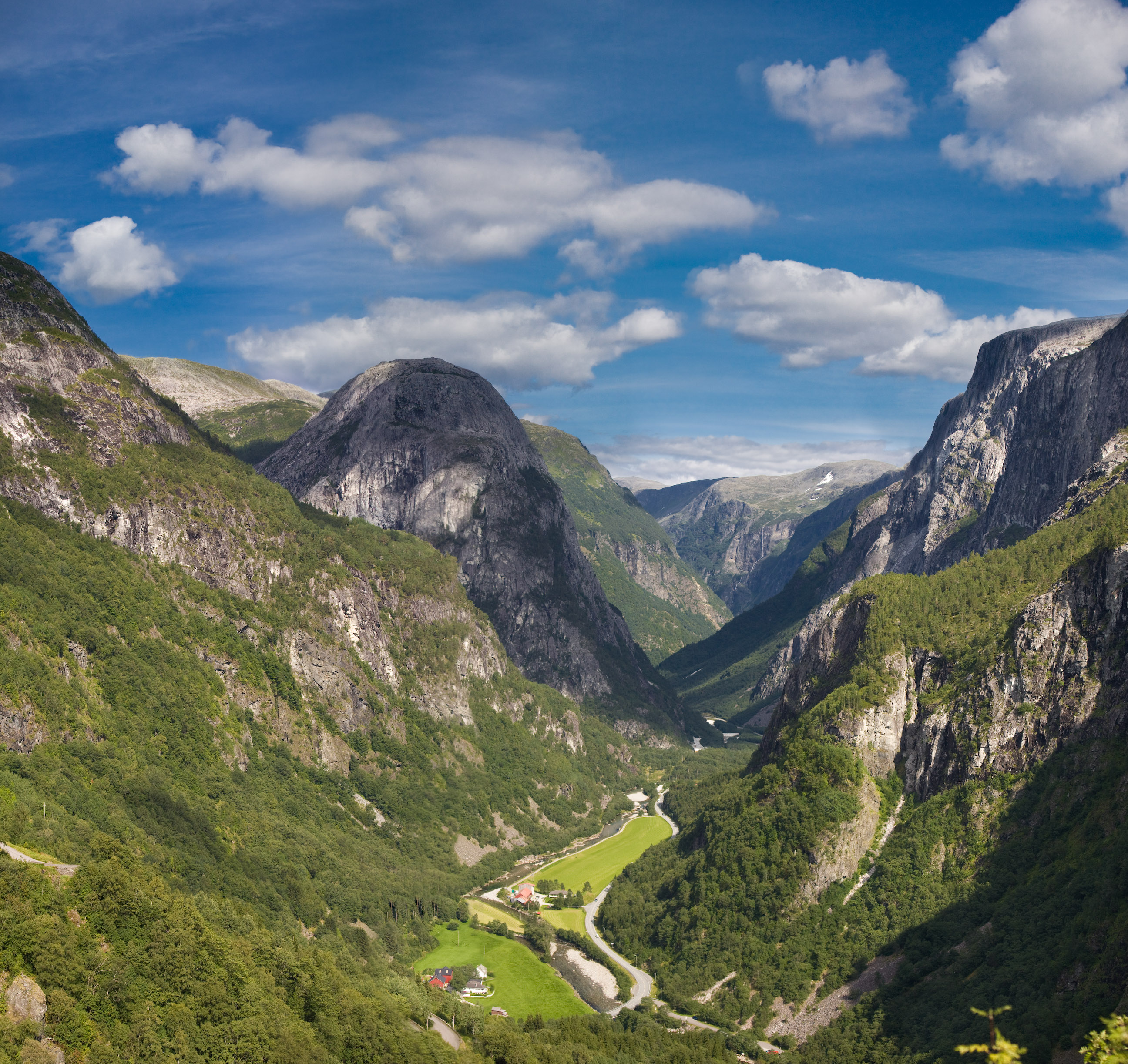
La vall de Gudvangen. La costa noruega té un relleu local molt pronunciat.

#### Morfologia
Els Alps Escandinaus tenen dues regions de gran altitud (de fins a més de 2.000 m), una al sud i l'altra al nord, separades per una zona menys elevada (de fins a 1.200 m), a l'altura del fiord de Trondheim. La part sud, la més llarga (de fins a 300 km), té forma de cúpula i el seu centre és Jotunheimen, que inclou la majoria dels cims més alts de la serralada, com el Galdhøpiggen (2.469 m), el més alt de la serralada. Tanmateix, l'àrea de Jotunheimen està envoltada per altres massissos elevats, com ara Hurrungane, Breheimen, Reinheimen, Dovrefjell i Rondane. Aquesta zona s'estén al nord-est a través de les muntanyes de Sylan i Helagsfjället, a la frontera amb Suècia, i al sud cap a l'altiplà de Hardangervidda i progressivament fins al mar. La part nord dels Alps Escandinaus és més llarga en longitud i culmina amb els massissos de Kebnekaise (2.102 m) i Sarek.
Entre els cims de la serralada s'hi desenvolupen un seguit de valls tan baixes com de 300 metres sobre el nivell del mar a l'est, però de vegades molt per sota del nivell del mar a oest. Per tant, la costa occidental de Noruega està profundament dividida per nombrosos fiords que s'endinsen a les valls glacials. El més gran d'aquests fiords, el Sognefjord, s'endinsa prop de 200 quilòmetres terra endins. Aquests fiords i les moltes illes fan que la longitud total de la costa sigui de 83.281 quilòmetres, dues vegades el perímetre equatorial de la Terra.

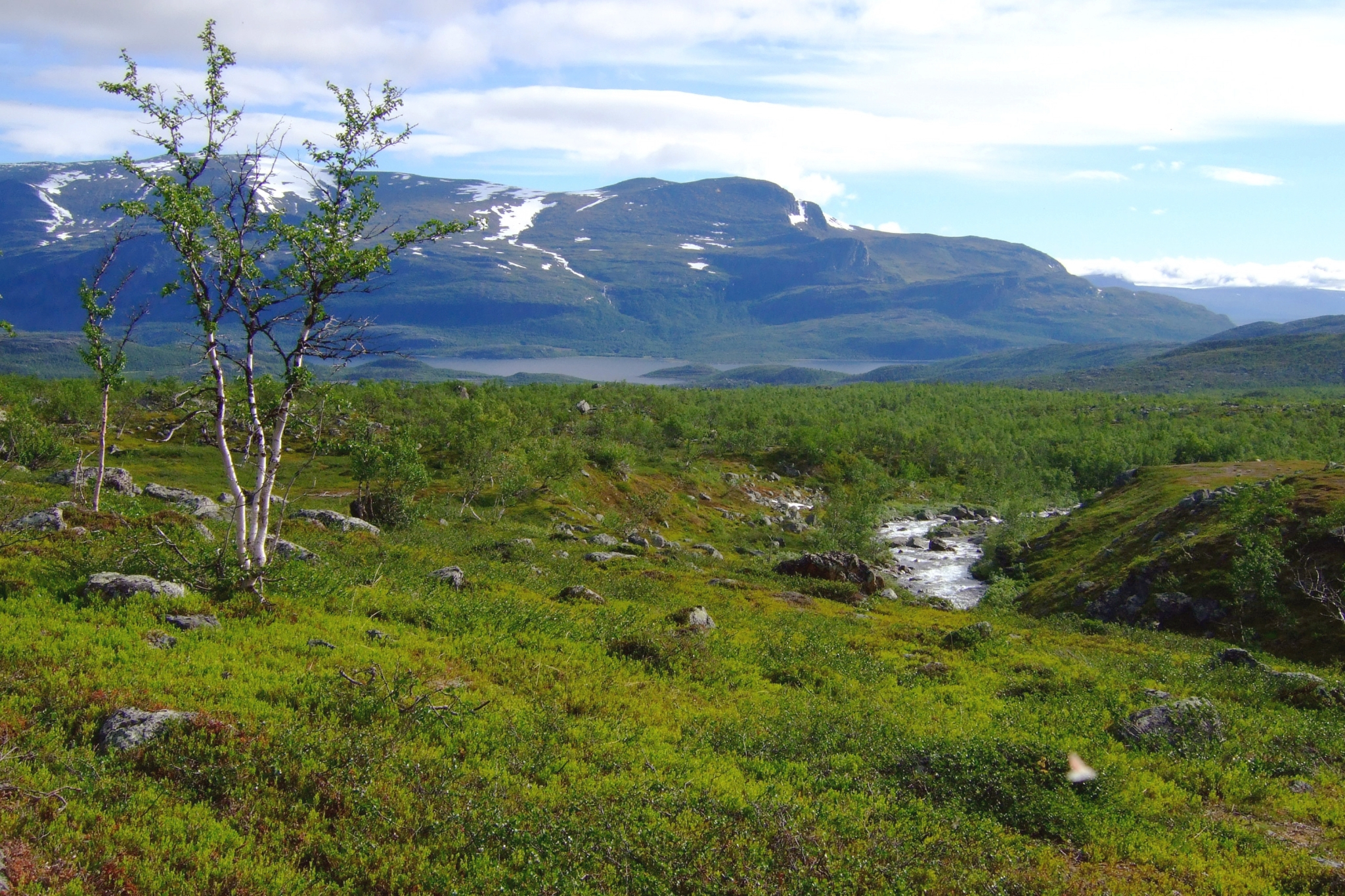
Gran part de la serralada és constituïda de paisatges suaus i muntanyes arrodonides, com aquí al Parc Nacional de Stora Sjöfallet.

La topografia de la serralada sovint es divideix en diverses categories basades principalment en el relleu local, és a dir, la diferència entre l'alçada màxima i la mínima dins d'una àrea petita. Les àrees en què la topografia local és més pronunciada (amb diferències altitudinals de més de 700 m) es denominen alpines: especialment les zones més altes (Jotunheimen, Sarek-Kebnekaise) i la zona costanera profundament tallada per valls i fiords. El relleu local supera de vegades els 1.500 m i encara més si tenim en compte la part submergida dels fiords que pot arribar als 2.800 m al Sognefjord. Les zones de relleu local moderat (entre 400 i 700 m) ocupen la major part del terreny fora de l'àrea costanera. El paisatge d'aquest relleu es compon principalment per pics arrodonits i àmplies valls. Finalment, la serralada comprèn un nombre de plaques tectòniques, testimonis de l'antic peneplà que hi havia a la zona abans de l'aixecament tectònic. La més gran d'aquestes plaques, l'Hardangervidda, és l'altiplà de muntanya més gran d'Europa. A les àrees més perifèriques de la serralada, el paisatge es fa ondulat, de tipus pla, però amb alguns pics aïllats (monadnock).

#### Subdivisions

Mapa de les subdivisions dels Alps Escandinaus

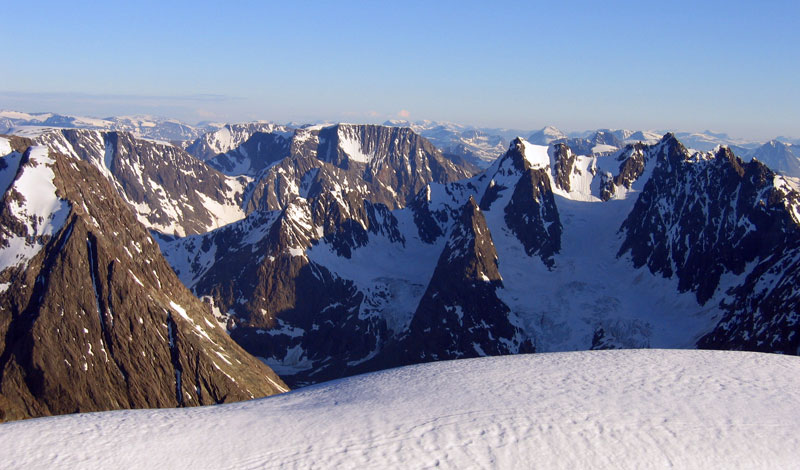
Els Alps de Lyngen

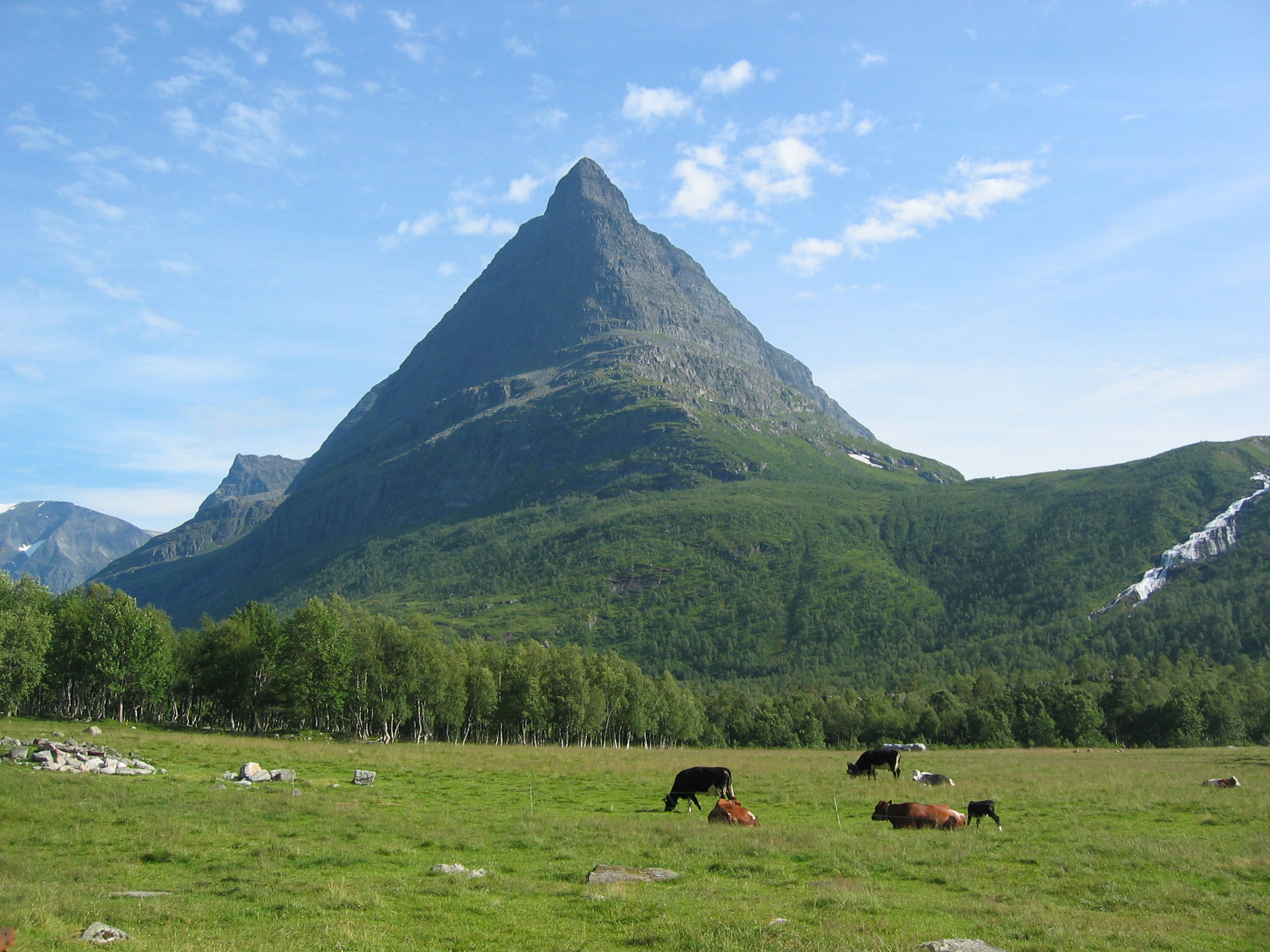
Innerdalstårnet a Trollheimen

En el llibre Scandinavian Mountains, Peter Lennon proposa dividir la serralada en sis zones cadascuna subdividida en diverses zones. Aquestes subdivisions no cobreixen, però, tota la serralada, deixant de banda particularment la seva part sud-est.
| Zona                    | Domini                                                | Punt culminant         | Altitud | Llegenda |
| ----------------------- | ----------------------------------------------------- | ---------------------- | ------- | -------- |
| Suècia àrtica           | Kebnekaise                                            | Kebnekaise sydtopp     | 2.102 m | [A1]     |
| Suècia àrtica           | Parcs nacionals de Padjelanta i Stora Sjöfallet       | Áhkká Stortoppen       | 2.016 m | [A2]     |
| Suècia àrtica           | Parc nacional de Sarek                                | Sarektjåkkå Stortoppen | 2.089 m | [A3]     |
| Noruega àrtica          | Extrem nord                                           | Ádjit                  | 1.408 m | [B1]     |
| Noruega àrtica          | Troms i Lyngen                                        | Jiehkkevárri           | 1.833 m | [B2]     |
| Noruega àrtica          | Lofoten i Vesterålen                                  | Møysalen               | 1.262 m | [B3]     |
| Noruega àrtica          | Sulitjelma - Blåmannsisen - Tysfjord - Narvik         | Suliskongen            | 1.907 m | [B4]     |
| Noruega àrtica          | Svartisen - Saltfjellet - Okstindan - Beiarn          | Oksskolten             | 1.916 m | [B5]     |
| Altes terres del centre | Børgefjell i les muntanyes de Jämtland i Västerbotten | Norra Sytertoppen      | 1.768 m | [C1]     |
| Altes terres del centre | Grup de Sylarna                                       | Helagsfjället          | 1.796 m | [C2]     |
| Serralada dels fjords   | Trollheimen                                           | Store Trolla           | 1.850 m | [D1]     |
| Serralada dels fjords   | Romsdal                                               | Store Venjetinden      | 1.852 m | [D2]     |
| Serralada dels fjords   | Sunnmøre i Reinheimen                                 | Gråhø i Lesja          | 2.014 m | [D3]     |
| Serralada dels fjords   | Jostedal - Breheimen - Ålfot                          | Hestbrepiggan          | 2.172 m | [D4]     |
| Serralada dels fjords   | Stølsheimen i Voss/Mjølfjell                          | Stiganosi              | 1.761 m | [D5]     |
| Muntanyes centrales     | Rondane i Dovrefjell                                  | Snøhetta               | 2.286 m | [E1]     |
| Muntanyes centrales     | Jotunheimen                                           | Galdhøpiggen           | 2.469 m | [E2]     |
| Muntanyes centrales     | Hallingskarvet i Filefjell                            | Folarskardnuten        | 1.933 m | [E3]     |
| Terres altes del sud    | Hardangervidda                                        | Sandfloeggi            | 1.721 m | [F1]     |
| Terres altes del sud    | Rogaland/Setesdal                                     | Kistenuten             | 1.647 m | [F2]     |

#### Principals cims
Llista dels cims més alts des Alps Escandinaus per país:
Noruega

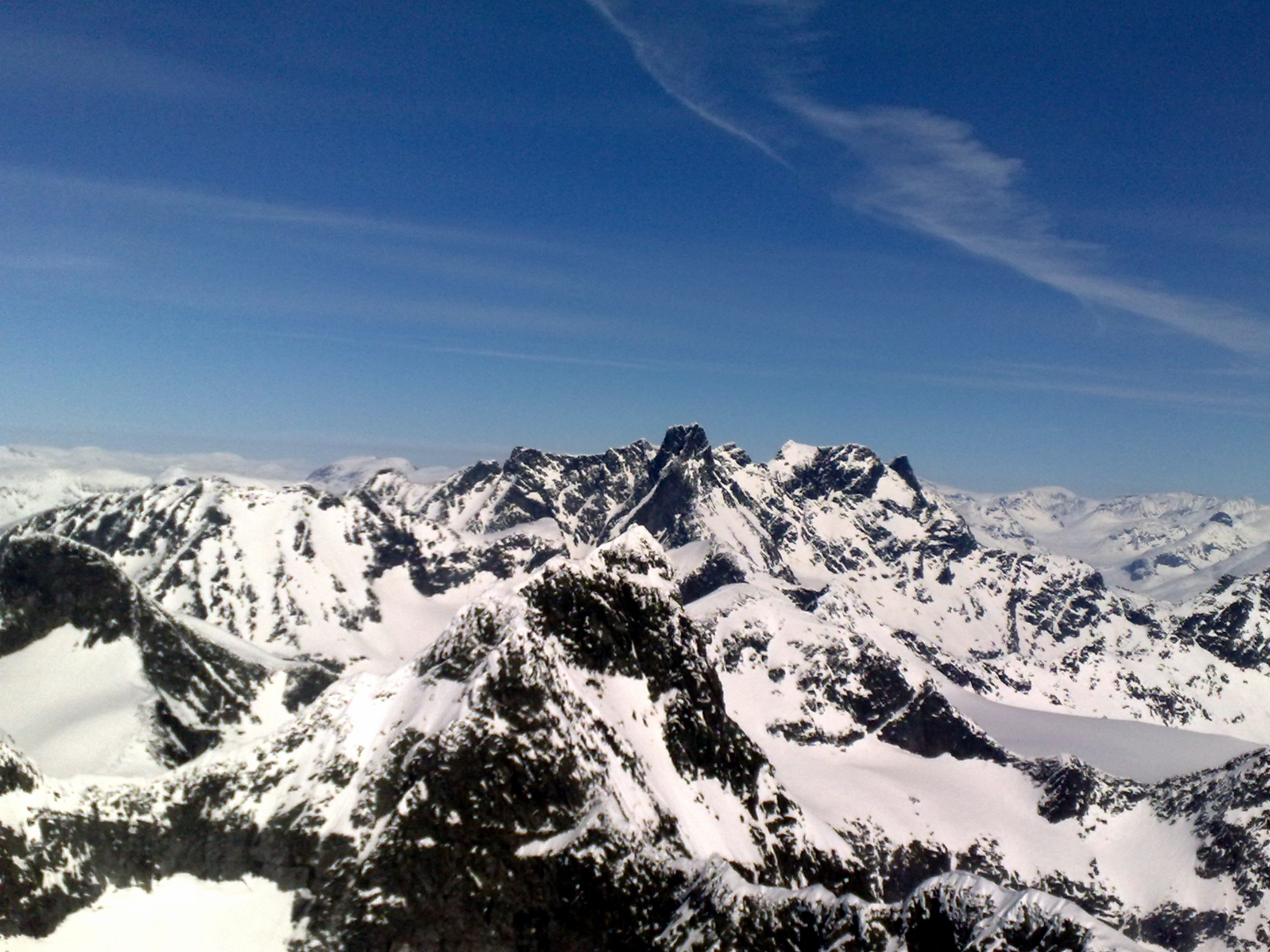
Jotunheimen

- 2.469 m Galdhøpiggen (Jotunheimen)
- 2.464 m Glittertind (Jotunheimen)
- 2.405 m Storen (Jotunheimen)
- 2.387 m Store Styggedalstind (Jotunheimen)
- 2.373 m Skardstinden (Jotunheimen)
- 2.369 m Vesle Galdhøpiggen (Jotunheimen)
- 2.368 m Surtningssue (Jotunheimen)
- 2.364 m Memurutindene (Jotunheimen)
- 2.351 m Jervvasstind (Jotunheimen)
- 2.348 m Sentraltind (Jotunheimen)

Suècia

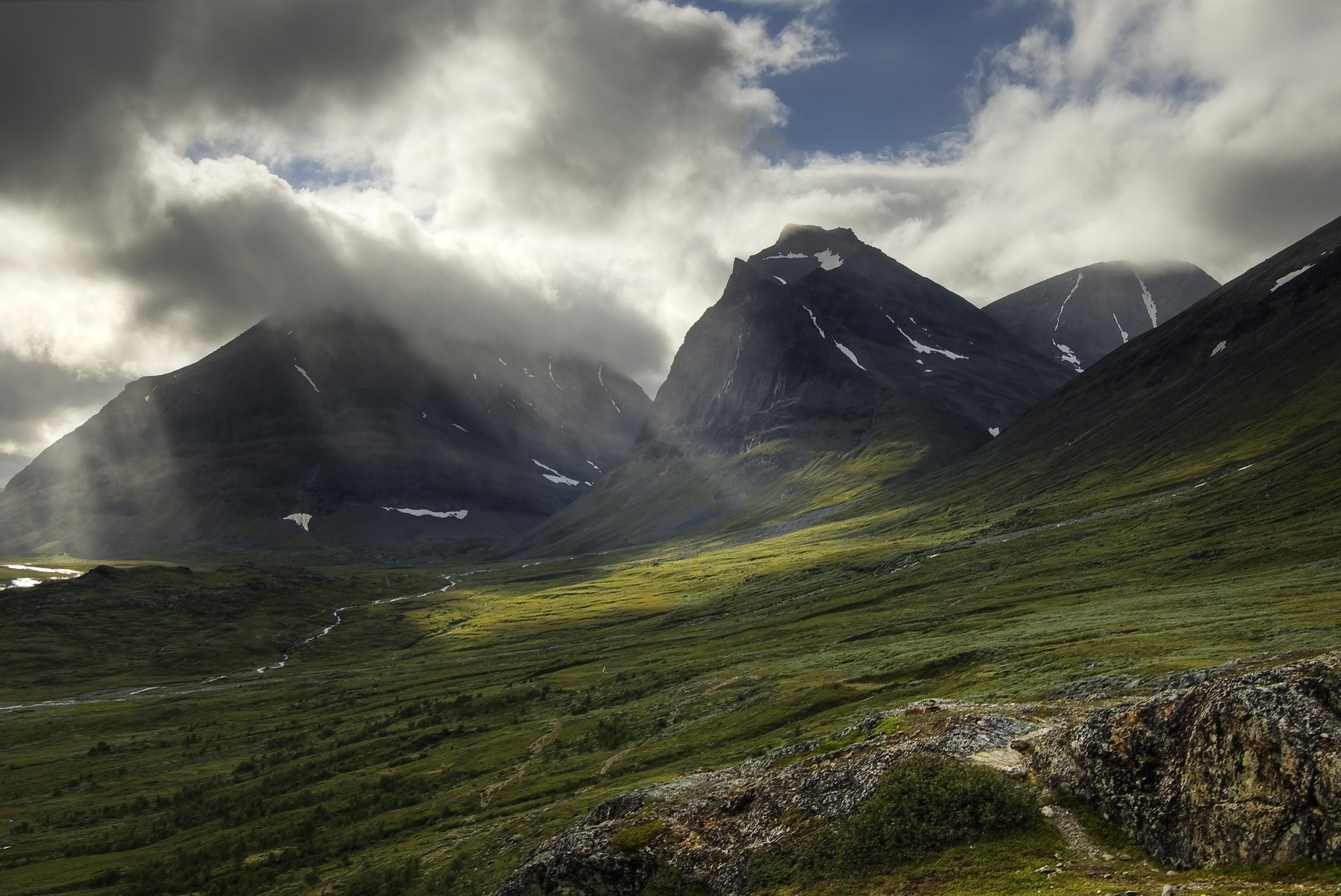
Duolbagorni

- 2.102 m Kebnekaise sydtopp (Kebnekaise)
- 2.097 m Kebnekaise nordtopp (Kebnekaise)
- 2.089 m Sarektjåkkå stortopp (Sarek)
- 2.076 m Kaskasatjåkka (Kebnekaise)
- 2.056 m Sarektjåkkå nordtopp (Sarek)
- 2.043 m Kaskasapakte (Kebnekaise)
- 2.023 m Sarektjåkkå sydtopp (Sarek)
- 2.015 m Áhkká (Padjelanta i Stora Sjöfallet)
- 2.010 m Sarektjåkkå Buchttoppen (Sarek)
- 2.005 m Pårtetjåkkå (Sarek)

Finlàndia
- 1.324 m Halti (extrem nord)
- 1.317 m Ridnitsohkka (extrem nord)
- 1.285 m Kiedditsohkka (extrem nord)
- 1.240 m Kovddoskaisi (extrem nord)
- 1.190 m Loassonibba (extrem nord)

### Clima

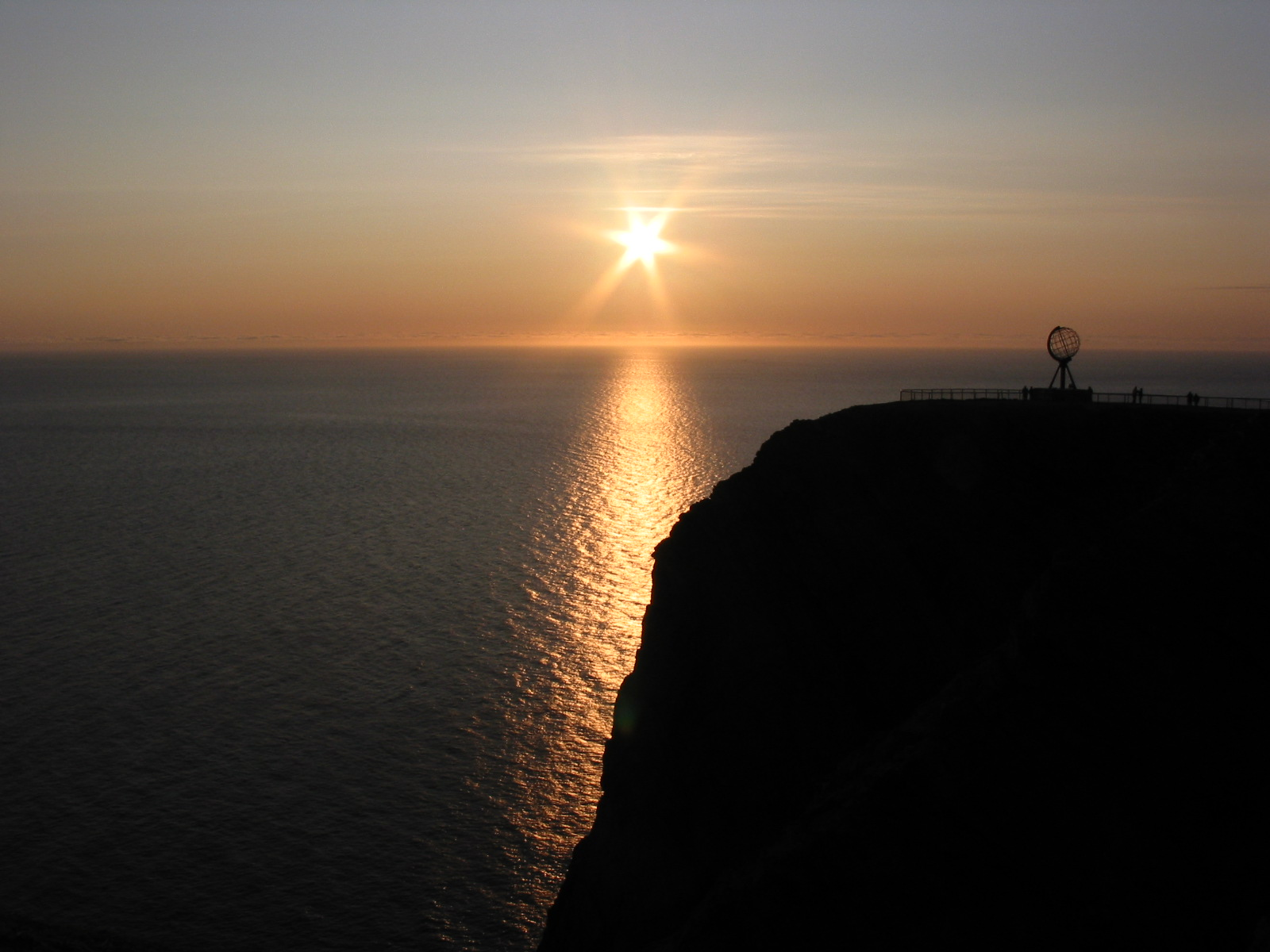
Sol de mitjanit des de la part superior del penya-segat del cap Nord

El clima de la serralada presenta grans contrastos a causa dels efectes combinats de la latitud, l'altitud i l'exposició a influències oceàniques. El clima és generalment fred pel fet que la serralada és completament per sobre del paral·lel nord 58. Aquest fenomen queda compensat en part a l'estiu per la durada del dia, ja que inclòs el capvespre, els dies duren 22 hores durant el solstici d'estiu a la latitud d'Oslo, i al nord del cercle polar àrtic es sol no es pon durant el curt estiu. D'altra banda, certs sectors de la serralada, en particular els ubicats al llarg de la costa atlàntica, gaudeixen d'una notable suavitat malgrat la seva latitud, temperats pel corrent del Golf. La influència de l'oceà en la temperatura mitjana anual s'estima en 12 °C. Aquest efecte és important sobretot durant els mesos d'hivern: un dels exemples més evidents el trobem a l'extrem sud de les illes Lofoten, que és el lloc més septentrional del món on la temperatura mitjana és positiva durant tot l'any. No obstant això, les zones de l'est de la serralada presenten grans diferències de temperatura entre les diferents estacions, tot i que el clima allà encara no és completament continental. D'aquesta manera, en aquelles zones la temperatura mitjana és de 10 a 12 °C a l'estiu, però a l'hivern les temperatures cauen a -16 °C de mitjana, amb un rècord de -52,6 °C registrat a Vuoggatjålme, a la Lapònia sueca. La topografia també afecta notablement la temperatura amb un fort efecte Föhn a la part oriental de la serralada. Finalment, la temperatura mitjana anual oscil·la entre els 6 °C al llarg del sud i oest de la costa de Noruega i els -6 °C als pics més elevats de la serralada.

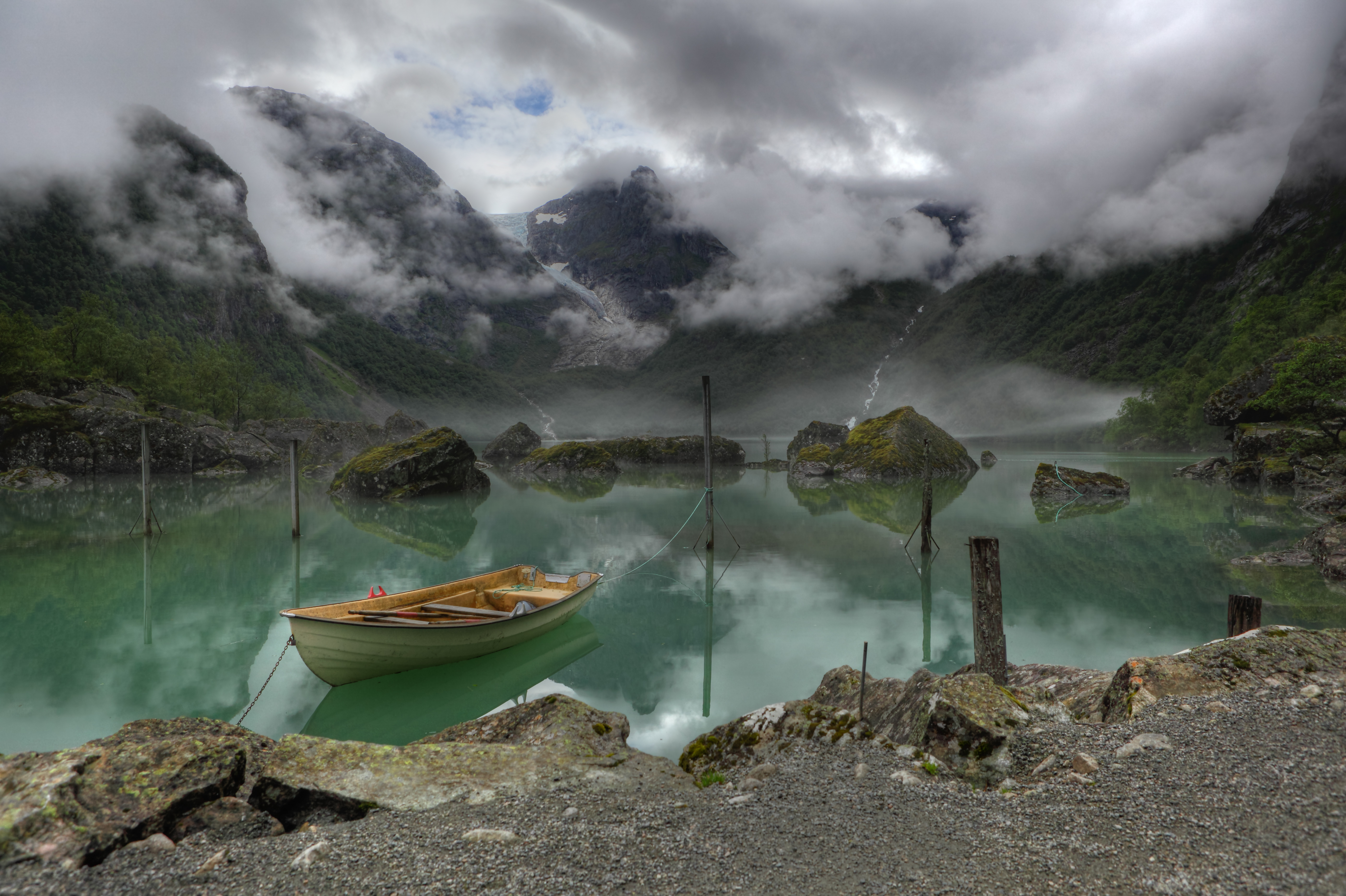
La costa oest de Noruega rep grans quantitats de pluja, com aquí prop de la glacera Folgefonna

Els vents predominants de l'oest no només proporcionen una relativa suavitat a les costes de Noruega, sinó que també aporten importants precipitacions. Aquestes poden ser superior als 2000 mm anuals al costat occidental de la serralada, mentre que als vessants orientals de la Lapònia sueca, eclipsats per l'ombra orogràfica, oscil·len entre els 450 i els 550 mm anuals. Aquesta precipitació pot caure, depenent de les temperatures, fins a un 50% en forma de neu al nord-est de la serralada. En aquestes regions, la primera neu cau a l'octubre i la capa de neu pot durar fins al juny. A la costa meridional, la capa de neu dura menys de 50 dies.

### Hidrografia
La majoria dels cursos d'aigua dels Alps Escandinaus flueixen als dos vessants de la serralada a partir de la divisòria d'aigües, mentre que a l'extrem sud, les valls formen un sistema fluvial radial. La principal línia divisòria entre les aigües que van a l'oceà Atlàntic i les que van al mar Bàltic coincideix aproximadament amb la frontera entre Noruega i Suècia a través de la part nord de la serralada. Aquesta línia era originalment molt més a prop de la costa noruega, abans de l'aixecament tectònic. No obstant això, l'erosió regressiva causada per rius que flueixen cap a l'oest va ser més gran que la causada pels rius que flueixen cap a l'est, igual que l'erosió glacial durant el Quaternari. Com a resultat, s'ha produït una captura gradual dels corrents, visible en diversos llocs amb corrents de direcció est-oest que finalment arriben a un riu que transcorre d'oest a est. Hi ha també algunes rares excepcions on els rius creuen la serralada, com ara el riu d'Alta, que crea un profund congost. Aquest fenomen s'interpreta generalment com la conseqüència de l'erosió pel sobreposicionament del riu durant l'aixecament que va donar lloc al relleu circumdant.

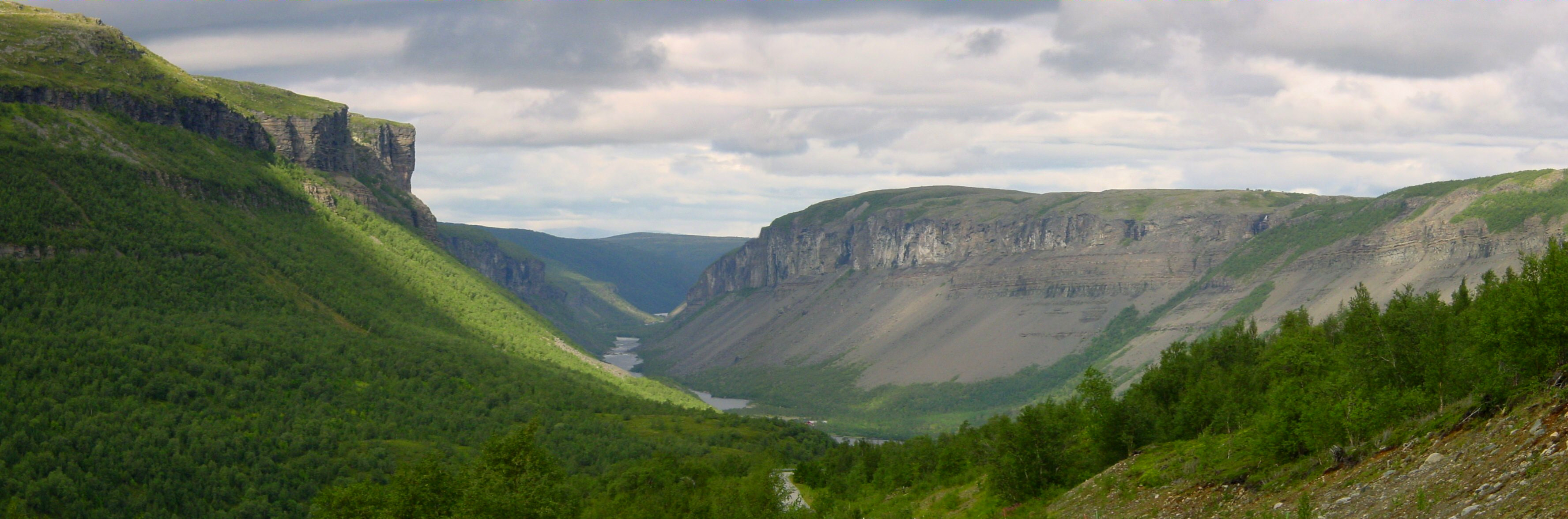
El congost de Sautso format pel riu Altaelva, a Finnmark, al nord de la serralada

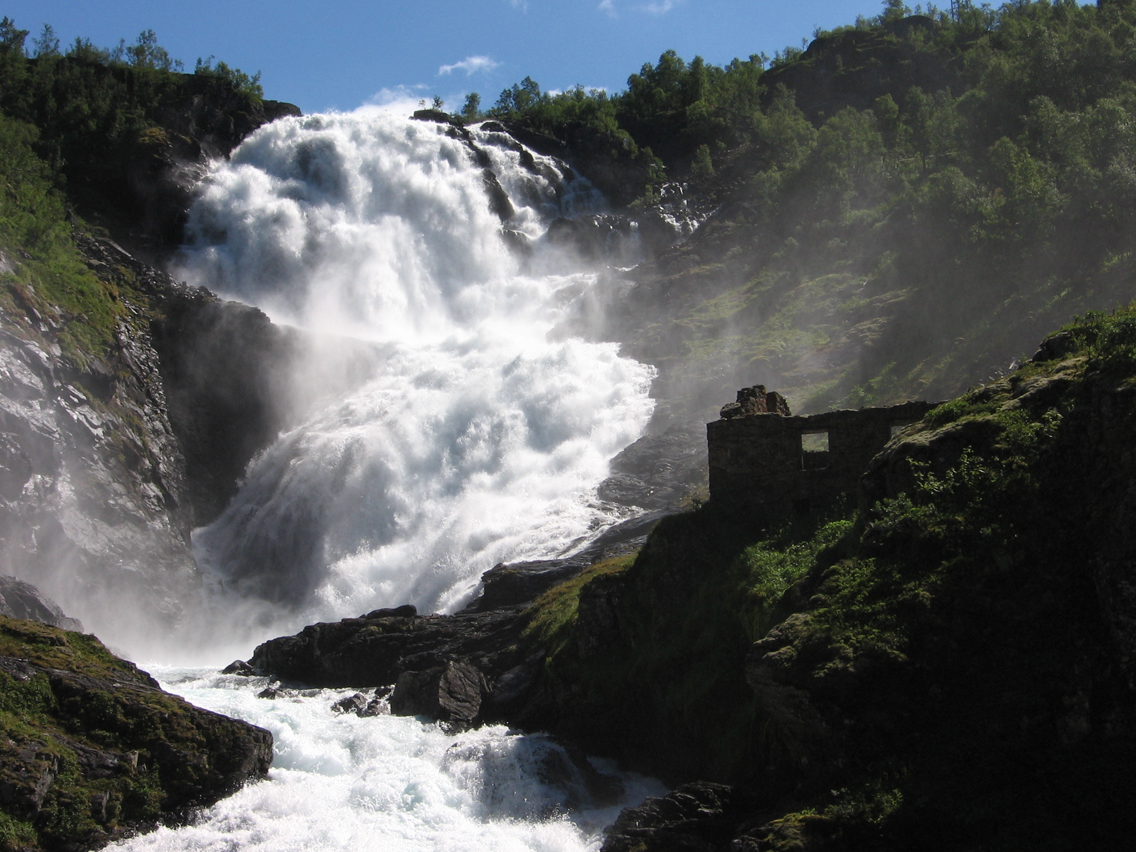
Els rius del vessant occidental es precipiten sovint en potents cascades, com aquí a Kjosfossen

La hidrografia és particularment asimètrica entre l'est i oest de la serralada. Les valls de l'oest són generalment curtes, profundes i costerudes, i les conques en general són poc esteses. A causa dels forts pendents, els rius del vessant occidental tenen una gran quantitat de salts d'aigua, incloent-ne alguns que es troben entre les cascades més altes del món, en particular la Vinnufossen, la més alta d'Europa i la sisena més alta del món amb 860 metres de caiguda vertical. Per contra, les valls de l'est són més suaus, menys profundes i molt més llargues. Tot i la important contribució de les precipitacions al vessant occidental, aquesta característica topogràfica explica que els rius del vessant oriental siguin més cabalosos. Per tant, la majoria dels principals rius escandinaus s'originen als Alps Escandinaus i flueix cap a l'est sovint en valls gairebé paral·leles. Els principals rius en termes de rendiment són la Glomma (704 m³/s), el Göta Älv/Klarälven (565 m³/s), el Luleälven (506 m³/s), l'Ångermanälven (500 m³/s), l'Indalsälven (455 m³/s) i l'Umeälven (443 m³/s).
El règim hidrològic de la majoria dels rius és de tipus nival o nivo-glacial marcat per un cabal mínim i un de màxim a l'hivern i a la primavera i principis de l'estiu amb la fosa de la neu. Un segon pic, sovint inferior, apareix amb la pluja de la tardor. A la costa sud-oest de Noruega, és important la humitat oceànica i la suavitat relativa que causen un cabal més constant durant l'any, fins i tot a l'hivern.

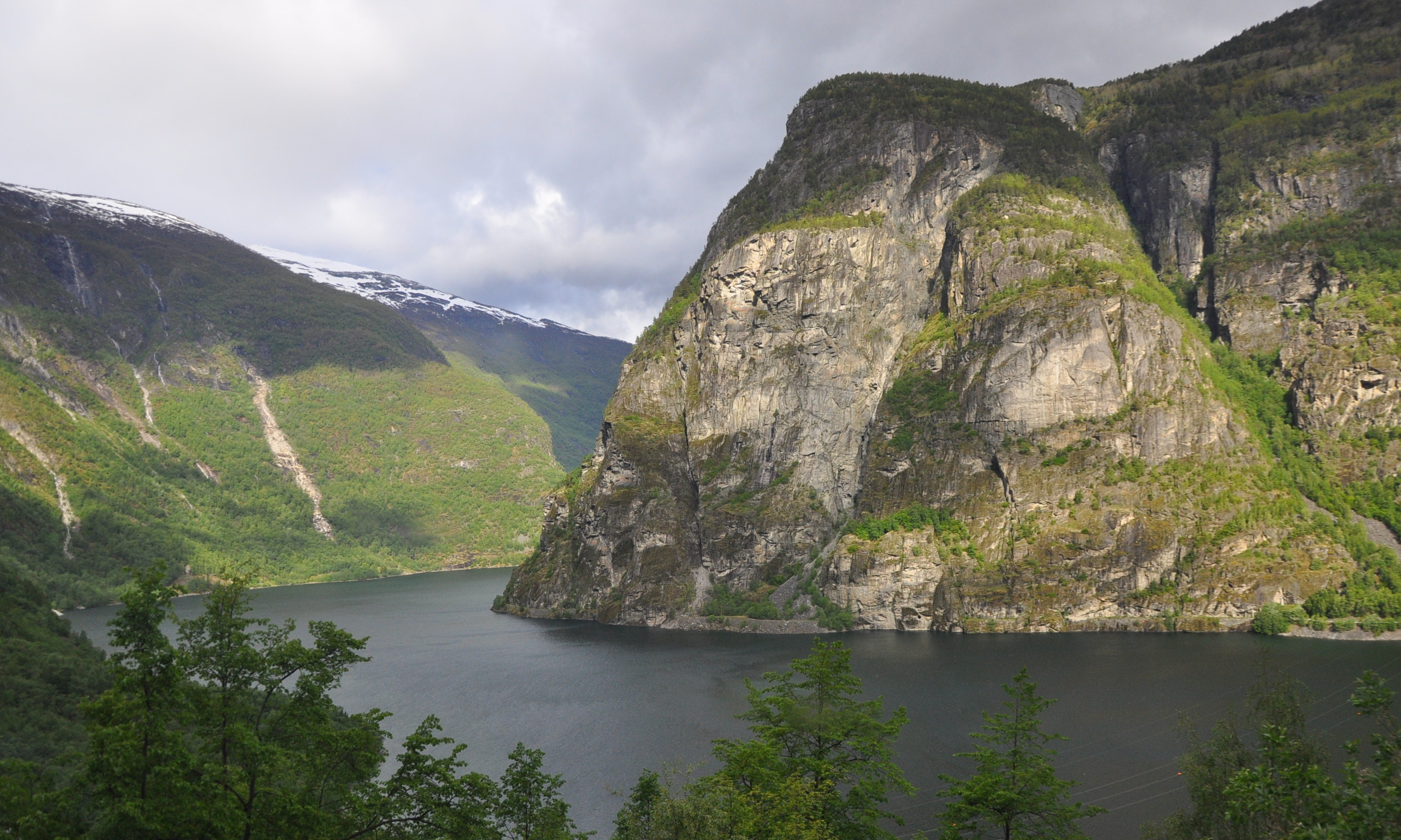
El llac Vassbygdevatnet prop d'Aurland, no lluny de l'Aurlandsfjord

Un gran nombre de llacs marquen els rius en les muntanyes. Alguns d'ells són petits llacs de muntanya dispersos en tota la serralada, especialment en els grans altiplans, però els més importants es troben en les grans valls dels estreps orientals, i són d'origen glacial. Els principals llacs d'aquest tipus són, de nord a sud: el Torneträsk (330 km²), l'Akkajaure (260 km²), el Hornavan (262 km²), l'Storsjön (456 km²), el Femunden (203 km²), el Mjøsa (369 km²) i Randsfjorden (140 km²). Hi ha també alguns llacs d'aquest tipus a l'oest de la cadena, sovint en línia amb la xarxa de fiords. De vegades arriben a profunditats molt grans: l'Hornindalsvatnet és el llac més profund d'Europa, amb 514 m de profunditat (a una altitud de 53 m).

Els Alps Escandinaus comprenen un gran nombre de glaceres, algunes de les quals són les més grans de l'Europa continental (ho sigui, excloent les glaceres d'Islàndia, Svalbard i Nova Terra). L'àrea acumulada de totes aquestes glaceres és de 2.900 km²; les més grans es troben als cims propers a la costa noruega, on la precipitació és més important, tot i les temperatures més elevades. Les principals glaceres de la serralada en termes de superfície són les de Jostedalsbreen (487 km²), Vestre Svartisen (221 km²), Søndre Folgefonni (168 km²), Østre Svartisen (148 km²), Blåmannsisen (87 km²) i Hardangerjøkulen (73 km²). L'equilibri entre la temperatura i la quantitat de precipitació explica el fet que durant el segle xx algunes glaceres escandinaves augmentessin de volum durant certs períodes, tot i que l'augment de la precipitació ha estat compensat per l'augment de la fossa del gel a causa de la pujada de la temperatura per l'escalfament global. Amb tot, el retrocés de les glaceres ha augmentat des de l'inici del segle xxi, amb la desaparició del període de recuperació.

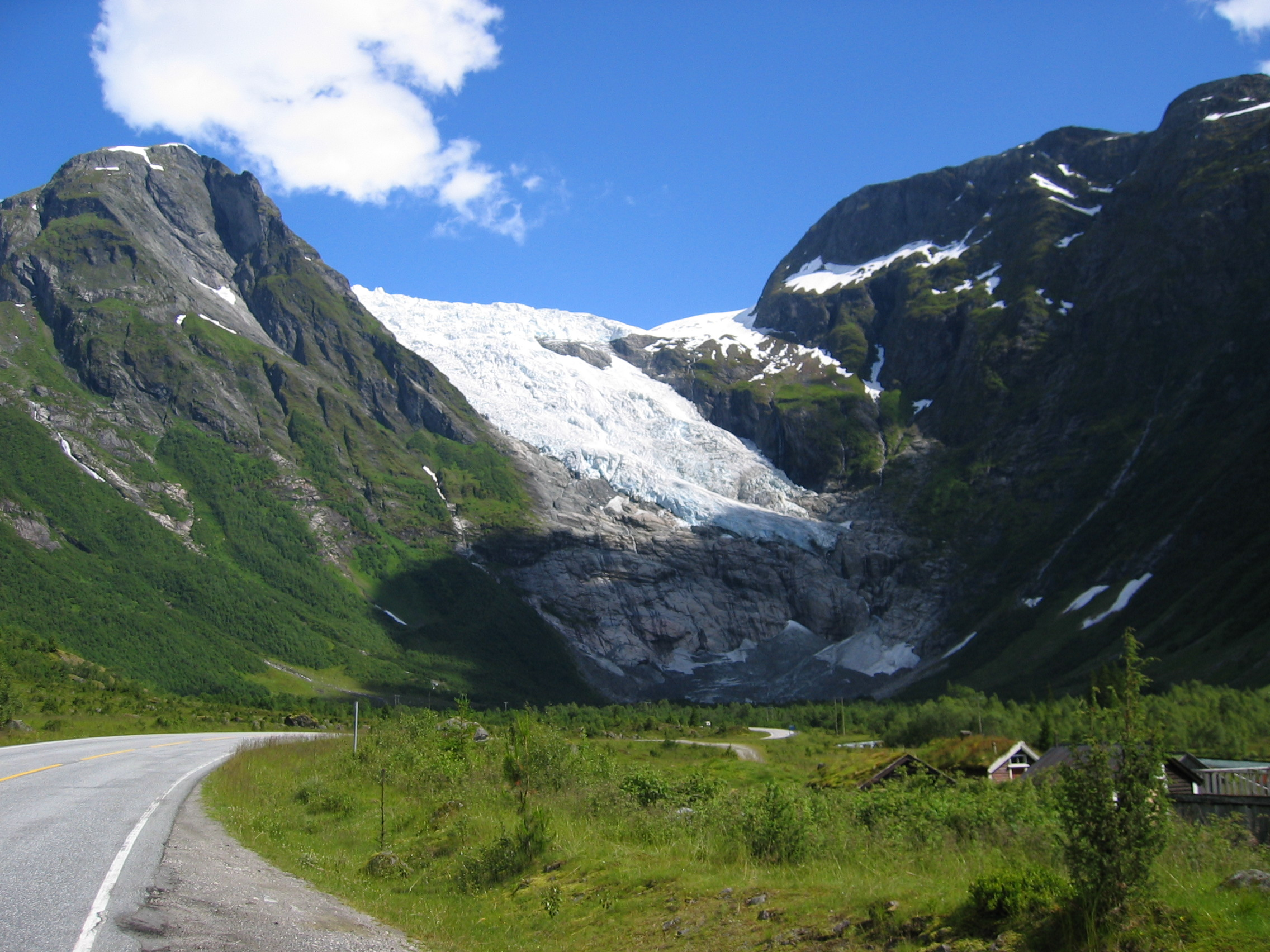
La Bøyabreen, una llengua glacial de Jostedalsbreen.
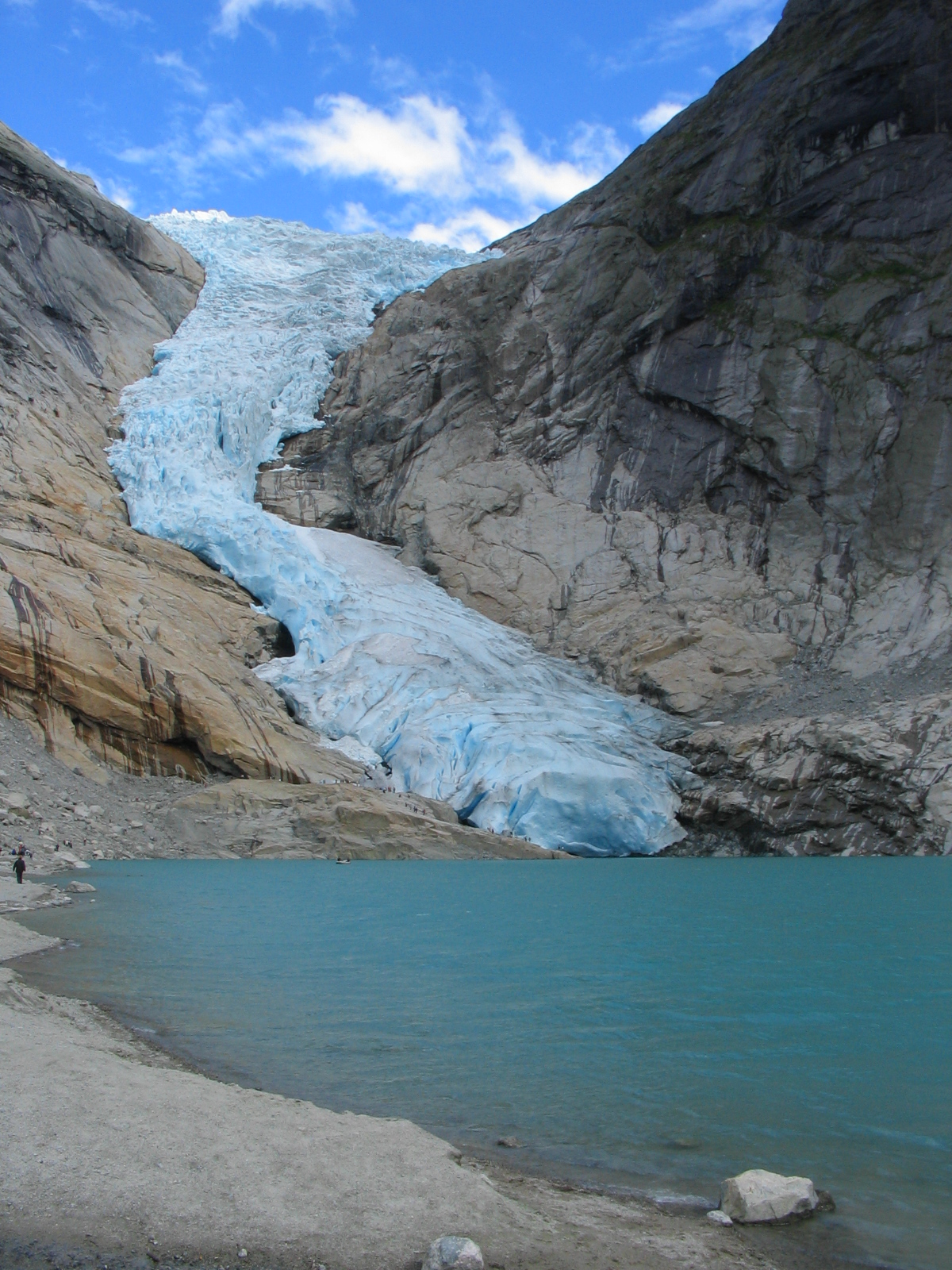
La Briksdalsbreen, el 1997
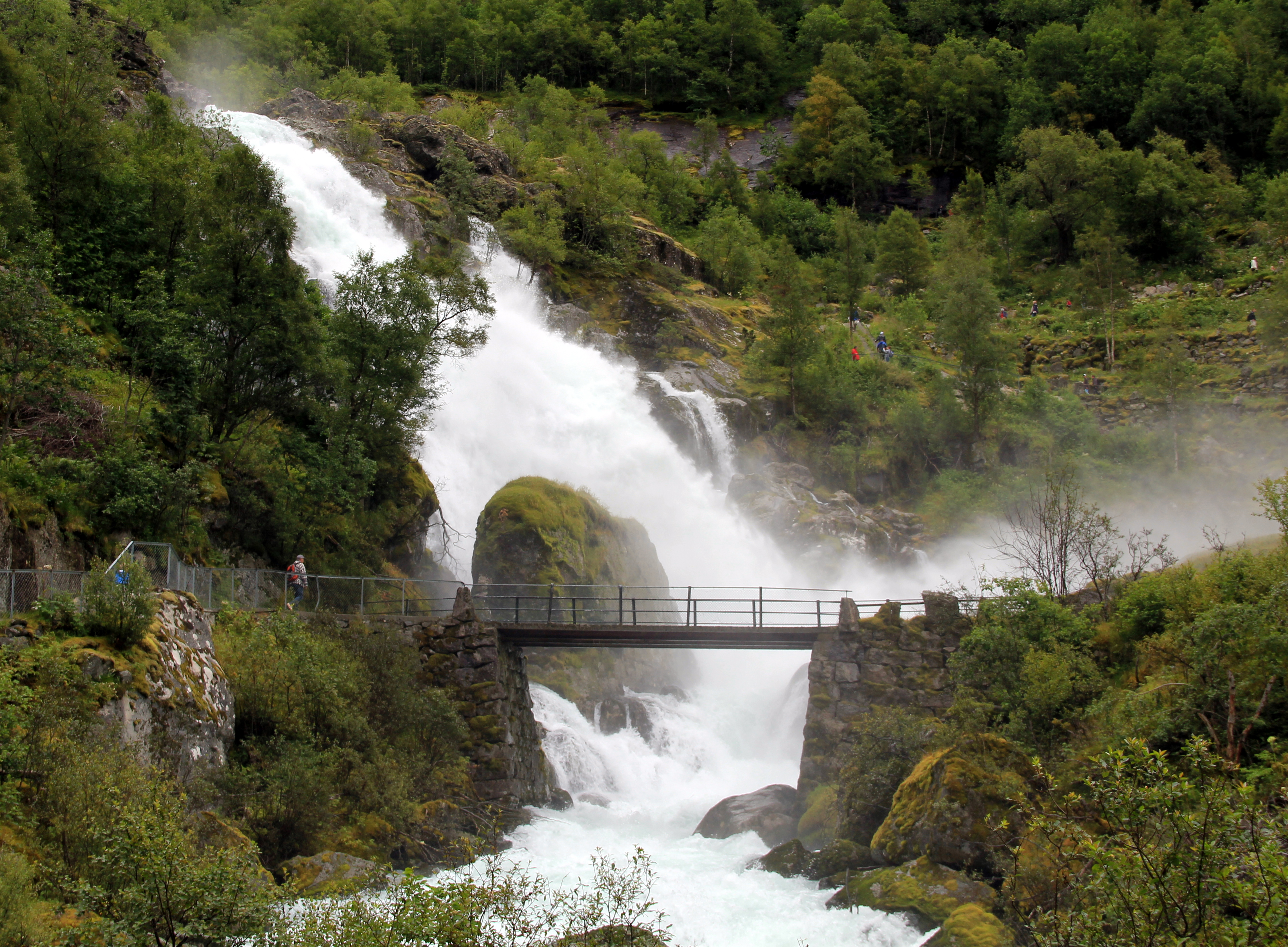
Cascada a la Briksdalselva, alimentada per la font de Briksdalsbreen.

### Geologia
La història geològica dels Alps Escandinaus és llarga i relativament complexa. Si el relleu actual és recent (Cenozoic, al voltant de 60 Ma), la serralada porta clarament la marca d'una successió d'esdeveniments que va començar fa més de 450 Ma. Aquesta història es pot dividir en sis etapes: l'etapa de pre-orogènesi caledoniana, l'orogènesi, una etapa post-orogènica, una fase paleòica, una fase d'aixecament tectònic i una fase d'erosió glacial.

#### Serralada caledoniana
Al final del Precambrià, fa prop de 570 Ma, el palaeocontinent Bàltica, corresponent entre d'altres a l'actual Escandinàvia, és un peneplà. Aquest continent és banyat per l'oceà Iapetus, igual que el continent Laurència, corresponent a les actuals Amèrica del Nord i Groenlàndia. El primer esdeveniment notable de l'orogènesi caledoniana, que afecta el nord d'Escandinàvia, és l'anomenat cas «Finnmarkian», succeït fa uns 505 Ma. Es tractaria d'una col·lisió del marge del continent Bàltica amb un arc volcànic oceànic situada al mar d'Ægir (secció del nord-est de l'oceà Iapetus) entre els continents Bàltica i Sibèria. Aquest període es caracteritza per un metamorfisme a les fàcies d'eclogita. Posteriorment, els continents Bàltica i Laurència comencen a moure's junts i part de la placa oceànica esdevé un petit fragment continental anomenat Gula, individual del continent Bàltica. Aquest segon esdeveniment important és anomenat «l'esdeveniment de Trondheim», datat aproximadament de fa 480 Ma. Es caracteritza per ofiolites (porcions de roques oceàniques) localitzades al nivell de l'actual Trondheim, així com per un metamorfisme de tipus esquist blau. Fa entre 470 i 450 Ma que té lloc una nova fase, l'anomenat «esdeveniment tacònic», que correspon a una fase de subducció i acreció al nivell del marge del continent Laurència i a l'obducció de la litosfera oceànica juntament amb un metamorfisme de tipus eclògit. Encara que afecta principalment el marge del continent Laurència, les roques es dipositaran posteriorment al continent Bàltica.

La serralada caledoniana

Finalment, fa entre 420 i 400 Ma, la convergència de les plaques Laurència i Bàltica condueix a la col·lisió continental en sentit estricte, anomenat «esdeveniment escandinau», que condueix a l'erecció de la serralada caledoniana. És una col·lisió obliqua, i les dates de col·lisió varien molt entre el nord i el sud de la serralada. Durant la col·lisió, el marge del continent Bàltica és sotmès parcialment sota el continent Laurència. Alhora, grans àrees de terra, anomenades capes tectòniques, són desplaçades a la placa del Bàltica. Aquestes capes s'agrupen en quatre complexos d'acord amb la seva superposició en la serralada: l'al·lòcton inferior, el mitjà, el superior i el culminant. Les capes inferiors i les intermèdies s'originen des del marge del Bàltica. L'al·lòcton superior es compon de roques volcàniques ofiolítiques i arcs, mentre que les de l'al·lòcton màxim s'originen al Laurència. Les capes inferiors són principalment sedimentàries, lleugerament metamorfosades. Les capes intermèdies, incloent-hi la capa de Jotun, són també roques sedimentàries metamorfosades, derivades principalment de gres i també dolomies i til·lites. La part superior d'aquestes capes es barreja entre dics toleítics i dolerítics. L'al·lòcton superior es compon principalment dels nivells freàtics de Seve i Köli. El primer es compon de gneis en un metamorfisme de fàcies d'amfibolita, mentre que el segon consisteix en roques volcàniques i sedimentàries. Finalment, l'al·lòcton culminant inclou tant la base de gneis com les capes de sediment que el cobrien, així com la base d'ofiolita de la placa Laurència. A banda i banda d'aquestes capes, però, ens trobem amb el terreny precambrià (granits i gneis), més o menys afectats pel metamorfisme durant l'orogènesi.

#### Peneplanació i aixecament
La serralada caledoniana formada per aquesta col·lisió és immensa, cobreix les costes actuals de Groenlàndia, Amèrica del Nord i la costa oest d'Escandinàvia, l'Àfrica del Nord, Irlanda i Escòcia. L'altitud màxima de la serralada no es coneix amb exactitud, però s'estima que va ser entre 8000 i 9000 m, una altura comparable a l'actual Himàlaia.
No obstant això, la serralada pateix molt ràpidament un col·lapse gravitatori des de fa entre 405 i 395 milions d'anys. Les plaques s'inverteixen a partir d'un context de compressió a un context d'extensió, i l'escorça que va assolir un gruix de més de 60 km al final de l'orogènia es redueix de 15 a 20 km. Les roques profundament enterrades que es caracteritzen per un metamorfisme d'alta pressió, són exhumades. El moviment d'extensió continua més lentament fins al Permià (fa 250 Ma), i s'estén progressivament per la serralada. A més de l'aprimament de la cadena a causa dels moviments tectònics, la cadena se sotmet a una denudació per l'erosió. La serralada s'inclou llavors al super-continent Pangea, en un clima que passa de ser un clima equatorial humit a un de subtropical àrid.

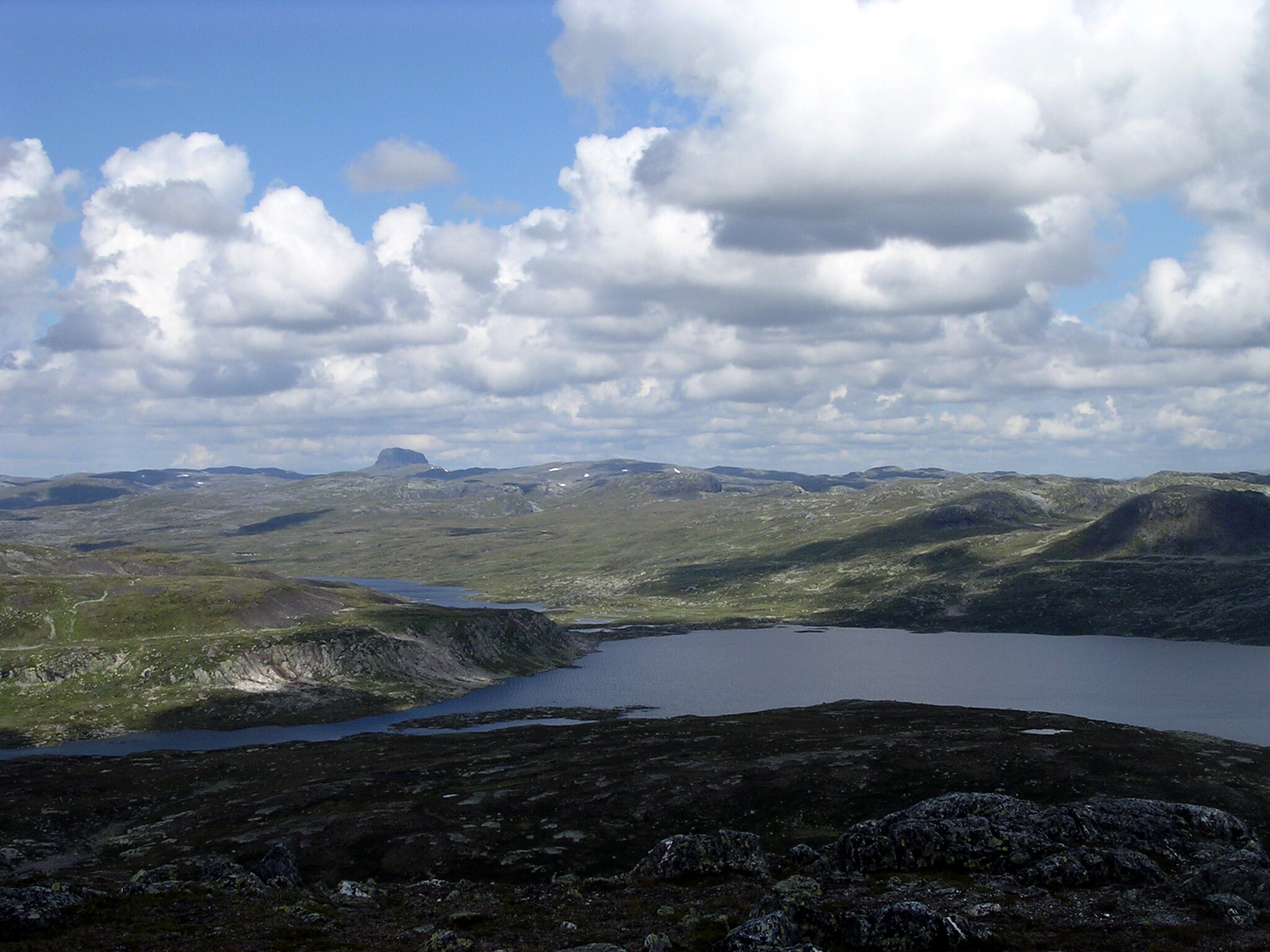
L'altiplà d'Hardangervidda és probablement una relíquia de la superfície palèica.

En la següent fase, l'anomenada fase paleocena, de fa entre 245 i 50 Ma, l'erosió continua, de nou en un clima càlid, alternant-se entre humit i semiàrid. El relleu es veu afectat per diversos episodis d'aixecaments tectònics relacionats amb els rifts de la mar del Nord. Per tant, fa uns 50 Ma, l'antiga serralada es redueix a un peneplà, sovint anomenat superfície paleocena, el qual es va mantenir relativament intacte en alguns llocs, com ara en l'altiplà Hardangervidda, i també és possible reconstruir la superfície envoltant les zones alpines i dels fiords. Aquesta zona presenta encara un alleujament local, amb pics dominants al voltant de 100 a 600 m.
Començant al voltant de fa 60 Ma (Cenozoic), el peneplà escandinau pateix un extens aixecament tectònic. Els estudis recents suggereixen dues fases diferents: durant el Paleogen (fa de 70 a 40 Ma) i el Neogen (fa de 25 a 5 Ma). De la mateixa manera, sembla que aquest aixecament va ser més destacat al nord i al sud cadena, deixant la part intermèdia a una altitud menor. Aquest aixecament no és pas específic de la cadena escandinava, ja que sembla haver ocorregut en tots els marges de l'Atlàntic nord. Paral·lelament a aquest aixecament, diverses conques pateixen enfonsaments prou significatius, com el mar del Nord, el mar Bàltic i el mar del Labrador. L'aixecament del Paleogen sembla estar relacionat amb l'activitat del plomall islandès o l'obertura de l'oceà Atlàntic. No obstant això, les causes del segon aixecament són encara més borroses: s'ha suggerit que pot haver estat a causa de la compensació isostàtica, però els estudis recents suggereixen que la importància d'aquest fenomen és secundari. En tots els casos, aquest aixecament és el principal responsable de l'existència dels Alps Escandinaus i la seva altitud actual.

#### Erosió glacial

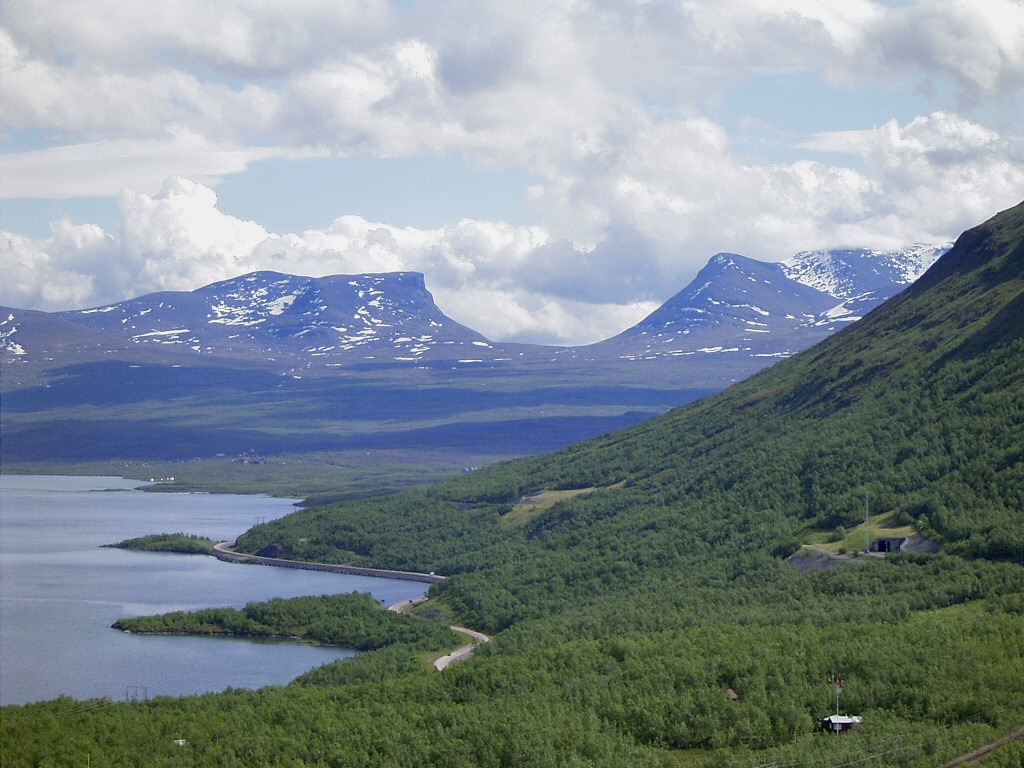
Perfil característic d'una vall glacial, com la de Lapporten, a la Lapònia sueca.

L'actual morfologia de la serralada ha estat fortament modelada per dos milions d'anys de glaciacions freqüents durant el Quaternari. Durant aquest període, la mida de les glaceres varia molt, començant per glaceres de circ i evolucionant cap a casquets glacials com a resultat de la refrigeració del clima, fins a formar un immens indlandsis: una capa de gel de fins a 3.000 m de gruix que cobria tota Escandinàvia. L'erosió glacial afecta doncs tota la serralada, però d'una manera molt desigual: l'indlandsis és relativament estàtic en les zones de gran altitud del centre de la serralada que estan situades a l'est, a diferència de les que són a l'oest, on l'erosió és màxima. D'aquesta manera, en la part occidental de la serralada la morfologia glacial és més notable, amb valls glacials tan profundes que les seves parts inferiors es troben per sota del nivell de la mar, formant els fiords característics de Noruega. No obstant això, aquestes valls es troben també al vessant oriental, amb conques d'amuntegament ocupades per llacs en lloc de fiords. Les glaceres que erosionen aquestes valls procedien majoritàriament dels cims, però no necessàriament, ja que algunes glaceres unien dues zones baixes. Algunes valls glacials fins i tot creuen la serralada de costat a costat, creuant la línia divisòria d'aigües. A causa de la forta erosió de les grans glaceres, les glaceres secundàries sovint es formen en valls on el seu fons es troba a gran altitud, anomenades valls suspeses. Una gran part de les valls segueix les fractures tectòniques que constitueixen les direccions privilegiades per l'erosió fluvial i després glacial. Altres formes creades per glaceres són els circs glacials que es troben al llarg de la serralada, sobretot a les zones més alpines, però també prop de la costa en altituds baixes, com per exemple a les illes Lofoten, encara que en aquestes zones són generalment més petits. Els cims més alts de la serralada, que han romàs fora de la massa de l'indlandsis, han estat però sotmesos a l'erosió del gel, formant nunataks.
Els efectes de l'erosió glacial varien segons la naturalesa del terreny. Un dels exemples més cridaners és el contrast entre els alts cims de Sarek i el paisatge ondulat de la zona veïna de Padjelanta. Això s'explica per la diferència de resistència entre les diabases dures primer i els esquistos més friables segon. A la part nord de la serralada, els cims més alts (Kebnekaise, Sarek, Sylarna) són ubicats a la capa freàtica de Seve i a la seva amfibolita, mentre que els alts cims de la Jotunheimen consisteixen en les gabres de la capa freàtica de Jotun.

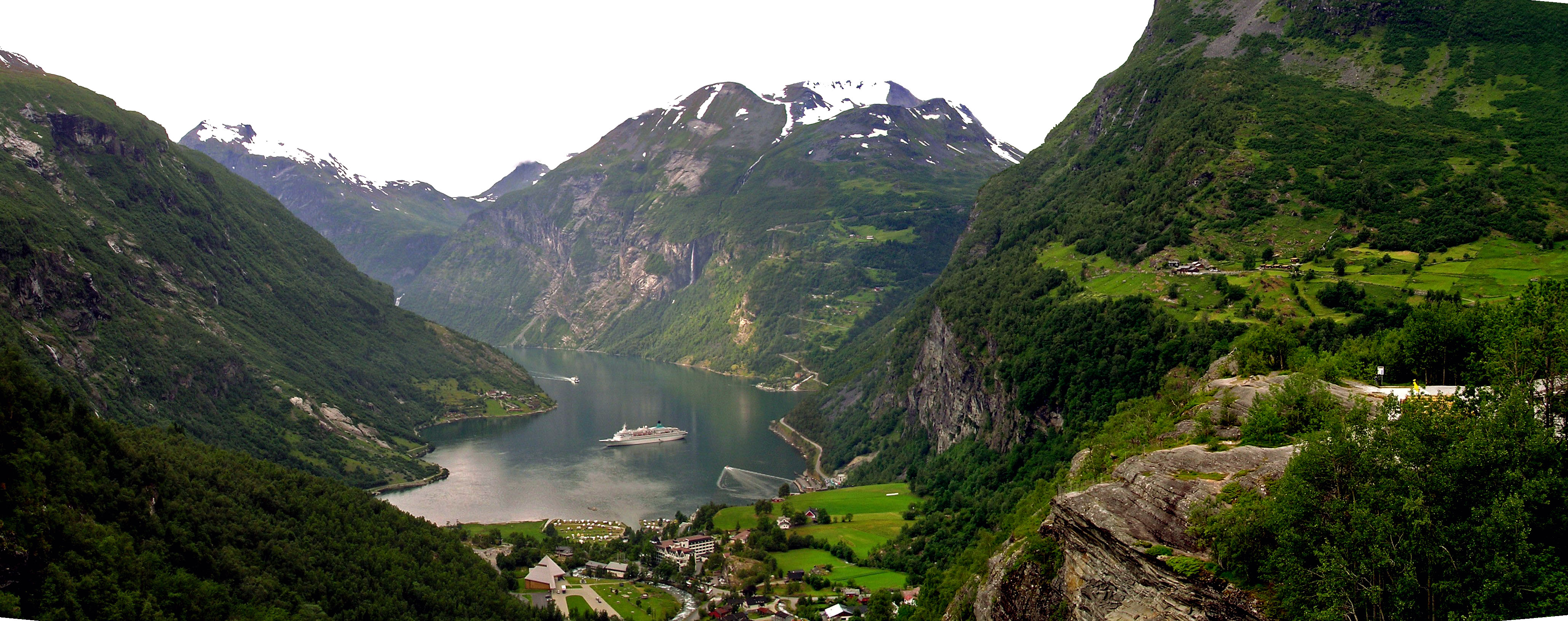
El fiord de Geiranger, un dels més cèlebres fiords noruecs

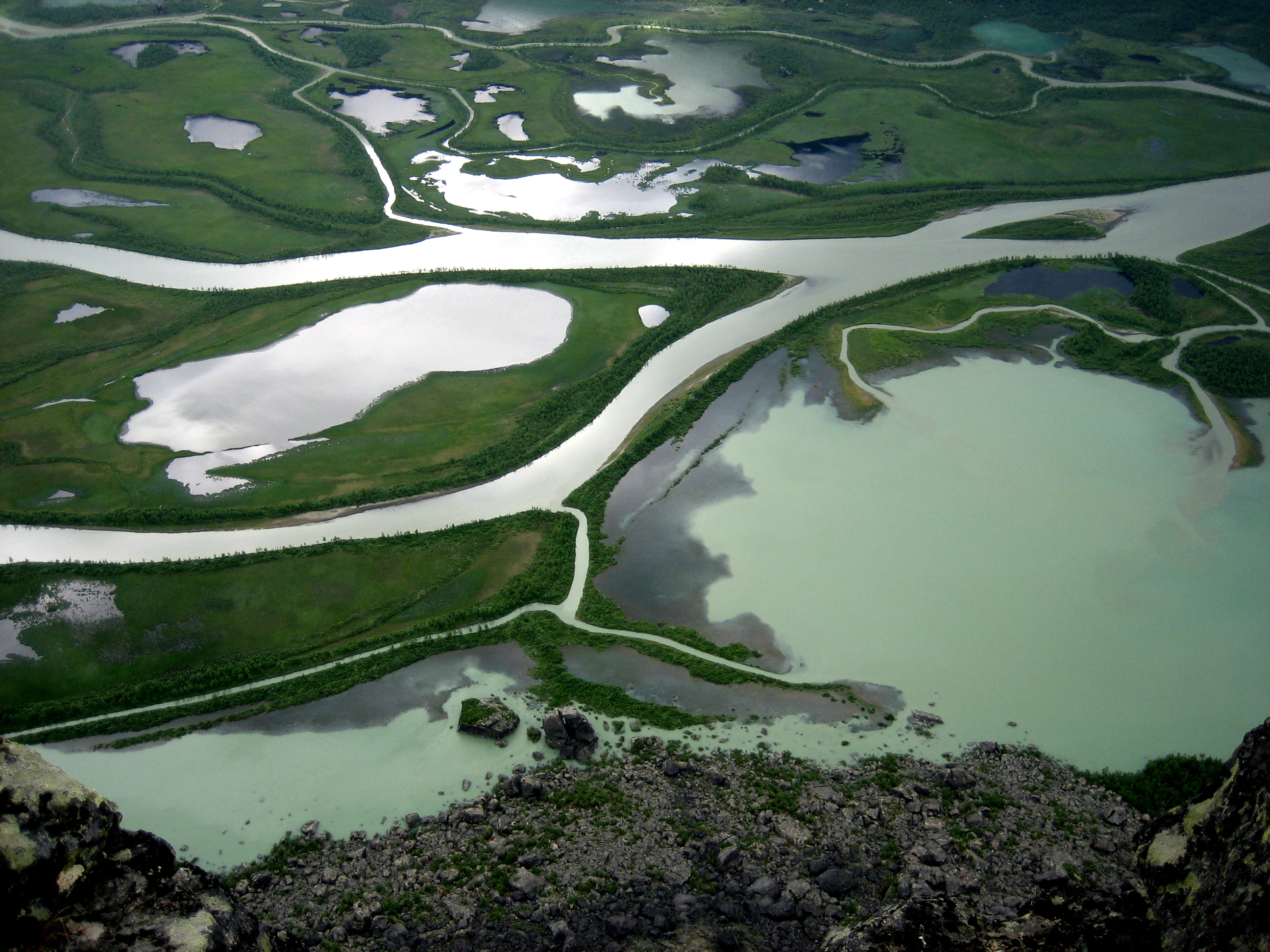
El delta de Rapaätno al Parc Nacional de Sarek, a la Lapònia sueca: on subsisteixen les glaceres, els deltes continuen desenvolupant-se.

Les glaceres també afecten en gran manera la composició del sòl. Per exemple, a la part occidental de la serra, on l'erosió va ser més prominent, les glaceres han descobert la roca, mentre que a l'est o al fons de les valls occidentals van dipositar-hi til·lita: les roques de granulometria variable arrencades per les glaceres més amunt. Aquests sediments en si mateixos van formar una morfologia particular, composta per drumlins, eskers o morrenes de Rogen, l'últim dels quals dona nom al llac de Rogen, on aquestes formacions són particularment remarcables. Aquests sediments glacials també van ser àmpliament dipositats pels cabalosos torrents que hi havia en el moment de la desglaciació. L'indlandsis probablement va desaparèixer de les zones d'altitud mitjana, abans de desaparèixer de les valls més importants, i els sediments que arrossegava en desglaçar-se es van anar acumulant en grans deltes a les desembocadures dels rius formant-se aleshores molts llacs. A mesura que la glacera retrocedia els llacs augmentaven, igual que els deltes. Les línies successives dels llacs i els sediments dels deltes són clarament visibles, a prop del llac Torneträsk per exemple. Aquesta acumulació de sediments fins i tot forma localment sandar (és a dir, planes formades per sediments fluvials provinents de fusió de les glaceres en la porció superior de les conques associades), com el de les muntanyes de Lunndörrsfjällen a Suècia. Els torrents de les fases de desglaç també han erosionat molt certes zones, formant valls fluvials. Malgrat el curt període en què es produeixen, l'erosió dels rius durant els períodes de desglaç és més important que l'erosió fluvial que es va produir després.

### Ecosistema

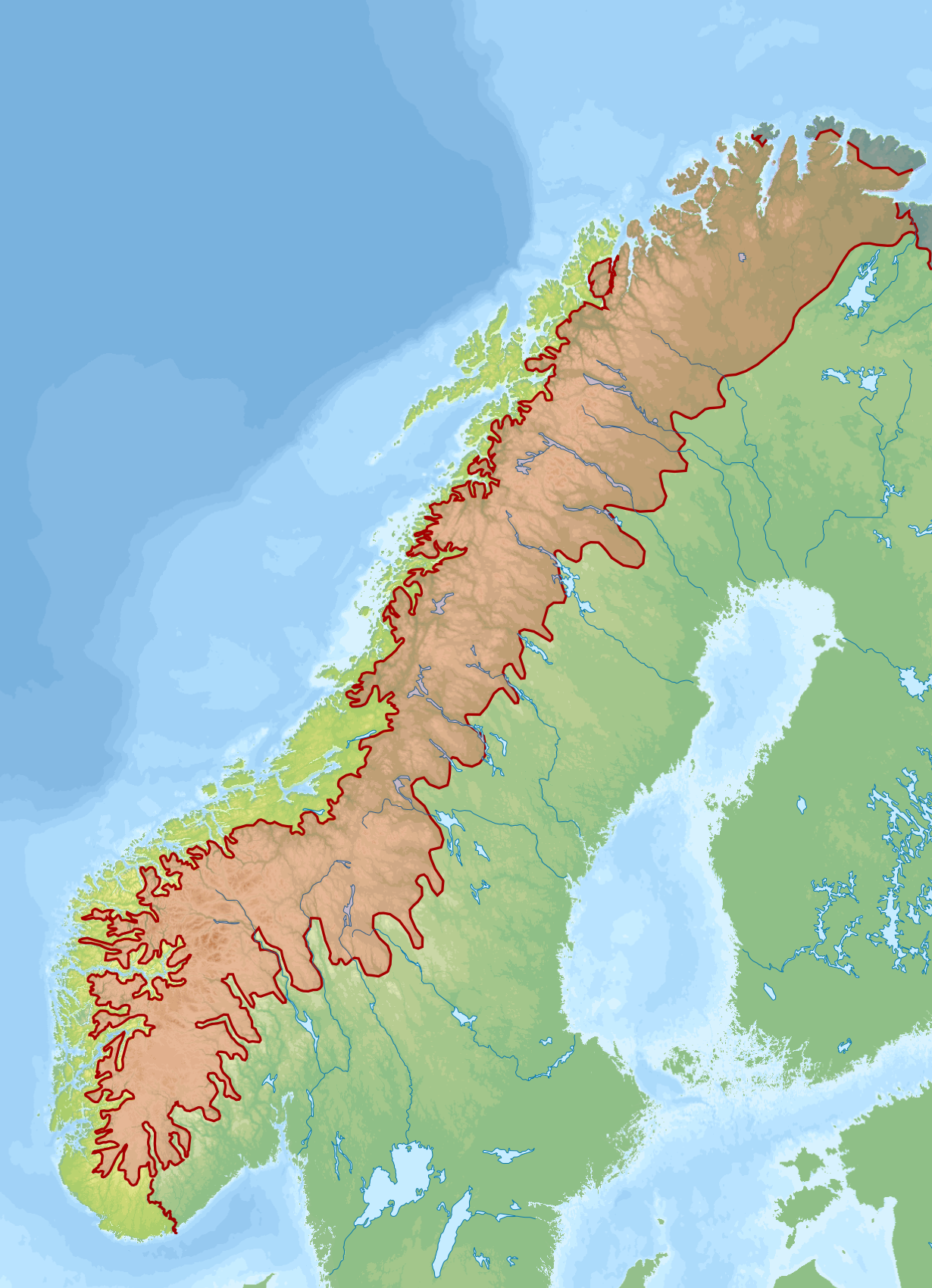
Mapa de les regions biogeogràfiques dels Alps escandinaus
Zona atlàntica
Zona alpina
Zona boreal
Zona àrtica

A causa de les grans diferències de latitud, altitud i la més o menys marcada influència oceànica, els Alps Escandinaus comprenen entorns naturals molt variats, des de frondosos boscos caducifolis a la costa sud-oest a la tundra àrtica. D'acord amb el WWF i el Digital Map of European Ecological Regions de l'Agència Europea de Medi Ambient (AEMA), els Alps estan dividits en tres ecoregions: els boscos costaners de coníferes al llarg de la costa oest noruega; la taigà escandinava i russa en el vessant oriental, que creua la serralada pel mig per arribar a la costa oest a l'altura del fiord de Trondheim; i finalment, els prats i els boscos de bedolls d'Escandinàvia. D'altra banda, la divisió biogeogràfica de l'AEMA divideix les muntanyes en una zona atlàntica al llarg de la costa noruega, una zona boreal oriental i una zona alpina. Les dues classificacions es superposen sobre la major part de la serralada excepte per la presència de la taigà escandinava a la costa noruega al voltant del fiord de Trondheim i l'altiplà central. Les fronteres de les regions biogeogràfiques de l'AEMA, corregides i refinades per la Direcció Noruega de Gestió de la Natura, es mostren al mapa adjacent.

#### Zona boreal

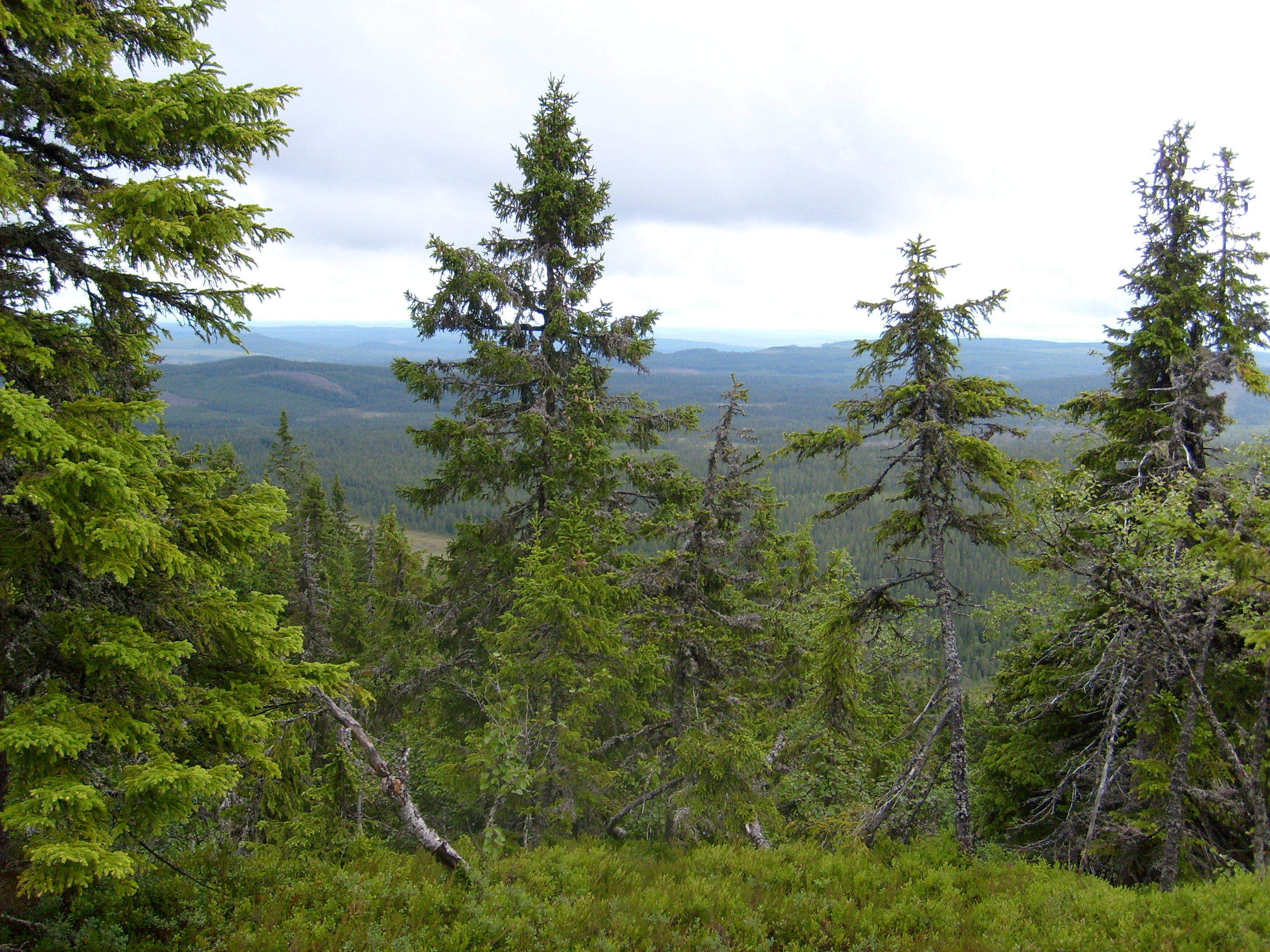
Taigà de muntanya a la reserva natural de Korpimäki, a Dalarna, Suècia

La zona boreal comença a l'est dels Alps Escandinaus, dins el límit de coníferes. És la regió biogeogràfica més gran d'Europa, i una gran part de la qual coincideix amb l'ecorregió de WWF de taigà escandinava i russa, que és la més gran d'Europa. Aquesta regió està dominada majoritàriament per un bosc de coníferes, principalment de pi roig (Pinus sylvestris) i l'avet roig (Picea abies).
Als vessants de la serralada, aquesta taigà es transforma sensiblement, formant una zona de transició o ecotò amb la tundra escandinava. De fet, aquesta regió agafa les característiques d'ambdós entorns. Com a la resta de la taigà escandinava, el bosc és compost majoritàriament (80%) de pins i avets roigs. L'avet domina els ambients més humits, com per exemple en el centre de la serralada, amb influències oceàniques més marcades, mentre que al nord i sud hi domina el pi. En general, els pins són també majoritaris als llocs més propensos als incendis, car normalment es cremen els avets en favor dels pins. A més d'aquestes dues espècies, els boscos també tenen bedolls pubescents (Betula pubescens), moixeres de guilla (Sorbus aucuparia), vern pilós (Alnus incana) i trèmols (Populus tremula). El sotabosc és generalment pobre, amb unes poques plantes vasculars, i el sòl és cobert en general de molses (típicament hipnàcia) i de líquens (típicament cladonia, també anomenada liquen dels rens). Algunes plantes d'aquesta zona són més característiques de la tundra alpina, com ara la boixerola dels Alps (Arctostaphylos alpinus), l'astràgal dels Alps (Astragalus alpinus), etc.

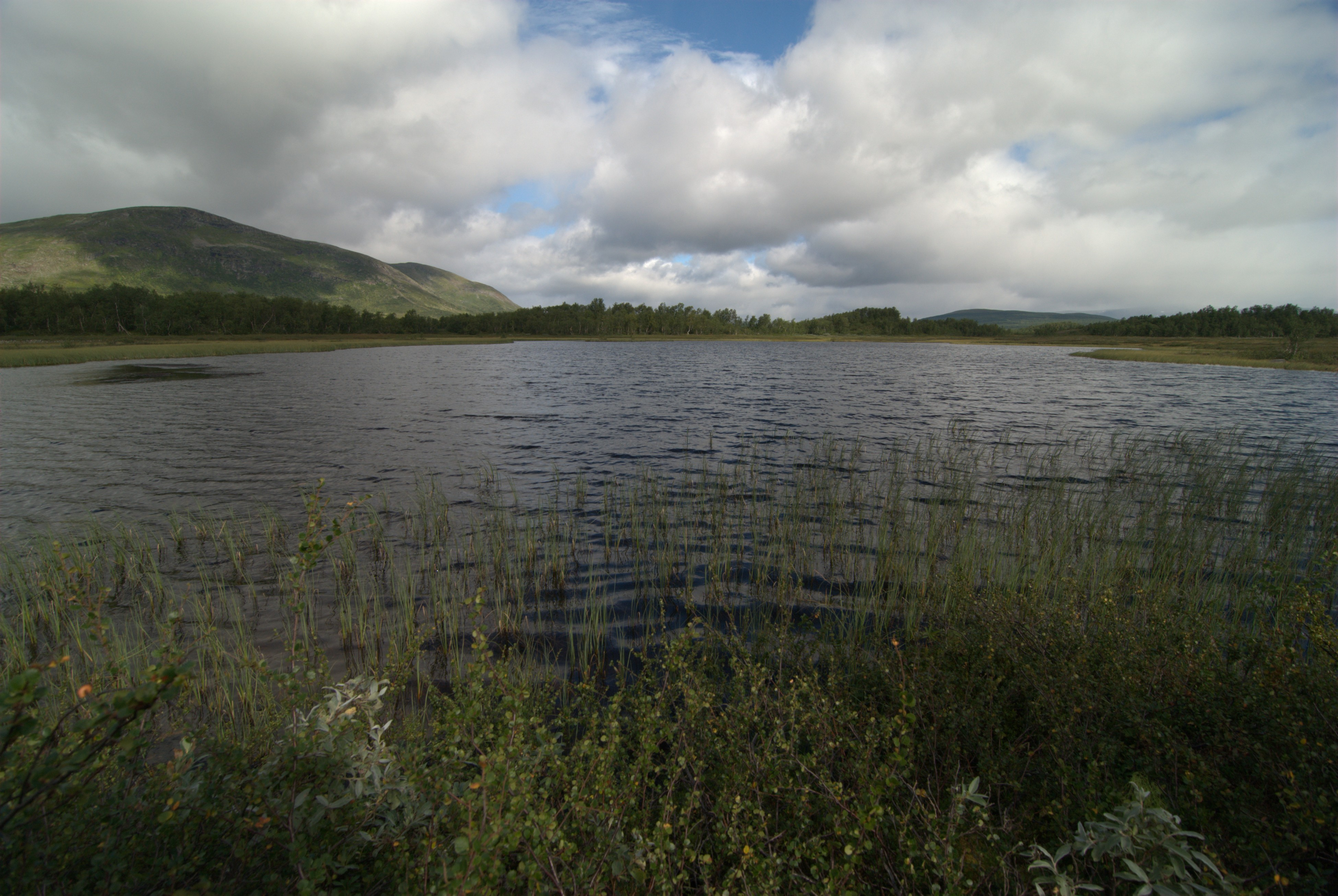
El llac Tärnasjön a les muntanyes de Vindelfjällen, un lloc Ramsar

Mentre que el bosc boreal és molt explotat per la indústria forestal, la taigà de muntanya és generalment més ben conservada, amb al voltant del 30% de bosc primari o quasi verge. Aquest fet s'explica en part pel fet que a principis del segle xx, la tala de la part superior del bosc està prohibida, car aquests boscos tenen grans dificultats per a regenerar-se. De fet, aquests boscos són en part vestigis d'un període més càlid, i si han estat capaços de mantenir-se a si mateixos, no han de regenerar-se necessàriament. Aquestes zones tendeixen a ser reemplaçades per tundra. La situació ha canviat considerablement amb l'escalfament global. Aquestes zones de transició són en efecte particularment sensibles a les variacions en les condicions climàtiques i és en aquests boscos on van ser observats per primera vegada amb certesa els efectes de l'escalfament sobre la vegetació, l'any 1958.
A més dels boscos, una de les principals característiques de la regió boreal és la presència de vastes àrees de zones humides. La majoria d'aquestes zones es troben fora de les muntanyes, de vegades en turons, com Sjaunja, que és la més gran de les torberes intactes de l'Europa Occidental. Un gran nombre d'elles són a les mateixes muntanyes, sigui a les valls o als altiplans. No obstant això, la congelació i les esllavissades del terreny desafavoreixen la producció de torba i les torberes es transformen progressivament en prades humides a altituds superiors. Aquestes zones humides tenen una rica avifauna, especialment un gran nombre d'ocells limícoles, i les espècies més característiques són el polit cantaire (Numenius phaeopus), el becadell sord (Lymnocryptes minimus) i l'escuraflascons becfí (Phalaropus lobatus).

#### Zona alpina

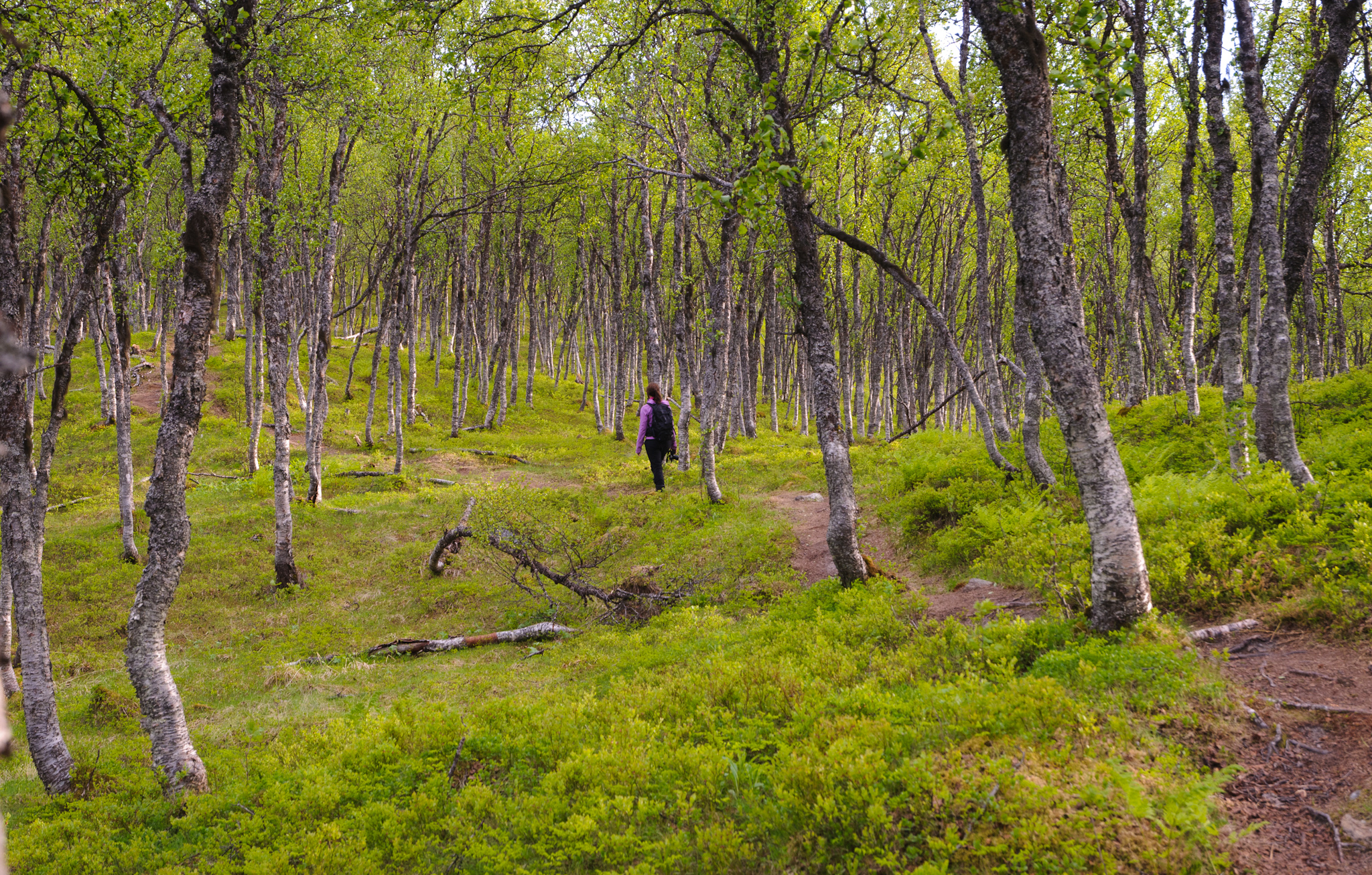
Bosc de bedolls prop de Tromsø

Els prats i boscos de bedolls d'Escandinàvia formen l'ecoregió dominant als Alps Escandinaus. Es defineix com tota la zona per sobre del límit de coníferes. Aquest límit es troba a una altitud al voltant de 1200 m al sud de la serralada, però arriba al nivell del mar al seu extrem nord. No obstant això, el límit entre els boscos de coníferes i els boscos de bedolls és relativament continu. Aquesta ecorregió cobreix una àrea aproximada de 200.000 km², amb aproximadament una meitat (estatge subalpí) coberta de boscos de bedoll i una altra meitat (estatge alpí) coberta de prats o de roques nues.
Els bedolls en qüestió són una subespècie del bedoll pubescent (Betula pubescens) anomenada bedoll tortuós Betula pubescens ssp tortuosa. En general fan menys de 10 m de llargada i poques vegades excedeixen de 100 anys, amb tendència a descompondre's fàcilment a terra. Semblen dependre de la influència oceànica del clima, el que explica la seva absència a les serralades més continentals. Encara que el bedoll és l'espècie arbòria dominant, alguns altres planifolis són també presents, com ara la moixera de guilla (Sorbus aucuparia), el gatzerí (Prunus padus), el trèmol (Populus tremula) i el gatsaule (Salix caprea).

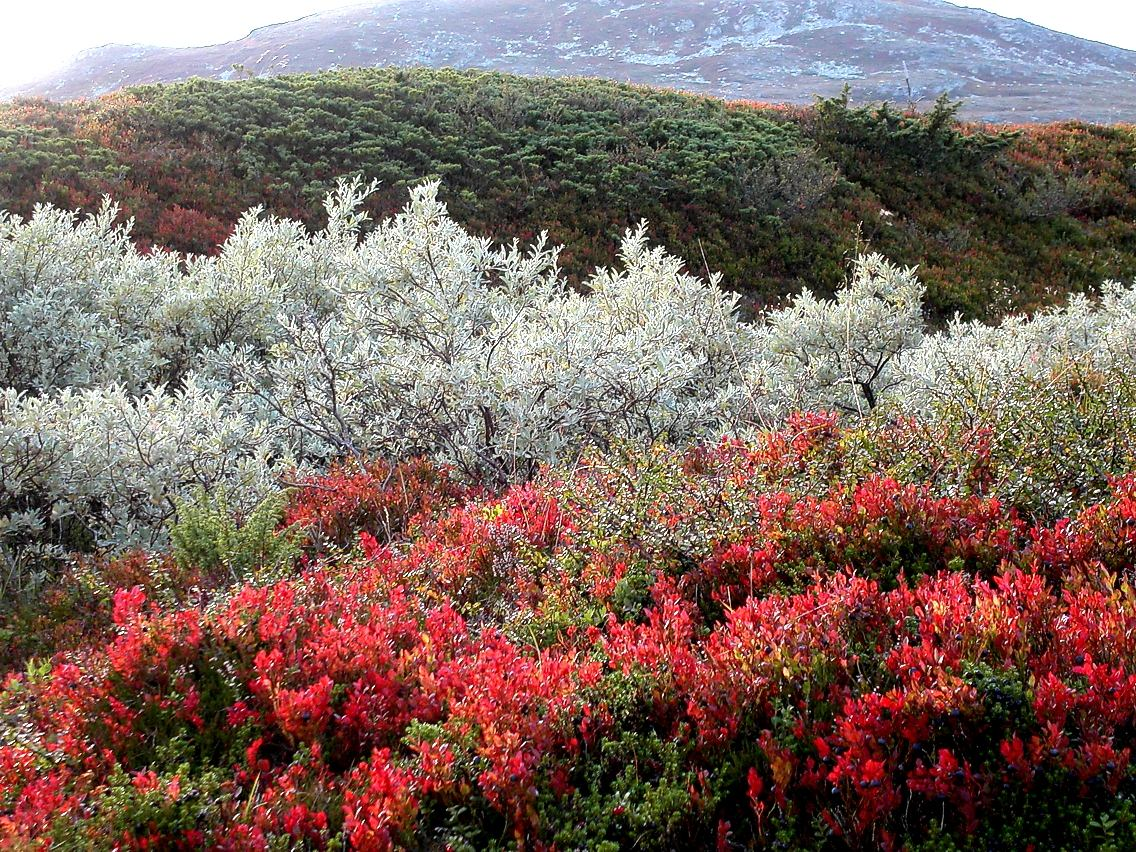
Vegetació alpina a la frontera entre Suècia i Noruega: ginebre comú, Salix lapponum, nabius i Empetrum nigrum

Aquests boscos mostren variacions importants depenent del clima i la riquesa del sòl. A les zones menys humides i al sòl pobre, el sotabosc és més aviat escàs, amb principalment líquens, en particular els del gènere Cladonia, l'ericàcia negra (Empetrum nigrum) i el nabiu roig (Vaccinium vitis-idaea). El tipus de bosc de bedoll més típic comprèn molses i diverses espècies de plantes vasculars, i els més característics d'aquests són el nabiu (Vaccinium myrtillus), el sanguinyol suec (Cornus suecica), les melampires i la vara d'or (Solidago virgaurea). Finalment, a les zones amb alta humitat (més aviat a l'oest de la serralada) i una bona llum solar, els boscos constitueixen un dels entorns més rics d'Escandinàvia. Les plantes d'aquest sotabosc poden arribar a ser tan altes com l'home, recordant els boscos tropicals. En particular, en moltes àrees, s'hi desenvolupen grans falgueres, però també s'hi troba acònit (Aconitum lycoctonum), lletsó de muntanya (Cicerbita alpina), l'angèlica (Angelica archangelica), el card de fulles variables (Cirsium heterophyllum), etc.

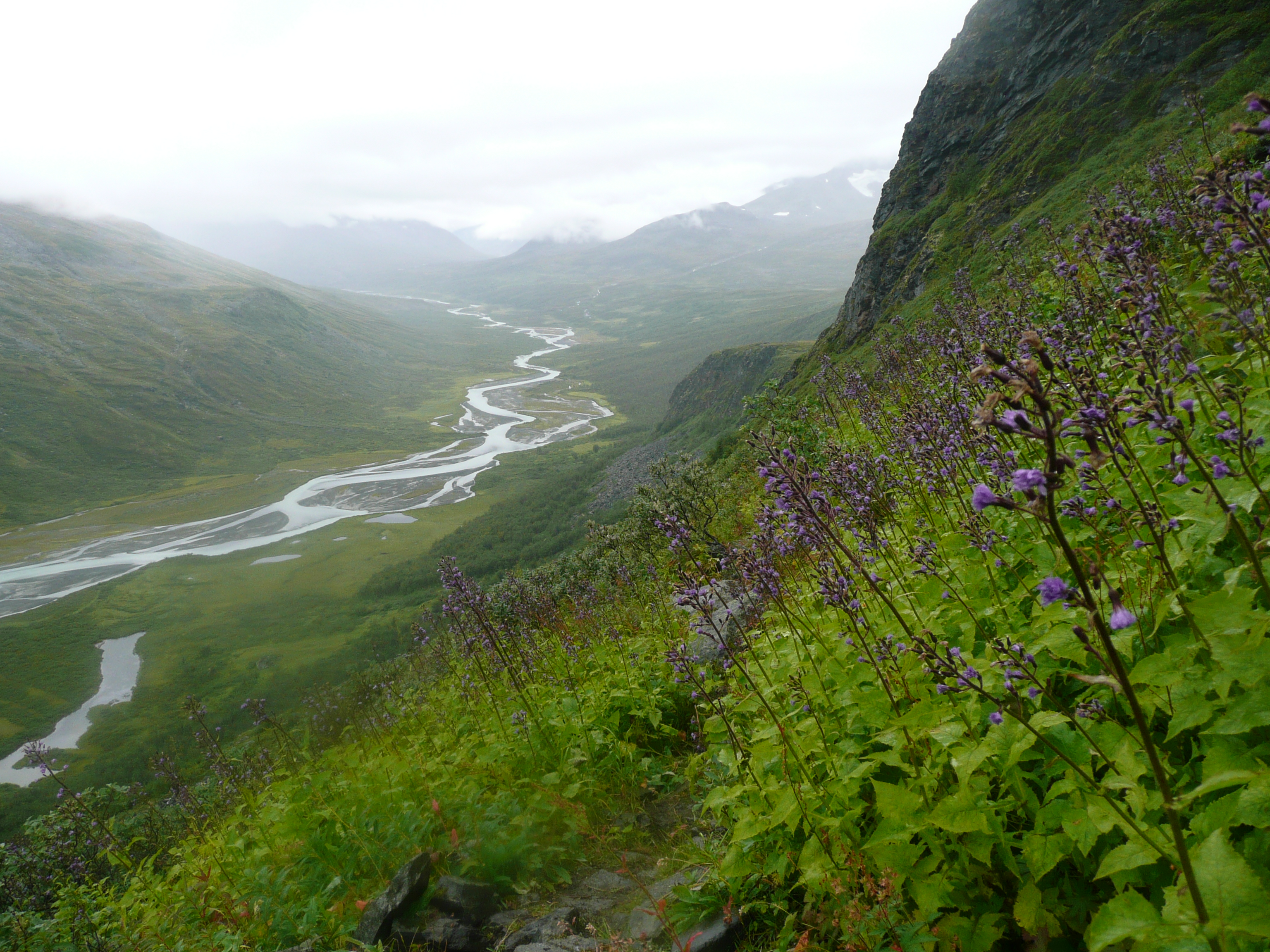
Lletsó de muntanya al Parc Nacional de Sarek

Per damunt del límit arbori trobem l'estatge alpí, que se subdivideix en tres sub-estatges: l'alpí inferior, el mitjà i el superior. L'estatge alpí inferior es compon principalment de prats i de landes florides i espesses. La distribució de la vegetació en aquest estatge està particularment influïda per l'abundància de neu, que depèn principalment de la topografia. Als peus de les muntanyes, la capa de neu és particularment gruixuda i el període de vegetació és curt; el sòl és sovint nu o cobert de molses com ara Polytrichastrum alpinum i de líquens, per exemple Solorina crocea. Per contra, a la part superior del relleu el vent bufa la neu, la qual no pot acumular-se, però aquest mitjà és també difícil per a les plantes que lluiten per aferrar-se o assecar-se. Hi trobem algunes plantes resistents com ara Diapensia lapponica i Loiseleuria procumbens. És, doncs, als vessants d'aquests dos relleus on el gruix de neu és més petit, però a l'abric del vent la vegetació és més rica. Les espècies característiques són el nabiu, Phyllodoce caerulea, Hieracium alpinum, Pedicularis lapponica, i als terrenys rics en pedra calcària, les plantes més riques acoloreixen els prats: la rosa de roca (Dryas octopetala), el donzell (Artemisia absinthium), Campanula uniflora, Silene acaulis, etc.
A més altitud hi trobem l'estatge alpí mitjà (definit pel límit superior dels nabius) amb les seves landes herbàcies. Finalment, l'estatge alpí superior és pràcticament desproveït de vegetació, amb només algunes plantes aïllades com ara el ranuncle glacial (Ranunculus glacialis). Tot i que la vegetació és rara en aquest estatge, hi ha malgrat tot una quarantena d'espècies de plantes a altituds superiors als 2.000 m al massís de Jotunheimen.

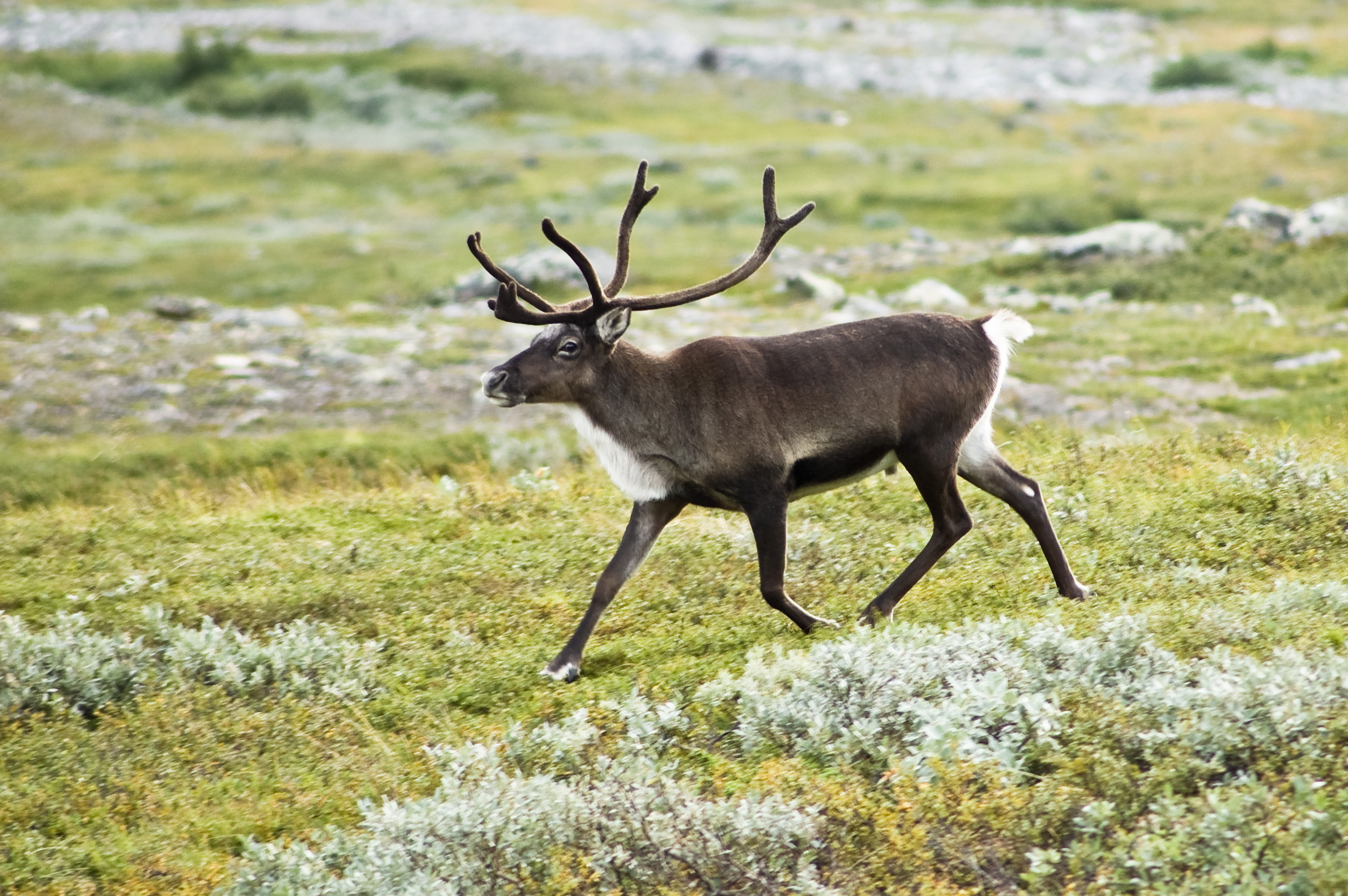
Ren domèstic al massís de Kebnekaise

La supervivència dels animals en les condicions extremes de la muntanya es veu facilitada per la seva capacitat de moure's, alguns deixant les muntanyes a l'hivern, o d'altres sent capaços d'excavar caus per a refugiar-s'hi. Per als mamífers, la supervivència és també facilitada per l'aïllament tèrmic proporcionat pel seu pelatge. Un dels animals més emblemàtics dels Alps Escandinaus és el ren (Rangifer tarandus), que pot viure en latituds i altituds extremes, fins a Groenlàndia i a Svalbard. Els rens salvatges han desaparegut de la major part d'Escandinàvia, i ara només es troben al sud de Noruega, particularment al Parc Nacional de Hardangervidda. Entre els grans herbívors hi figura també el bou mesquer (Ovibos moschatus), que va desaparèixer fa diversos milers d'anys, però va ser reintroduït amb èxit al segle XX al Parc Nacional de Dovrefjell-Sunndalsfjella. Alguns d'aquests animals també s'han assentat als voltants del llac Rogen, a Suècia. Els quatre grans carnívors nòrdics, el linx nòrdic (Lynx lynx), el golut (Gulo gulo), el llop gris comú (Canis lupus lupus) i l'os bru (Ursus arctos), no són pas realment animals de muntanya, sinó més aviat de les zones boscoses. No obstant això, freqüenten les muntanyes de tant en tant, i aquestes constitueixen fins i tot el territori principal del golut, que en el passat va ser caçat als boscos. Un depredador més característic de les muntanyes és la guineu àrtica (Vulpes lagopus), principalment la seva variant amb el pelatge blanc, encara que existeix l'anomenada variant «blava», especialment al nord de la serralada. Aquesta espècie està especialment amenaçada, car va ser caçada fins a la seva protecció (decidida el 1928 a Suècia i el 1930 a Noruega) i ara pateix la competència de la guineu roja (Vulpes vulpes), tot i que aquesta última s'aventura menys fàcilment a la zona alpina. Entre els petits carnívors, la mostela (Mustela nivalis), l'ermini (Mustela erminea) però també l'espècie invasora de visó americà (Neogale vison) figuren entre els més comuns. La llúdria comuna (Lutra lutra) ha retrocedit tant a les muntanyes com a la resta d'Escandinàvia a causa de la caça, però també per la contaminació i la regulació dels rius.

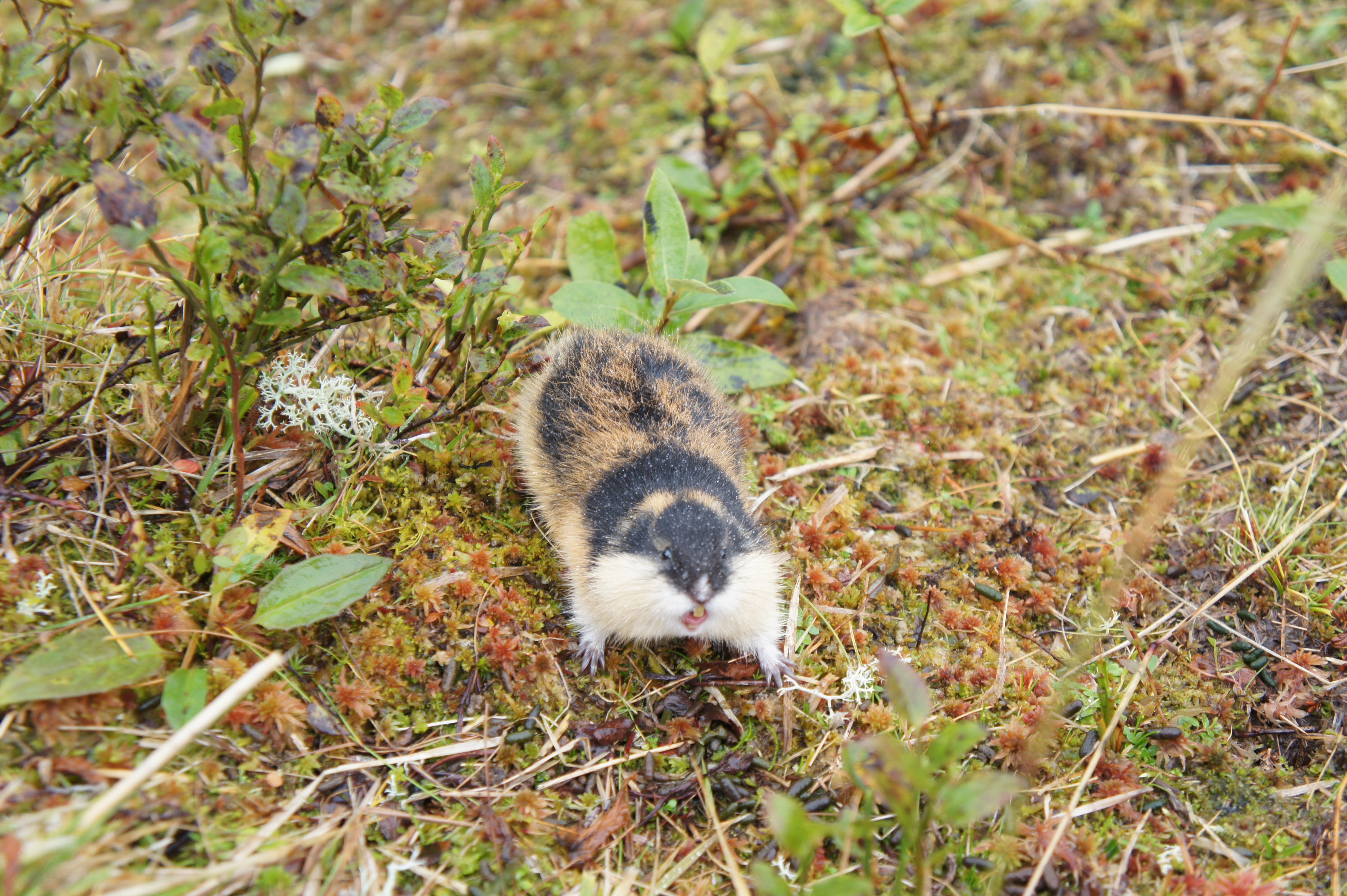
Un lèmming comú

Les muntanyes són també la llar de molts petits rosegadors, on el més notable és el lèmming comú (Lemmus lemmus). Aquesta és l'única espècie de mamífers endèmica d'Escandinàvia. La seva fama es basa principalment en les seves explosions periòdiques de població que són particularment importants per a tot l'ecosistema. En efecte, alguns anys el nombre d'aquests rosegadors augmenta d'una manera sorprenent i molts d'ells es mouen a envair grans àrees abans de morir brutalment. Les condicions climàtiques favorables amb bon accés als aliments semblen explicar els brutals augments de població. La seva mort en massa és menys coneguda, potser a causa de la reducció de la vegetació causada pel seu consum excessiu o a la propagació d'epidèmies en la població. Algunes altres espècies com ara Myodes rufocanus o el talpó muntanyenc (Microtus agrestis) presenten igualment els cicles de població, però són menys extensos. Aquest augment de població, que es duu a terme de mitjana cada tres o quatre anys, però no necessàriament al mateix temps en tota la serralada, és una benedicció per a molts depredadors que després també veuen el seu augment de la població a les muntanyes. D'aquesta manera, durant els anys d'auge, les guineus àrtiques poden alimentar fins a 20 cries. De la mateixa manera, el duc blanc (Bubo scandiacus) tria el seu lloc de nidificació precisament en funció d'aquests pics de població, i el paràsit cuallarg (Stercorarius longicaudus) roman a les muntanyes durant aquests períodes, i retorna a l'oceà en cas contrari.

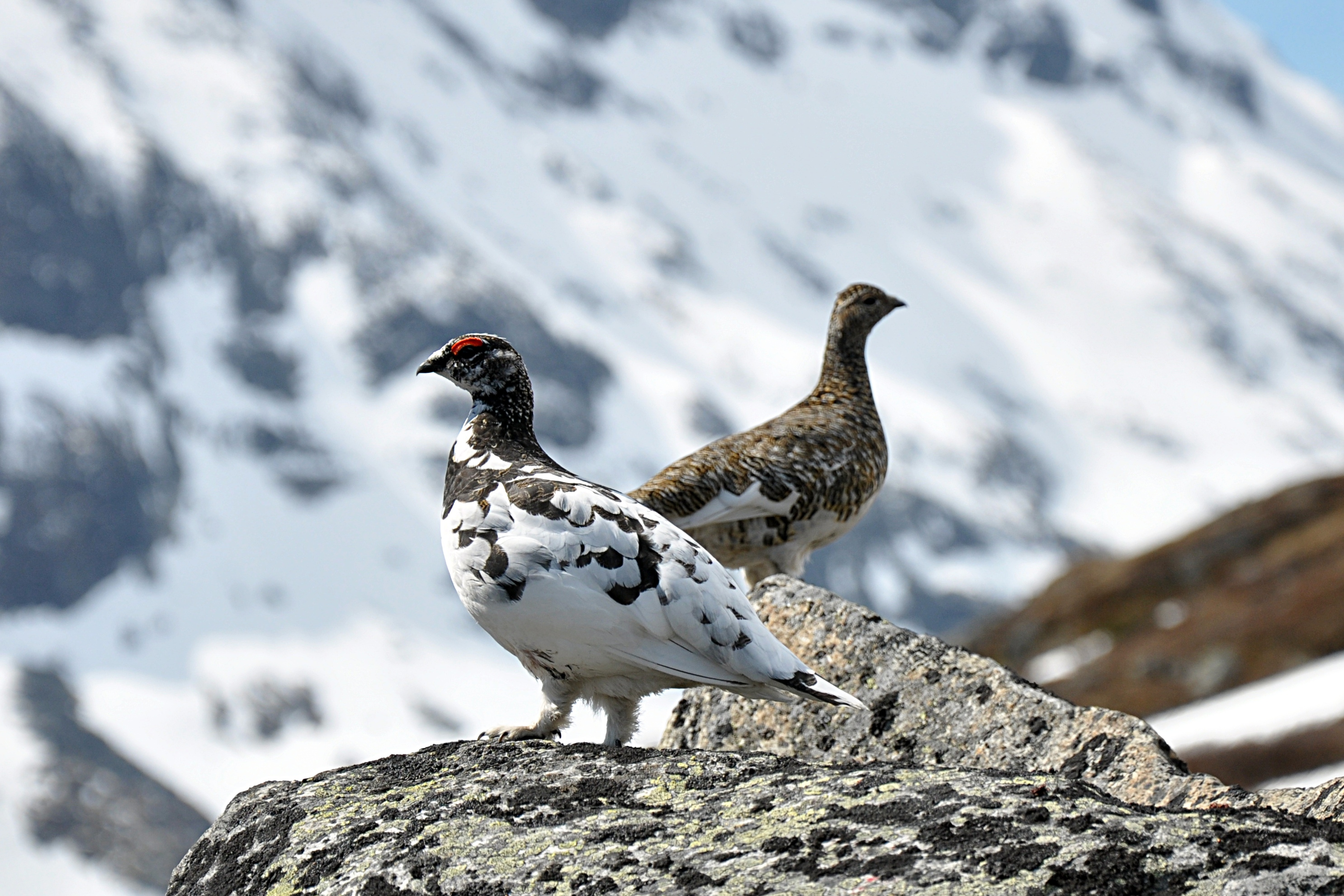
Lagòpodes alpins al massís de Jotunheimen

Els ocells opten majoritàriament per evitar passar la temporada freda a les muntanyes. Les rares espècies restants a l'hivern són la perdiu blanca (Lagopus muta), la perdiu d'Escandinàvia (Lagopus lagopus), el falcó grifó (Falco rusticolus), l'àguila daurada (Aquila chrysaetos) i el corb (Corvus corax). Les lagòpodes pot enterrar-se sota la neu si les temperatures són massa baixes. No obstant això, la majoria d'ocells només visiten els Alps Escandinaus per tal de nidificar allí durant la temporada de bon temps. Amb l'inici de la primavera, arriben les primeres espècies com per exemple el sit blanc (Plectrophenax nivalis) i altres passeriformes com ara la cuereta groga (Motacilla flava), l'alosa banyuda (Eremophila alpestris), la titella (Anthus pratensis), la merla d'aigua (Cinclus cinclus), la cotxa blava (Luscinia svecica), el passerell golanegre (Carduelis flammea) i el repicatalons de Lapònia (Calcarius lapponicus).
Entre les grans aus rapinyaires, a més del falcó grifó i l'àguila daurada citats més amunt, les muntanyes són la zona de nidificació de l'aligot calçat (Buteo lagopus), el xoriguer comú (Falco tinnunculus), l'arpella pàl·lida (Circus cyaneus) i l'esmerla (Falco columbarius). L'aigua és un element omnipresent a la serralada, i com a conseqüència, moltes espècies d'aus aquàtiques migren per passar l'estiu als seus llacs i corrents d'aigua. Les espècies més comunes són la calàbria petita (Gavia stellata), la calàbria agulla (Gavia arctica), la grua (Grus Grus), el corriol pit-roig (Charadrius morinellus), la daurada grossa (Pluvialis apricaria), el becadell comú (Gallinago gallinago), el becadell gros (Gallinago media), el batallaire (Philomachus pugnax), la gamba verda (Tringa nebularia), etc. Les principals espècies de peixos dels cursos d'aigua de les muntanyes són la truita comuna (Salmo trutta) i la truita alpina (Salvelinus alpinus). Les zones humides de les muntanyes són igualment poblades per les larves de diverses espècies de mosquits que, després de sortir de l'aigua a l'estiu, formen grans núvols que constitueixen una molèstia significativa per a la població humana, però també per als animals.

#### Zona atlàntica

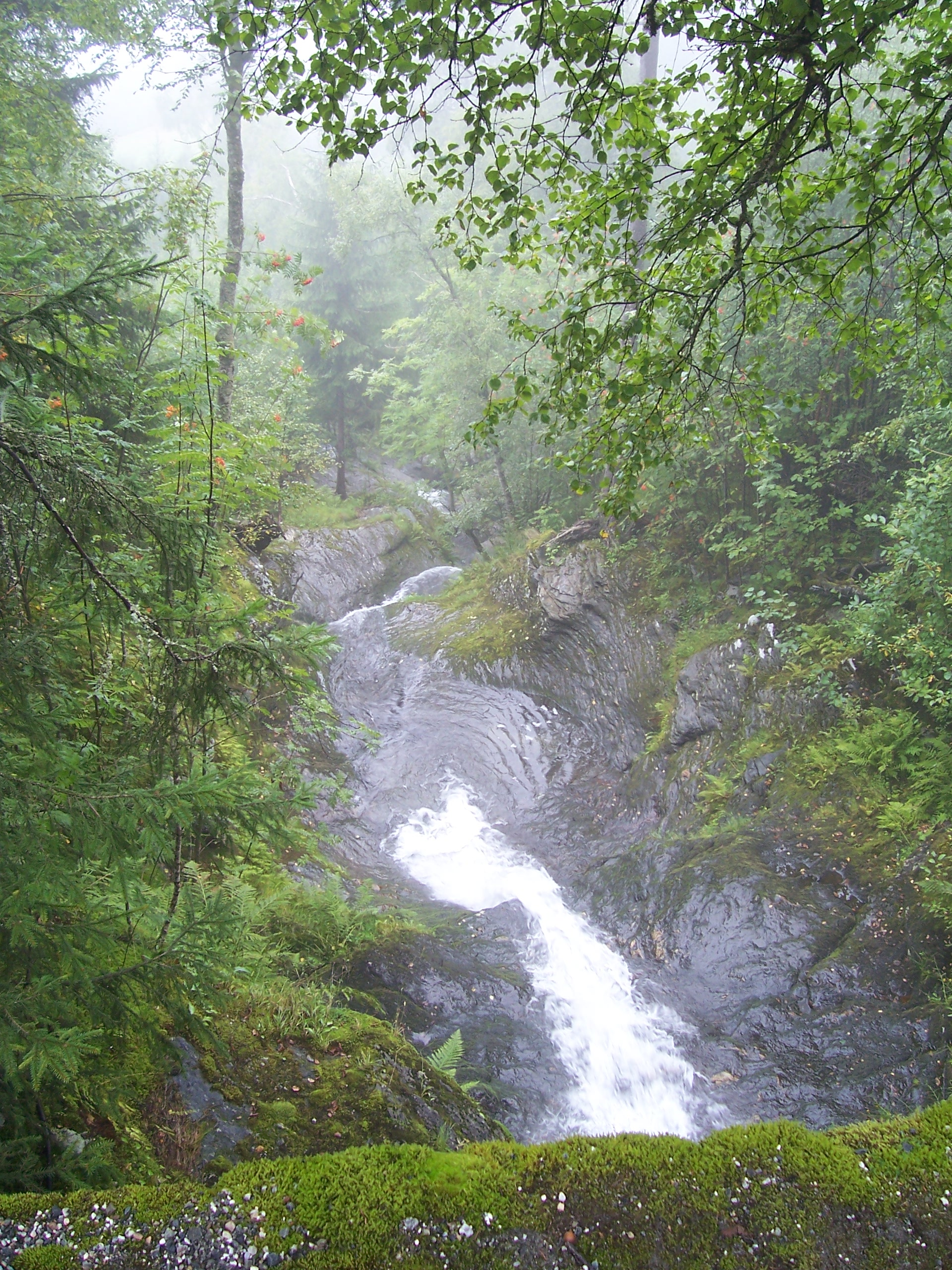
Bosc caducifoli humit a la costa oest de Noruega

La zona atlàntica correspon a tot el vessant occidental de la serralada per sota del bosc de bedoll, que és inclòs a l'ecoregió del bosc costaner de coníferes d'Escandinàvia, així com a la de taigà escandinava i russa al voltant del fiord de Trondheim. Aquesta zona es caracteritza principalment pel seu clima molt humit i la seva relativa suavitat tenint en compte la seva latitud, però la naturalesa és molt variada.
Al contrari del que suggereix el nom de l'ecoregió, els boscos costaners noruecs no són únicament de coníferes: d'aquesta manera, al llarg de la secció sud fins al fiord de Trondheim, el bosc és sobretot caducifoli, i això es reflecteix a la part nord de Saltfjellet. Aquests boscos poden ser dominats pel trèmol (Populus tremula), el gatsaule (Salix caprea) o la moixera de guilla (Sorbus aucuparia), que també es troba de forma minoritària als boscos de bedoll de la zona alpina. A les zones més riques del sud de Noruega, hi ha fins i tot roure pènol (Quercus robur), vern pilós (Alnus incana), freixe de fulla gran (Fraxinus excelsior), erable (Acer platanoides) i avellaner (Corylus avellana). Alguns d'aquests boscos estan classificats com a boscos temperats humits i són d'una gran riquesa.

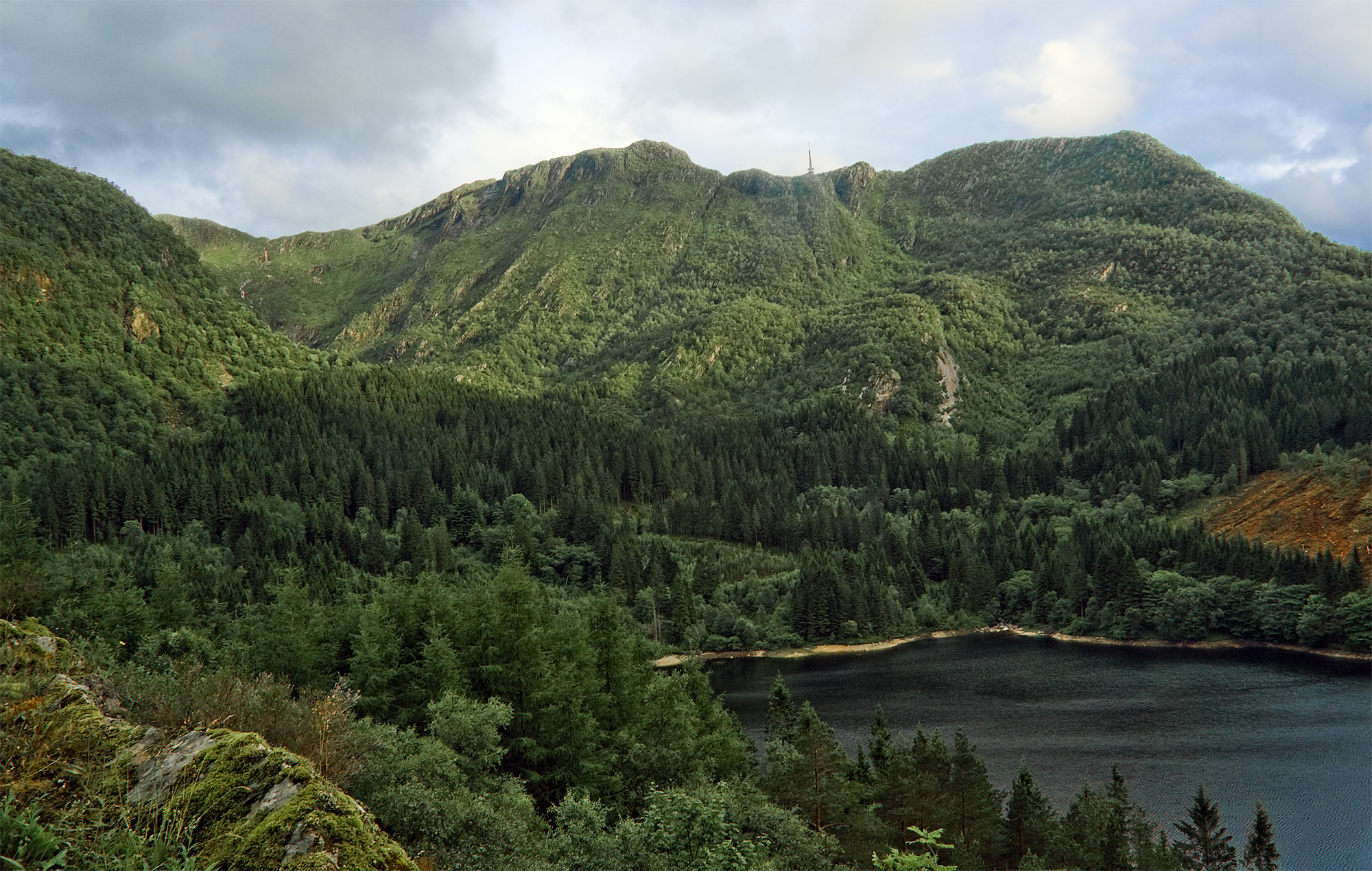
Bosc de coniferes al mont Ulriken, prop de Bergen

Naturalment, els boscos de coníferes es troben principalment a l'altura del fiord de Trondheim, on la taigà escandinava arriba a la costa atlàntica. Aquests boscos són principalment d'avet roig (Picea abies), però el pi roig (Pinus sylvestris) és també molt present. Els boscos d'avets són la llar d'una comunitat d'espècies única amb un gran nombre de molses i de líquens endèmics. Aquests boscos no es troben enlloc més en la resta del món que en la costa del Pacífic del Canadà, en latituds similars. D'aquesta manera, Noruega té una responsabilitat internacional per a la protecció d'aquests boscos.
Gairebé la totalitat d'aquests boscos han estat abundantment explotats, amb molt pocs boscos antics restants. D'altra banda, en l'actualitat, només una petita fracció està protegida. La Direcció Noruega de Gestió de la Natura considera aquestes àrees com de prioritat màxima per a la creació d'àrees protegides.

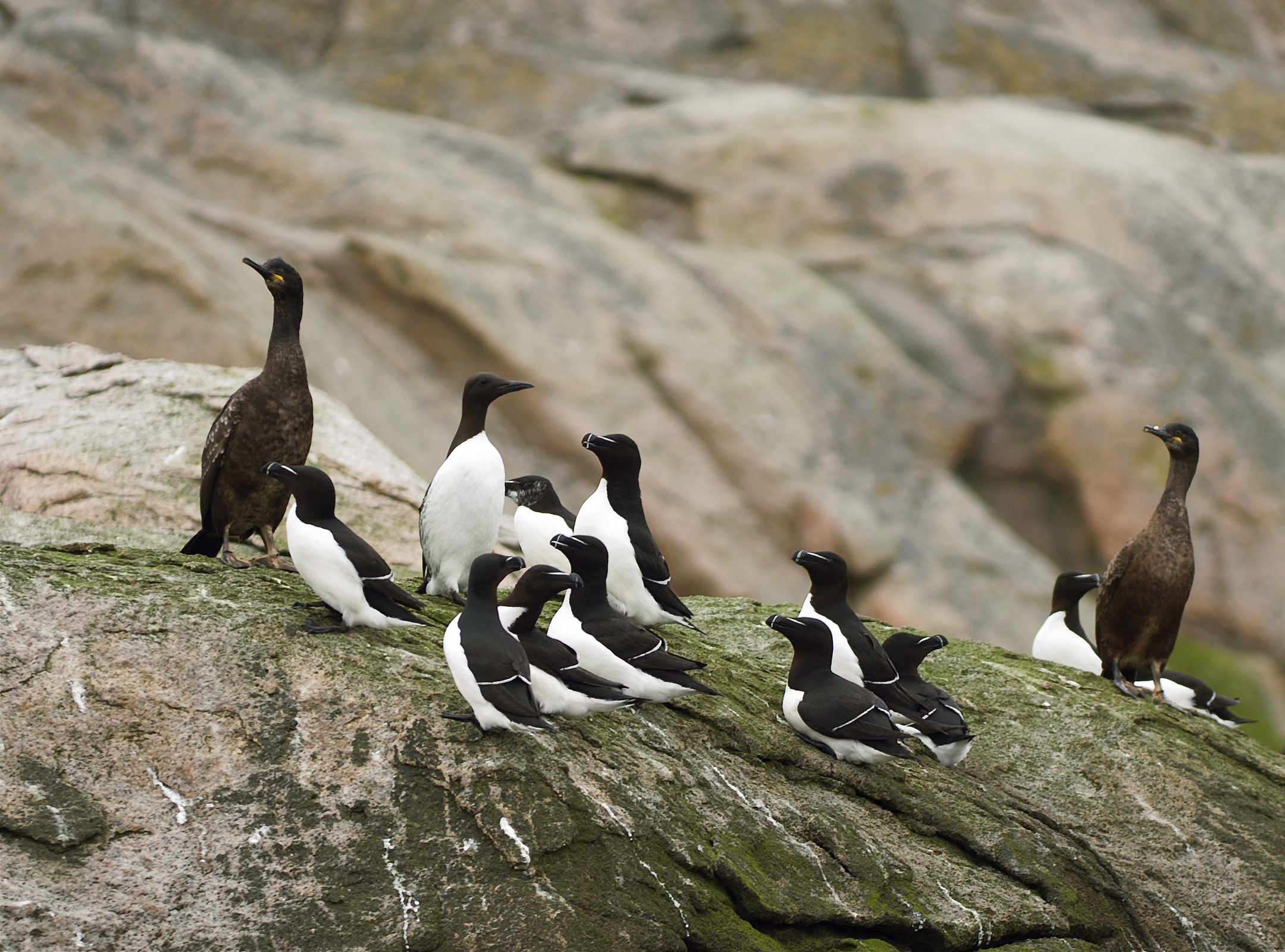
Gavots, corbs marins emplomallats i somorgollaires comuns prop de Stø, a les illes Vesterålen

Pel que fa a la fauna, la característica principal d'aquesta àrea és l'extraordinària riquesa d'ocells marins a la costa. Diverses de les àrees que són la llar de colònies d'ocells es troben entre les més grans d'Europa, especialment les de les illes Runde, les Lofoten i les Vesterålen. Aquesta alta concentració és a causa tant de la presència de riques aigües de pesca com de la presència d'una costa rocosa, amb diversos penya-segats formats pels Alps Escandinaus. D'aquesta manera, al llarg de la costa de la mar de Noruega, hi ha 7.500 parells de fulmars (Fulmarus glacialis), 2.750 mascarells comuns (Morus bassanus), 20.000 corbs marins grossos (Phalacrocorax carbo), 13.000 corbs marins emplomallats (Phalacrocorax aristotelis), 100.000 èiders (Somateria mollissima), 75.000 gavines cendroses (Larus canus), 100.000 gavians argentats de potes roses (Larus argentatus), 30.000 gavinots (Larus marinus), 80.000 gavinetes (Rissa tridactyla), 20.000 xatracs àrtics (Sterna paradisaea), 5.000 somorgollaires comuns (Uria aalge), 10.000 gavots (Alca torda), 15.000 somorgollaires alablancs (Cepphus grylle) i finalment uns 800.000 parells de fraret atlàntic (Fratercula arctica). D'aquesta manera, la població noruega constitueix més d'una quarta part de la població mundial de corbs marins grossos, gavians foscos, gavians argentats de potes roses, gavinots i frarets atlàntics.

#### Evolució històrica

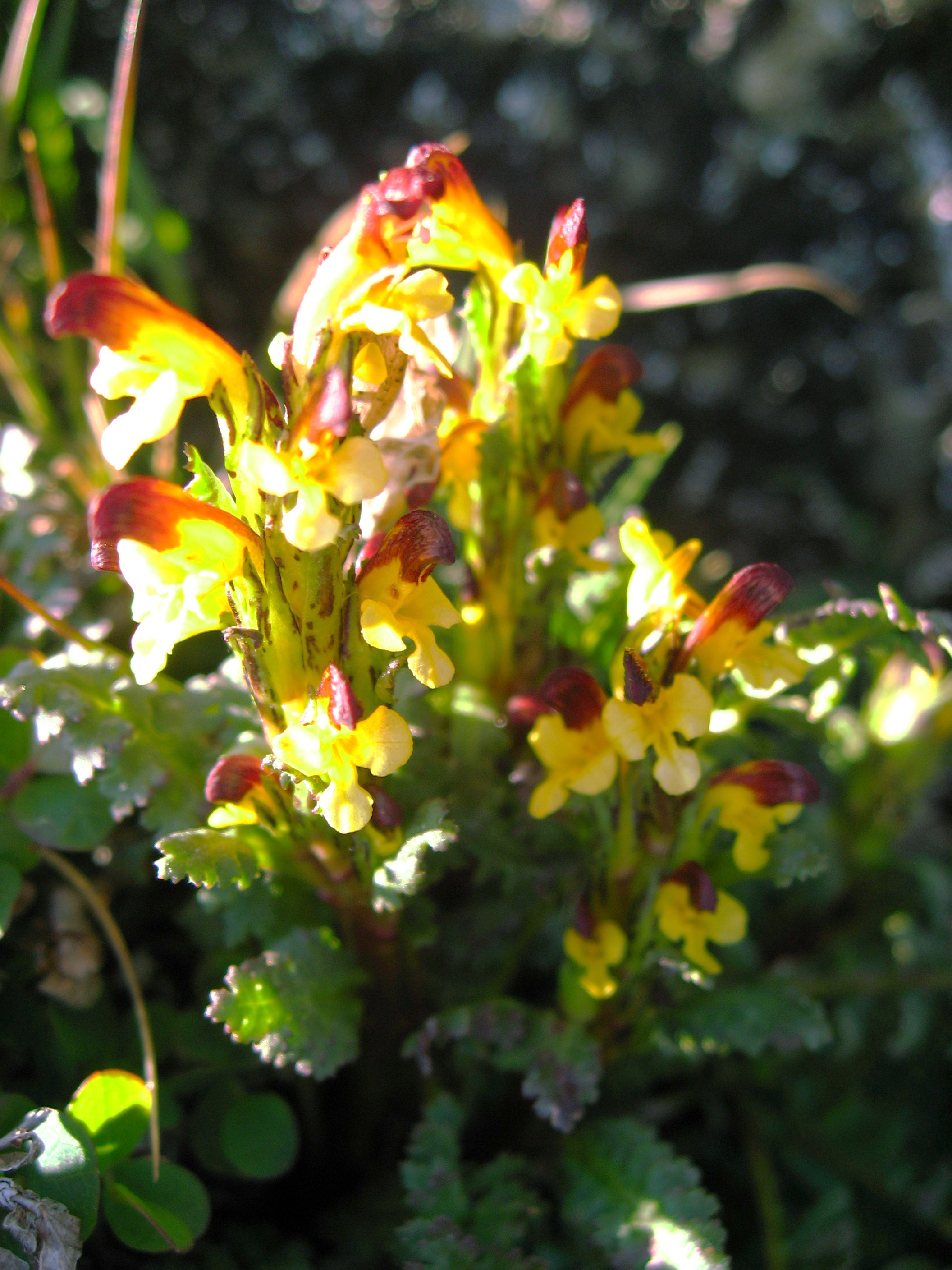
Pedicularis flammea, una de les plantes « occidentals » unicèntriques del nord de la serralada.

Durant el Quaternari, Escandinàvia estava coberta per un immens indlandsis que va arribar fins al nord d'Alemanya durant els períodes més freds. Les plantes i una gran part de la fauna eren llavors situades al sud de la fi de la glacera. Després de la retirada de la glacera, les espècies van conquerir progressivament els territoris que es troben al nord i a les més altes serralades europees, com els Alps. Als Alps Escandinaus s'hi van introduir per primera vegada les espècies de la tundra, seguides de les espècies boreals que s'hi instal·laren després des del sud o l'est.
Aquesta colonització de la serralada des del sud explica el baix nombre d'espècies endèmiques. D'aquesta manera, gran part de les espècies de plantes alpines de la serralada es troben també als Alps. No obstant això, la serralada té un petit nombre d'espècies endèmiques, i algunes d'elles no es troben en cap altre lloc d'Europa, però són també presents a Groenlàndia o a la tundra nord-americana. D'altra banda, aquestes espècies qualificades d'«occidentals» sovint es troben només a la meitat nord o a la meitat sud de la serralada (denominades espècies monocèntriques), o en ambdues meitats, però no pas al centre (espècies bicèntriques). Aquests resultats són difícils d'explicar si se suposa que només hi va haver una migració des del sud. Per tant, els científics proposen que algunes espècies van sobreviure a Escandinàvia durant el període glacial en refugis lliures de glaç. S'han proposat dos tipus de refugis, inspirant-se en la situació actual de Groenlàndia: un cim rocós que excedeix la capa de gel (nunatak), o una zona costanera que es manté lliure de glaç. Hi hauria, doncs, dos refugis als països escandinaus que expliquen les espècies mono i bicèntriques: un al sud i l'altre al nord. Basant-se en les zones de més gran riquesa d'espècies «occidentals», una zona de la costa nord de Vestlandet i una zona més àmplia de la costa de Troms-Finnmark van ser escollides com a candidates principals. Aquesta proposta planteja un important debat en la comunitat científica després d'una centena d'anys, tot i que han estat trobades hipòtesis alternatives. En particular, moltes de les espècies endèmiques es poden explicar per l'especiació des de finals de l'era glacial. Quant a la presència d'espècies «occidentals», s'ha suggerit que es van ser transportades en els icebergs, els dos «refugis» possibles demostren de fet, des del punt de vista de la topologia de la costa i dels corrents, ser bons candidats per a grans icebergs fins al final de l'era glacial.
El bosc va arribar després de la retirada de la glacera. Els arbres van colonitzar primer els vessants de les muntanyes, car les valls estan eren sota el glaç. El límit arbori era llavors al voltant dels 400 m per sobre del límit actual. El bosc de coníferes procedent de l'est, però, té grans dificultats per instal·lar-se a l'oest de la serralada, al costat noruec, a causa de la barrera constituïda per les muntanyes. Un exemple notable és el de l'avet roig, que aconsegueix colonitzar l'oest de Noruega tan sols a principis de la nostra era, passant a través de les terres baixes a l'altura del fiord de Trondheim (Altes terres del centre). A continuació, aconsegueix estendre's a les muntanyes de Saltfjellet al nord, formant també una barrera que mira de creuar progressivament.
El límit arbori també és dinàmic, és a dir que s'ha desenvolupat segons l'altitud i latitud des de l'era glacial. Va assolir el seu màxim fa 9.400 anys, situant-se 515 m per sobre del límit actual. Des aleshores, el límit arbori disminueix progressivament, amb només uns pocs períodes d'augment. Aquesta disminució és causada en part (30%) per l'ajustament postglacial que va elevar el nivell del sòl, així com pel canvi climàtic, amb els estius esdevenint més suaus i els hiverns més nivosos. La petita Edat de Gel (des del segle XVI fins al segle XIX) va constituir un estrès important pels boscs de muntanya. La tundra avançava llavors molt ràpidament i els habitants estaven molt preocupats per aquest avanç, el que explica les mesures de protecció adoptades en aquesta època. Als últims anys la tendència s'ha invertit, amb una ràpida remuntada de la línia d'arbres.

### Població

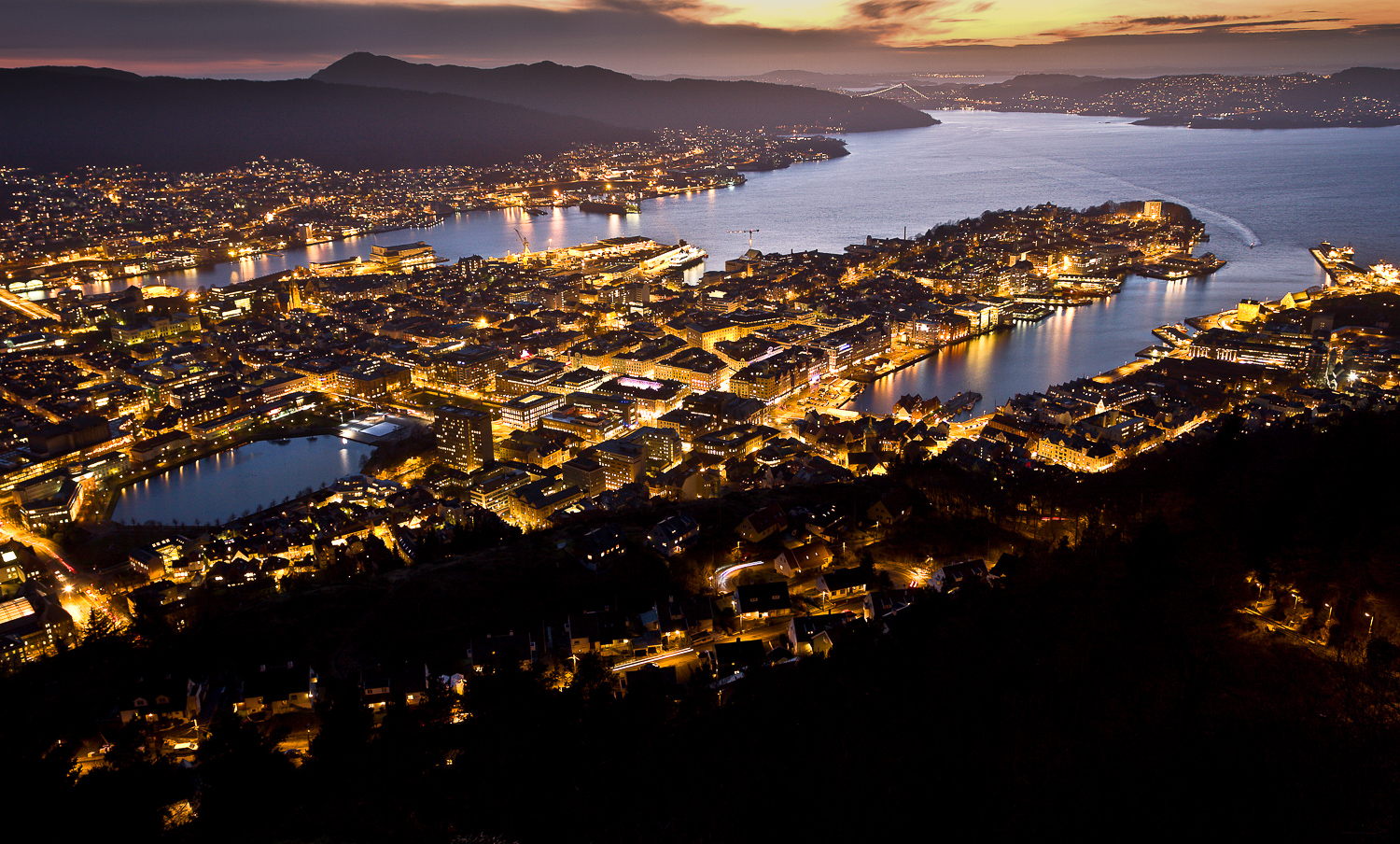
Vista de Bergen des del mont Fløyen

La serralada escandinava està escassament poblada. Noruega és el país menys densament poblat d'Europa després d'Islàndia, amb 16 hab/km², i les zones més poblades del país es troben al voltant del fiord d'Oslo i al sud, per tant fora de la serralada. De la mateixa manera, a Suècia, només el 2% de la població viu a prop de les muntanyes, que es tradueix en una densitat d'1,2 hab/km².
Les parts més poblades de la serralada es troben a la costa de Noruega, on trobem les ciutats de Bergen (277,391 hab.), Stavanger/Sandnes (207,464 hab.), Trondheim (187.353 hab.), Tromsø (73.480 hab.) i Ålesund (46.747 hab.), respectivament la 2a, 3a, 4a, 9na i 11na aglomeracions més grans de Noruega el 2016. Al costat suec, les úniques ciutats importants prop de les muntanyes són Östersund i Kiruna amb respectivament 44.327 i 18.148 habitants el 2010.
Encara que la majoria dels habitants de la serralada són els escandinaus (suecs i noruecs), aquests últims cohabiten a la part nord de la serralada amb el poble sami (anteriorment anomenats lapons). S'estima que són al voltant de 40.000 a Noruega, 20.000 a Suècia i 6.000 a Finlàndia.

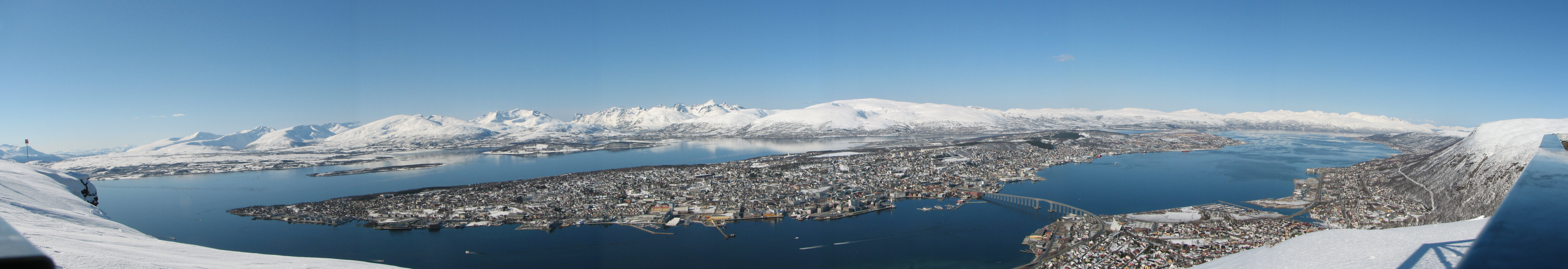
Tromsø, a la seva illa.

## Història

### De la caça a la transhumància

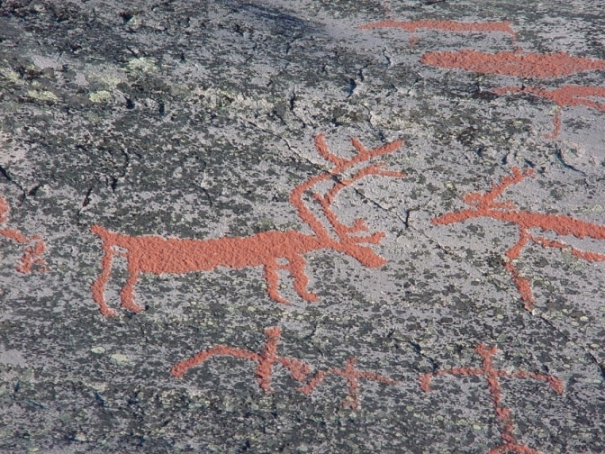
Gravat d'uns rens al lloc d'art rupestre d'Alta, al nord de Noruega. Els rens tenien un lloc predominant en la vida dels pobles de l'època

La capa de gel escandinava s'absorbeix al segle XI aC, alliberant ràpidament tota la costa noruega. Al mateix temps que el front glacial recula, el medi és recolonitzat per la flora i la fauna, especialment els rens, que són seguits pels pobles caçadors-recol·lectors de la cultura d'Ahrensburg que colonitzen les costes de Noruega i formen la cultura Fosna-Hensbacka, o cultura Komsa al nord. Al mateix temps, els homes de les cultures post-swiderienses arriben de l'est, unint-se a la cultura Komsa al nord del país i formant l'actual poble sami. Tots aquests pobles són caçadors-recol·lectors-pescadors que depenen probablement en gran manera de la caça dels rens. Són nòmades i els seus moviments estan estretament vinculats a les migracions anuals de rens entre la costa o la plana i la muntanya. Es troben encara per tot el territori vestigis d'habitatges i trampes que es remunten a l'edat de Pedra, sempre als voltants dels rius i en algunes ocasions a les muntanyes. La majoria dels habitatges han estat descoberts a l'est de la serralada, on la vegetació era més favorable pels rens.
Durant el Neolític, es va iniciar una transició cap a un estil de vida sedentari pels pobles del sud, a causa de l'arribada de les cultures indoeuropees. La sedentarització és molt gradual, començant amb simplement alguns animals domesticats i algunes parcel·les de conreu, i passen uns 1.000 anys abans l'estil de vida sedentari no és definitivament adoptat. A diferència d'abans, és més aviat cap a l'oest de la serralada que la gent s'instal·la, típicament al fons dels fiords. La caça i la pesca esdevenen llavors activitats secundàries, encara que la seva importància és encara notable. En particular, la venda de pelatges pot constituir una font d'ingressos significativa. A més d'aquestes activitats, la gent explota també la limonita, que es troba fàcilment a les muntanyes, sobretot únicament per les seves necessitats personals.
En paral·lel, més cap al nord i l'est, els Samis conserven la seva forma de vida de caçadors-recol·lectors. Abasten probablement una àrea que descendeix fins al present Røros. Això no exclou que poguessin tenir alguns rens domesticats ja en l'edat del ferro, principalment com ajuda pel transport. Van conservar aquesta forma de vida fins al segle xvi i és només quan el nombre de rens salvatges disminueix considerablement que comencen a afavorir la ramaderia, adoptant llavors un esquema de transhumància.

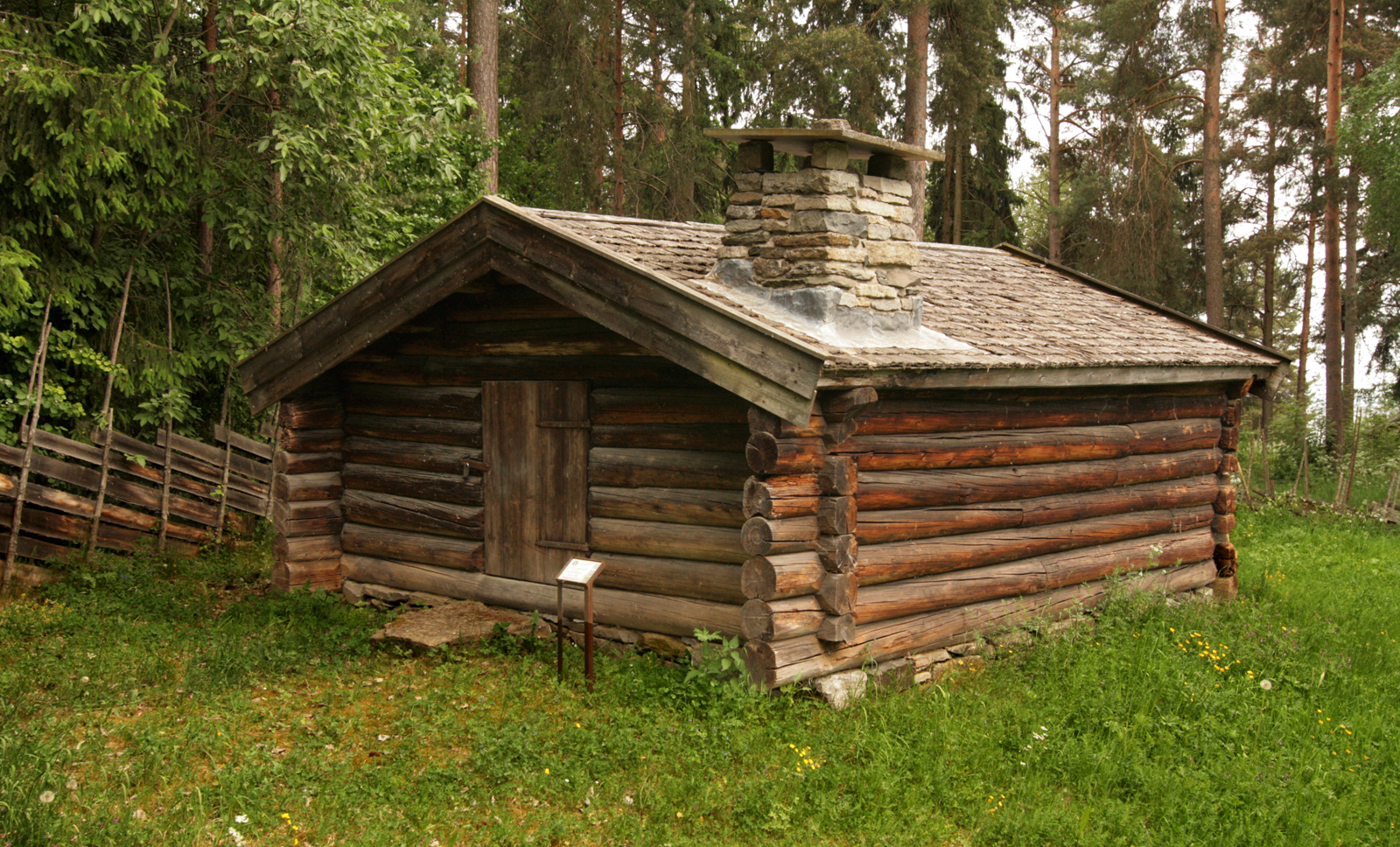
Cabana alpina al municipi de Stange, al sud-est de Noruega

La transhumància, també present en altres muntanyes d'Europa, és també practicada pels pagesos que tenen la seva granja al peu de les muntanyes. Aquesta pràctica també es porta a terme fora de les zones muntanyoses i les pastures es duen a terme llavors a boscos. La transhumància s'ha practicat amb certesa des de l'era dels vikings (entre els anys 800 i 1000), però és probable que encara sigui més antiga. Aquesta tècnica permet als agricultors tenir més animals dels que podrien tenir a la seva granja utilitzant les praderies de muntanya com a terreny de pastura pels animals. Per tant, els camps del poble poden ser utilitzats per alimentar els habitants, així com per produir el farratge sec necessari per al bestiar durant l'hivern. A més del pasturatge dels animals, els pagesos també collien grans catifes de liquen dels rens, així com els càrex i juncs de les torberes que s'afegeixen al fenc per sobreviure durant l'hivern. Atès que la recol·lecció dels pantans tendeix a modificar-ne l'equilibri i a assecar-los, els pagesos recorren a vegades a petites preses per forçar les inundacions a principis d'estiu.
L'organització de la transhumància depèn una mica de les característiques geogràfiques. Per exemple, al sud-oest de Noruega, les granges solen disposar només d'una cabana alpina (anomenada Seter en noruec i Fäbod en suec). Al nord o a l'est de la serralada no és estrany que les granges en tinguin més d'una, generalment una cabana prop de la granja (Heimseter/Hemfäbod) i una segona més lluny i més amunt, a les muntanyes (Langseter/Långfäbod). Per exemple, a la primavera, els pagesos prenen els ramats a la cabana més propera, que és sovint aïllada i prop del límit de coníferes-bedolls, on la neu desapareix més aviat. A l'estiu van cap a la cabana situada més amunt a les muntanyes. Aquestes cabanes, sovint agrupades en petits pobles, se'ls treu la neu més tard. A l'inici de la tardor, tornen a la primera cabana. En general, homes i animals no retornen al poble fins a la primera neu.
Quan les cabanes són a prop de la granja principal, els habitants sovint en marxen diàriament, ja que la cabana no està habitada i la llet es processa (per exemple, en mantega i formatge) a la granja. Per contra, en cas d'una distància més llarga, la cabana esdevé un lloc de vida i allà on s'hi realitza el processament de la llet. Les dones i els infants s'instal·len a la cabana per cuidar el bestiar mentre els homes s'ocupen de la granja al poble i s'uneixen a la família només el cap de setmana. Quan els pagesos resideixen a la cabana, consumeixen molta fusta per escalfar-se i de vegades han d'anar a cavall per cercar fusta més avall a les valls.

### Les muntanyes perilloses però riques

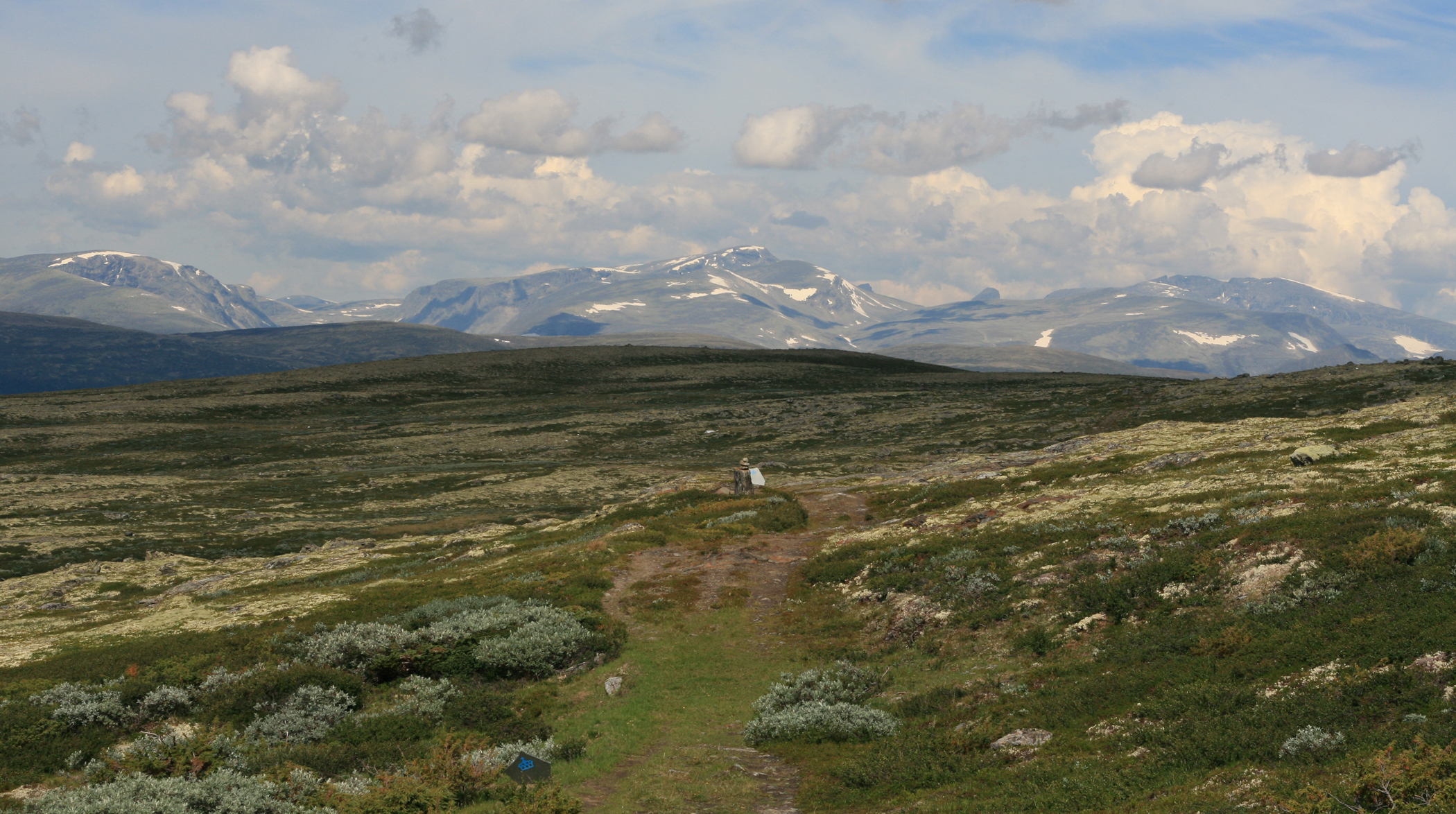
El camí Pilegrimsleden a Dovrefjell, reconvertit en sender turístic

Des del seu assentament permanent, els habitants viuen principalment a la plana o a la costa. Rarament visiten les muntanyes, excepte les properes als pobles durant l'estiu. Hi ha alguns intercanvis entre l'est i l'oest: l'oest ven sal, un producte extremadament important en l'època, així com peix i mantega, mentre que l'est ven majoritàriament ferro. Però al voltant de l'any 1000, quan es forma el regne de Noruega, la necessitat de transport augmenta considerablement, especialment pel rei i la seva cort. Entre els primers camins que són creats, un dels més importants és el Pilegrimsleden (literalment «la ruta dels pelegrins»), que connecta Oslo amb Nidaros (l'actual Trondheim), llavors la capital del país i l'indret de la tomba de Sant Olaf. Aquesta carretera travessa el massís de Dovrefjell, difícil per als viatgers.
En general, la gent de l'època no s'atrevia a aventurar-se a les muntanyes, i les muntanyes restaven doncs inexplorades, sobretot les del nord. Al segle xvi, el rei de Suècia Gustau I de Suècia decreta que el regne s'estén fins l'oceà Àrtic i el 1613, al tractat de Knäred, es va establir la frontera entre Noruega i Suècia al llarg de la divisòria d'aigües enmig de la serralada. Però a causa de les dificultats d'exploració, no va ser fins al 1751 que la frontera pot ser cartografiada i validada a Strömstad. La dificultat de travessar les muntanyes és il·lustrada per un esdeveniment de la Gran Guerra del Nord, de vegades anomenat «la catàstrofe d'Øyfjellet». El desembre de 1718, el general Carl Gustav Armfeldt ha de tornar a Suècia després de la mort de Carles XII de Suècia a Fredrikshald, però durant el viatge, el torb descendeix de les muntanyes i causa la mort de 3.700 homes, més de la meitat de la tropa.

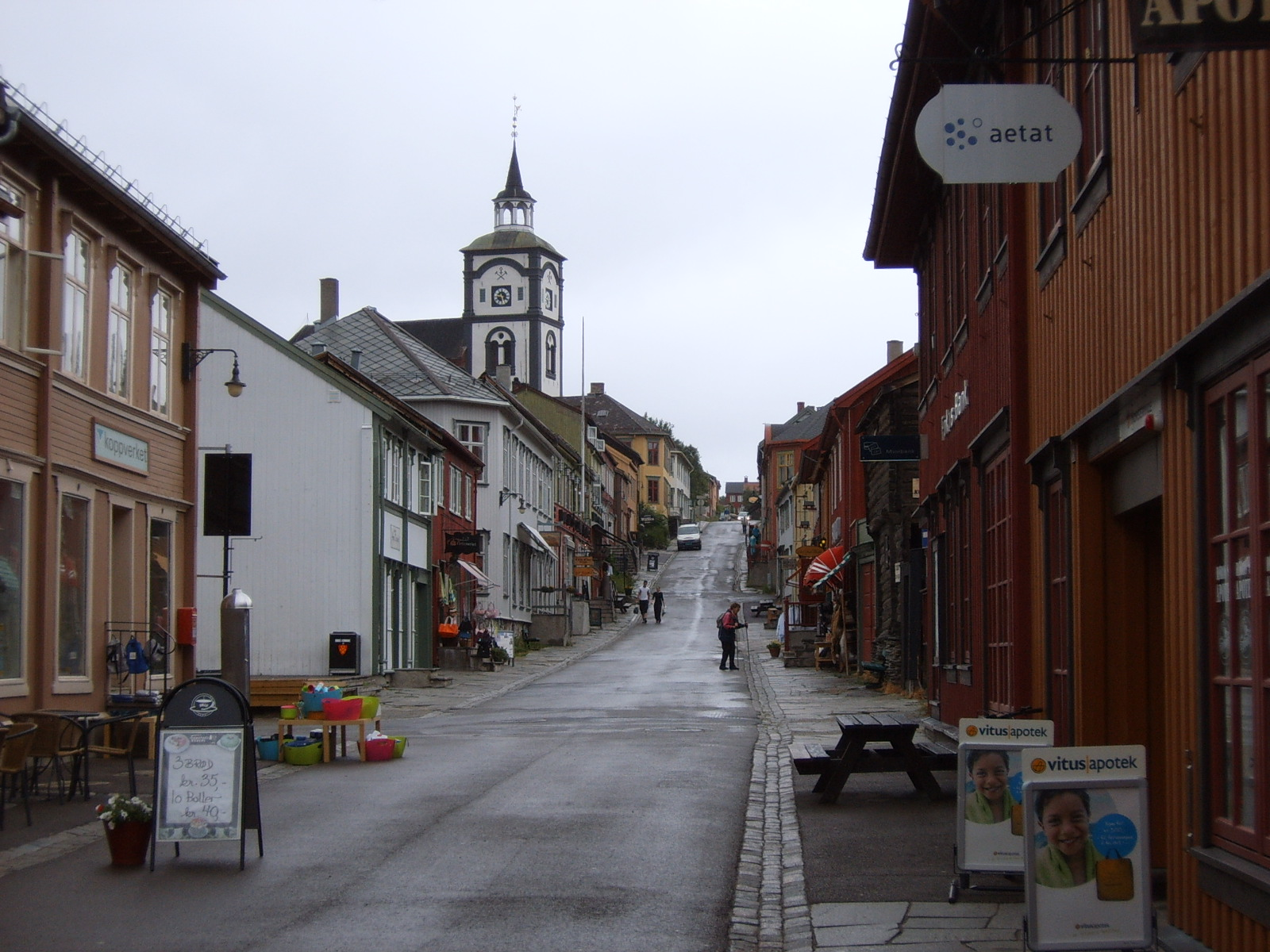
La ciutat de Røros, creada al voltant de la mina

El descobriment dels dipòsits metàl·lics a banda i banda de la frontera crea un nou impuls al segle xvii, que porta les persones a la muntanya. A Suècia, aquest fet correspon al període de grandesa, que veu, generalment, un interès més gran per la part nord del país. Una de les primeres mines és la mina de plata de Nasa, a la muntanya Nasafjället, l'explotació de la qual comença el 1630. El país contracta molts treballadors alemanys, molts dels quals moren a causa del clima. Els Samis són contractats per fer els treballs forçosos de la mina: han de transportar el material (sovint a l'esquena dels rens) fins a la fosa de Sädvajaure, situada a la plana, a 50 km d'allà. No obstant això, aquesta mina no és pas rendible i l'explotació cessa el 1659, i les instal·lacions són destruïdes pels noruecs en el que fou l'únic atac que mai ha tingut lloc a la Lapònia sueca. Aquest atac permet recuperar les zones perdudes pel Tractat de Roskilde el 1658, i el Tractat de Copenhaguen va restablir la frontera sobre la divisòria d'aigües del 1660. Altres mines, les de Kedkevare a Padjelanta i d'Alkavare a Sarek, constituint amb la fosa de Kvikkjokk el conjunt anomenat Luleå silververk, l'explotació de la qual comença el 1661. La baixa concentració de dipòsit fa que la mina s'aturi el 1702.
A Noruega, les dues mines principals que comencen la seva activitat aproximadament al mateix període, són les mines de plata de Kongsberg i la mina de coure de Røros. Aquestes mines afavoreixen el desenvolupament de rutes permanents per encaminar el carbó del bosc a la mina i per recuperar el mineral. No obstant això, les càrregues més pesants són transportades principalment en trineu sobre els llacs i les maresmes congelats a l'hivern. Kongsberg es va convertir fins i tot en la segona ciutat més gran de Noruega al segle xviii amb 10.000 habitants, darrere de Bergen.
A Suècia, són fets alguns nous intents al segle següent. D'aquesta manera, la mina de Nasafjället reprèn la seva activitat el 1771 i es proven diversos llocs, com ara les mines de coure de Sjangeli al sud d'Abisko, a Ljusnedal al municipi de Härjedalen o a Huså a la muntanya d'Åreskutan. Totes aquestes mines estan actualment tancades.

### De les expedicions científiques al turisme

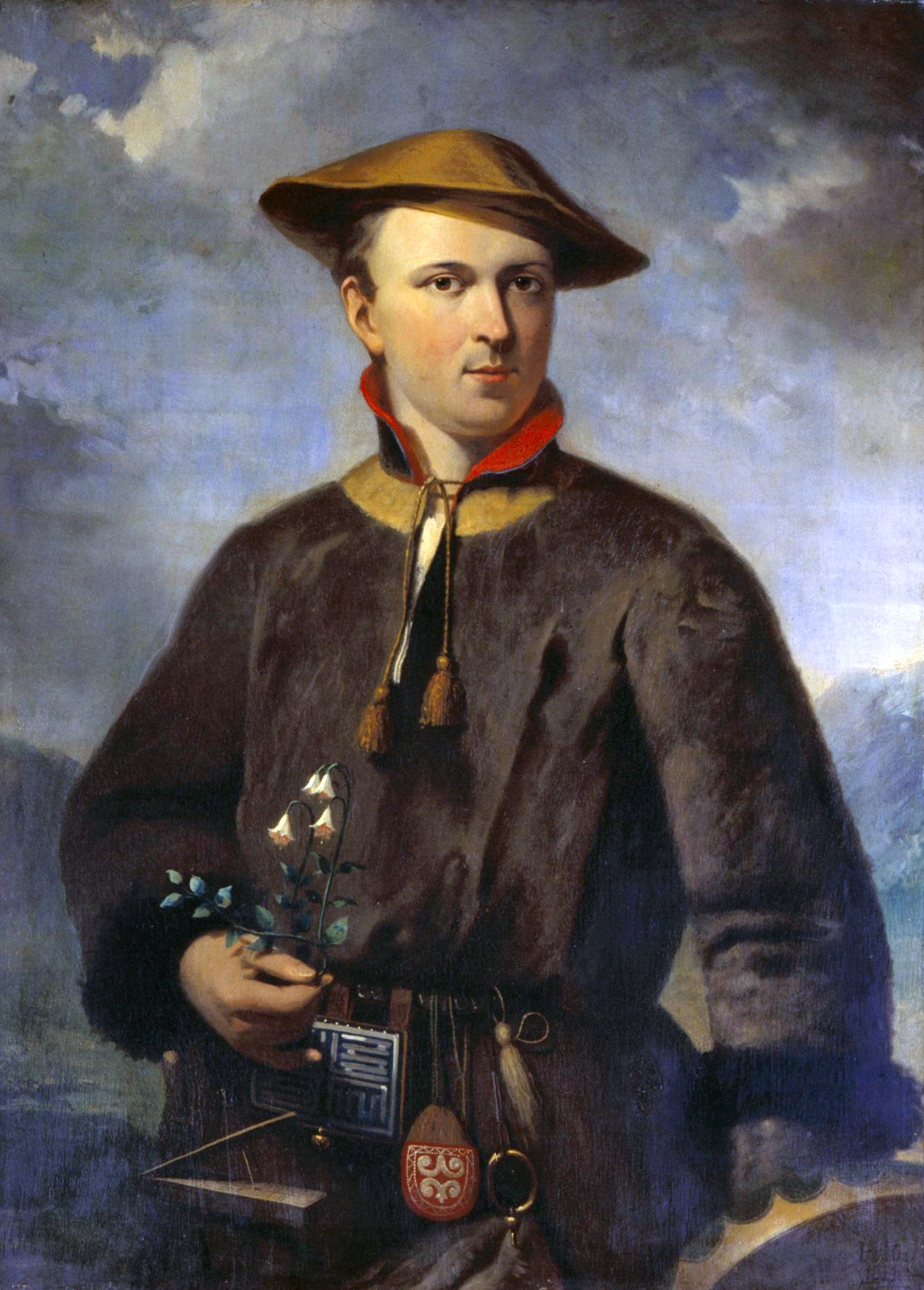
Linné al seu viatge a la Lapònia

A partir del segle xvii, però especialment als segles xviii i xix, un gran nombre d'expedicions científiques són dutes a termes a les muntanyes, que permeten adquirir un coneixement més gran. Al principi, els clergues estan a càrrec d'aquestes expedicions. Així, un dels primers llibres que descriu el nord de Suècia i el poble sami és Lapponia, escrit per Johannes Schefferus. Però ni el mateix Johannes no va visitar mai la regió i el llibre és, de fet, una recopilació de les històries dels sacerdots que havia enviat allí. El 1695, Olof Rudbeck el Jove fa una expedició a la Lapònia sueca per ordre reial i, per tant, estableix així una de les primeres cartografies científiques de la regió. Malauradament, aquesta obra, anomenada Lapponia illustrata, és destruïda a l'incendi d'Uppsala el 1702. No obstant això, aquest viatge inspira al naturalista suec Carl von Linné, que va decidir explorar la regió el 1732. Visita així Kvikkjokk, Padjelanta, i continua més enllà de la frontera fins als fiords noruecs abans de tornar. Dos anys més tard, fa un nou viatge més al sud, a les muntanyes de Dalarna fins al llac noruec de Femunden. Després d'aquests viatges, escriu el famós llibre Flora Lapponica, que és el primer llibre en el qual utilitza el sistema de classificació que crea. Aquest viatge esdevé famós als cercles científics i en les següents dècades, molts botànics van a aquestes muntanyes seguint els passos de l'il·lustre Linné. A Noruega, les expedicions comencen principalment després de la demanda realitzada el 1743 a Copenhaguen per la funció pública noruega amb la intenció de recopilar informació sobre el país. Així, es fan nombrosos estudis sobre la geografia noruega, incloent-hi la fauna, la flora, la geologia i les tradicions de les muntanyes. Aquest fet crea un impuls general i nombroses expedicions es duen a terme més enllà de la demanda de 1743. Un exemple notable és el llibre Història Natural de Noruega, escrit per Erik Pontoppidan el 1752.

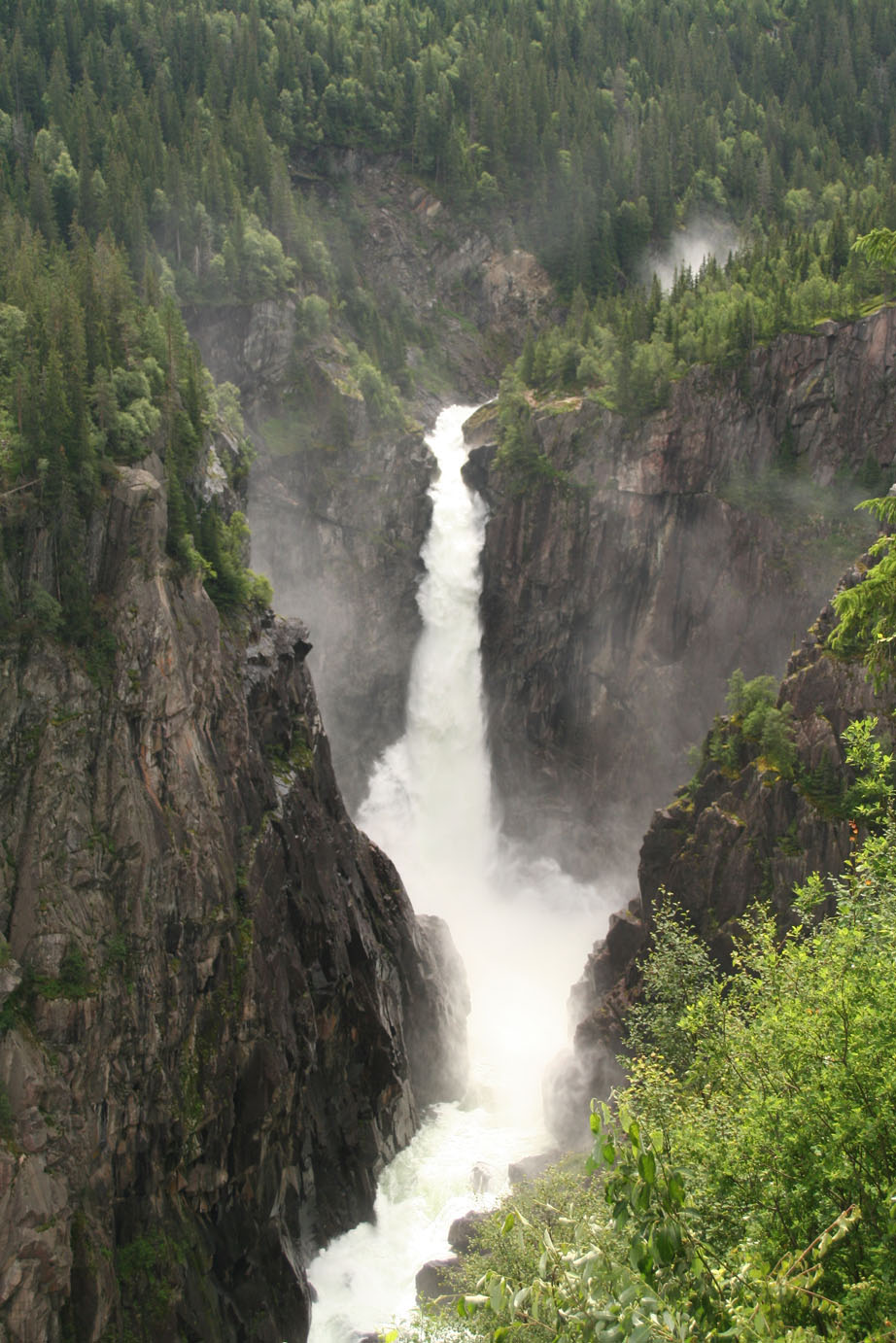
Rjukanfossen, el primer gran lloc turístic de Noruega

Moltes d'aquestes exploracions científiques permeten conèixer les muntanyes del país i donar lloc als primers desenvolupaments del turisme de muntanya. Aquest és el cas, per exemple, de l'entomòleg suec Johan Wilhelm Zetterstedt que fa un viatge molt documentat a les muntanyes d'Åre i presumeix de les seves propietats termals. Per tant, Åre es converteix en una coneguda ciutat balneari i Fjällnäs, a prop, es converteix en el primer hotel de muntanya suec. Alguns científics poden ser considerats turistes de muntanya. A finals del segle xix, Gustav Wilhelm Bucht i Leonard Lind cartografien les muntanyes de la Lapònia sueca, incloent-hi les més difícils d'accedir. Ells estableixen el 1879 que el Sarektjåkkå és el punt més alt de Suècia, però poc temps després declaren el Kebnekaise com a tal. En fer-ho, escalen molts dels cims més importants de la regió. Aquests mapes precisos permeten també que certs escaladors, com Charles Rabot, escalin el Kebnekaise el 1883. A Noruega, el turisme també va començar a mitjan segle xix. Un home contribueix especialment al desenvolupament del turisme: l'anglès Thomas Bennett. Ell s'estableix a Noruega el 1849 i, a través d'una sèrie de llibres, dona a conèixer les muntanyes de Noruega en anglès, creant les primeres afluències de turistes estrangers.
A finals del segle XIX són creades les associacions turístiques noruegues (DNT) i sueques (STF) el 1868 i 1885, respectivament. Aquestes dues associacions esdevenen actors importants en la promoció del turisme a les muntanyes dels seus respectius països. Al costat noruec, el primer lloc és la cascada Rjukanfossen, llavors el lloc turístic més famós del país, a prop del qual la DNT compra la seva primera cabana, anomenada Krokan. L'associació se centra en la creació de refugis i senders a Jotunheimen i Hardangervidda. A Suècia, el primer refugi es crea a prop de la serralada de Sulitjelma, després se'n creen alguns més arreu de les muntanyes del país abans de centrar-se en la seva obra més important: la creació del sender Kungsleden, un camí de senderisme que travessa tota la part nord de les muntanyes sueques.

### Desenvolupament de les comunicacions

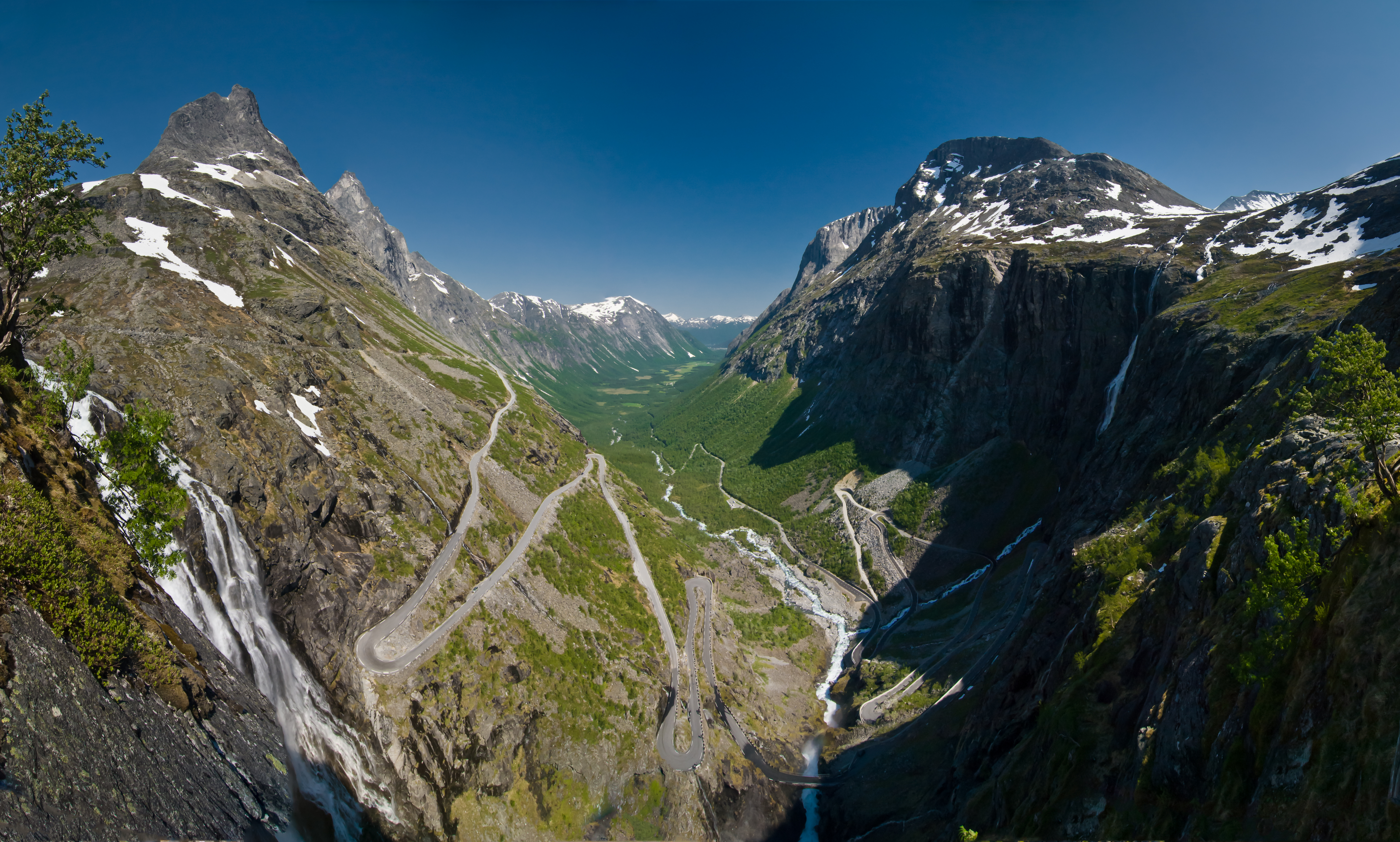
La cèlebre Trollstigen, aferrant-se a la muntanya

Un factor decisiu en el canvi de la percepció negativa de les muntanyes és l'important desenvolupament de les rutes de comunicació que té lloc a partir del segle xix. Els avenços tecnològics, en particular la invenció de la dinamita, són decisius, ja que permeten crear carreteres als vessants de les muntanyes. Però els canvis també s'expliquen per la voluntat política. A Noruega, aquest canvi està marcat per una llei del 1851 (veiloven, «la llei de les carreteres»), que dona un nou impuls a la construcció de carreteres al país, especialment a través de les muntanyes. Aquestes carreteres de muntanya són en gran part obertes només tres o quatre mesos de l'any a causa de les condicions meteorològiques. No obstant això, afavoreixen clarament el desenvolupament del comerç. Suècia i Noruega es troben en una unió personal entre el 1814 i el 1905 (Suècia-Noruega), fet que permet la creació de carreteres entre els dos països. Es pot citar la carretera construïda el 1835 entre Åre i Trondheim, que segueix l'antiga ruta del pelegrí (actual ruta europea 14) o la carretera construïda entre Tännäs i Røros. L'aparició de l'automòbil a principis del segle xix dona lloc a una nova creació de carreteres, especialment al nord de Noruega, prèviament oblidat durant molt de temps. La voluntat és poder enllaçar Oslo amb Kirkenes, aquesta última aleshores només accessible amb vaixell. Aquestes creacions de carreteres representen 700 km per any. Finalment, a la segona meitat del segle xx, es dona prioritat a la creació de carreteres obertes durant tot l'any, inclòs l'hivern, en particular amb un gran nombre de túnels com el túnel de Lærdal obert el 2000, el túnel de carretera més llarg del món amb 24,5 km.

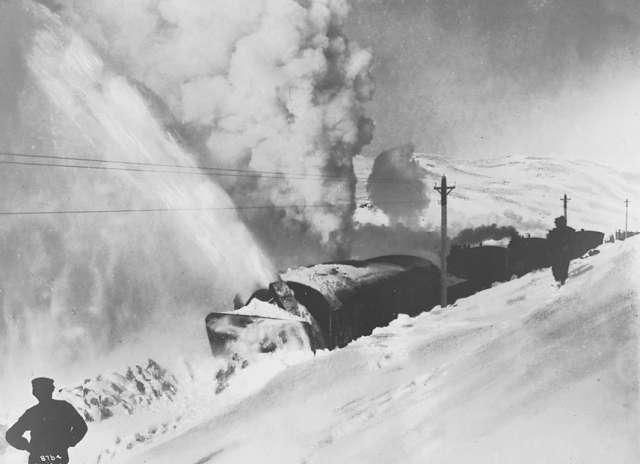
Un llevaneu rotatiu a la línia de Bergen, a l'altiplà d'Hardangervidda

Si la construcció de carreteres a través de les muntanyes resulta difícil, la construcció del ferrocarril representa un autèntic desafiament. Un exemple d'aquesta dificultat és la construcció de la línia de Bergen, que connecta les dues ciutats més grans de Noruega: Oslo i Bergen. Aquestes dues ciutats estan situades a banda i banda de la serralada, fet que requereix la travessa de l'altiplà de Hardangervidda. És cert que ja hi havia ferrocarrils en altres muntanyes, com els dels Alps, però cap línia no estava situada per sobre del límit arbori. Així, si la idea d'aquesta línia va ser suggerida el 1871, les negociacions són allargades fins a l'inici del treball el 1894. El treball és particularment difícil i les úniques possibilitats de subministrament són a cavall i a grans distàncies. Fins a 2.200 persones treballen en aquest vast altiplà desert. Alguns edificis estan construïts al llarg de la línia per a la comoditat dels treballadors. La construcció implica la perforació de diversos túnels, el més llarg dels quals fa 5.311 m, i requereix sis anys de treball. La línia finalment es pot obrir el 1909. Després de l'èxit d'aquesta primera línia, se'n construeixen moltes d'altres: la línia de Dovre (Oslo-Trondheim) el 1921, la línia de Nordland (Trondheim-Bodø) el 1962. Pel que fa a les carreteres, la unió personal entre Suècia i Noruega permet la construcció de línies frontereres com la línia de Meråker-Mittbanan entre Hell (Noruega) i Sundsvall (Suècia) el 1882 i la línia de Malmbanan-Ofot, construïda el 1903 per al transport del ferro de les riques mines de Kiruna-Gällivare als ports de Luleå (Suècia) i Narvik (Noruega).

## Activitats

### Sector primari

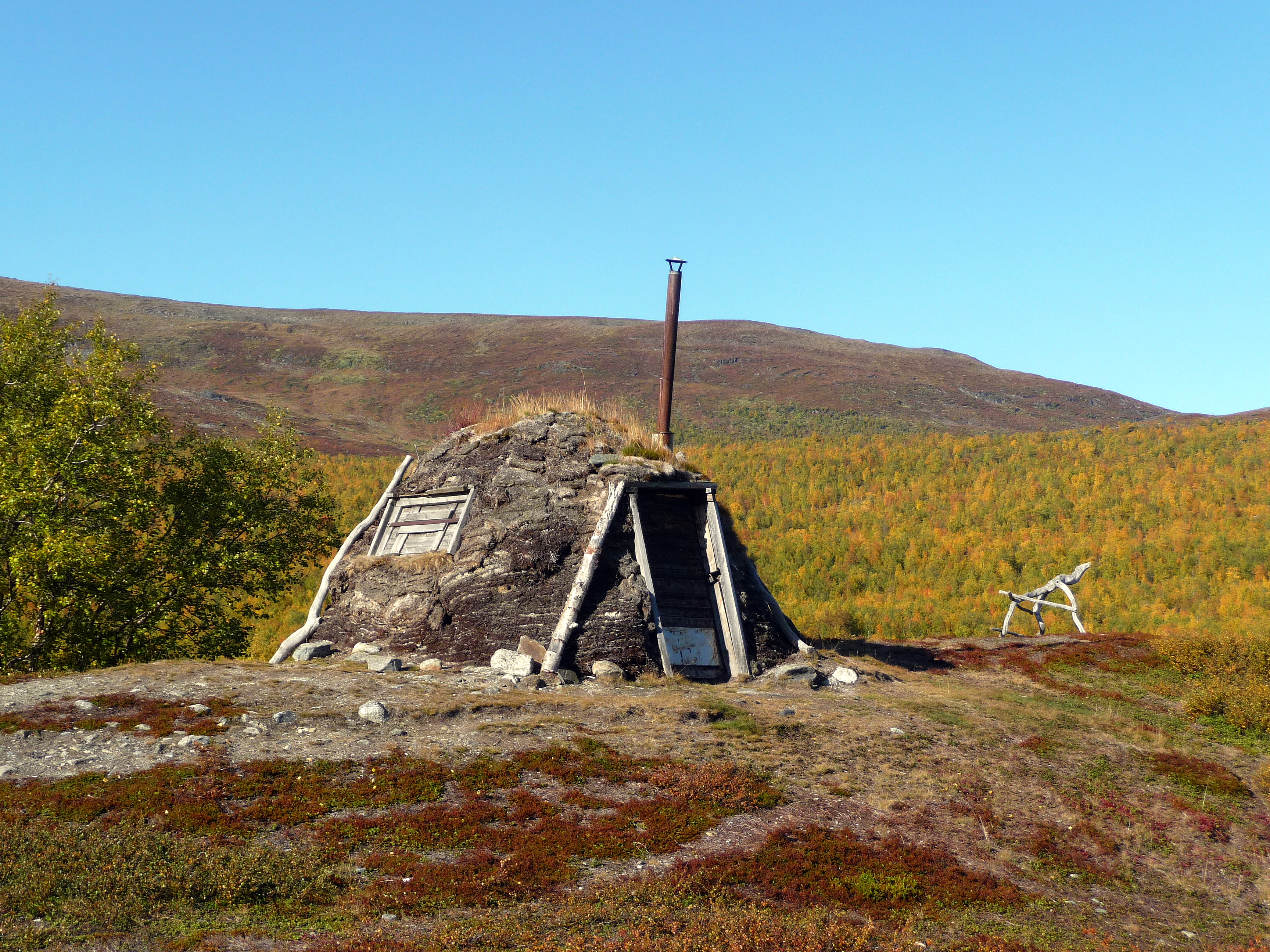
Casa tradicional sami a Abisko, a la Lapònia sueca

El sector primari té una importància relativament limitada als Alps Escandinaus en comparació amb altres zones de muntanya d'Europa.
Gran part de la superfície dels Alps Escandinaus és utilitzada per a la cria de rens pels Sami (anteriorment anomenats lapons). Així, gairebé totes les muntanyes sueques, les muntanyes finlandeses i tota la part al nord del fiord de Trondheim al costat noruec es reserven per a la pràctica d'aquesta activitat ancestral. Aquest poble ha mantingut relativament intacte l'estil de vida tradicional de la transhumància entre els boscos al peu de la serralada a l'hivern i els pasturatges d'estiu a les muntanyes. No obstant això, des de finals del segle xx, els criadors utilitzen cada vegada més tècniques modernes com ara helicòpters, motos de neu i altres vehicles motoritzats per rastrejar els seus ramats. Els rens són utilitzats tant com a mitjà de transport per a la seva llet, el seu cuir i la seva fusta, però sobretot per a la seva carn.
El dret de practicar la cria de rens en aquestes àrees està reservat als Sami, excepte a Finlàndia. Els drets de la ramaderia s'organitzen en estructures conegudes com a pobles sami (Sameby) a Suècia i unitats operatives (driftsenhet) a Noruega: només els Samis adscrits a aquestes estructures poden practicar la cria dins del territori de l'estructura. Hi ha alguns acords entre Noruega i Suècia pel que fa a la ramaderia transfronterera, amb alguns Samis practicant tradicionalment la transhumància entre els dos països abans de l'establiment de fronteres.

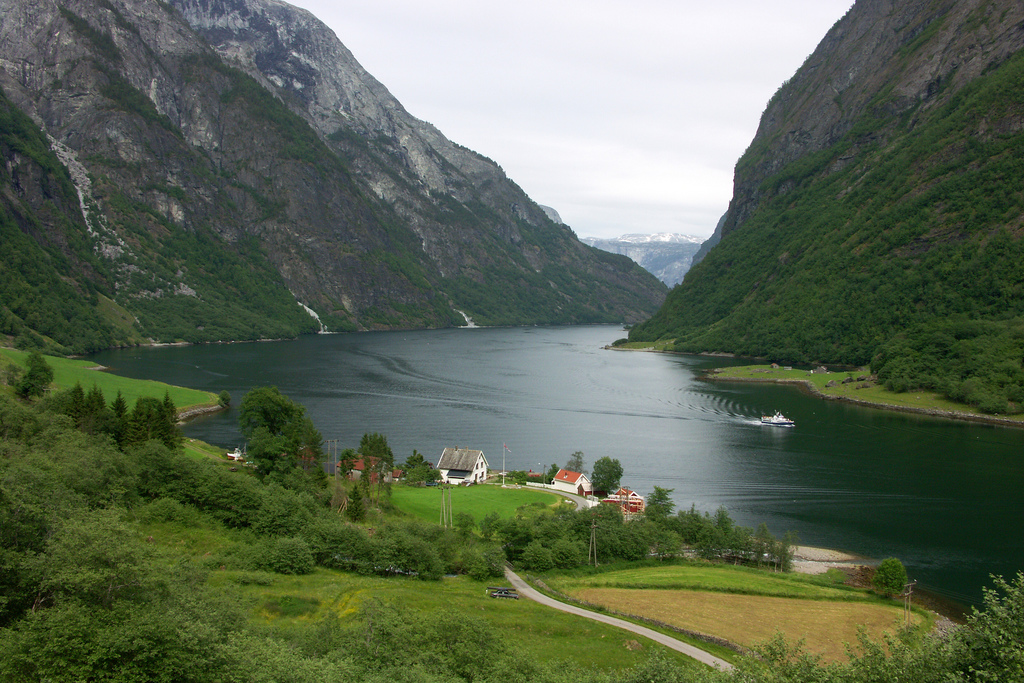
Vista d'una petita granja típica de l'oest de Noruega, situada entre les muntanyes i el fiord: Tufto a la riba del Nærøyfjord

Fora de les zones samis, més al sud, la ramaderia també és dominant, fet que permet a Noruega proporcionar més carn de la que necessita. Es conrea una proporció molt petita del territori noruec (prop del 3%), i aquestes terres es localitzen principalment a les planes del sud-est de la serralada o a les terres baixes del fiord de Trondheim. De fet, les muntanyes no són gaire fèrtils, excepte a les valls emergides recentment com a resultat de l'ajustament postglacial que ha dipositat al·luvials dipositats pel mar. A les muntanyes, les explotacions són sovint petites, i les activitats forestals o d'altres tipus solen proporcionar ingressos addicionals. Entre les importants zones agrícoles de les muntanyes, els voltants del fiord de Hardanger contenen granges especialitzades en arbres fruiters. Per tal d'evitar l'èxode rural excessiu i garantir la independència alimentària, l'agricultura noruega està molt subvencionada.
La silvicultura és una activitat molt important per als tres països limítrofs amb la serralada, però tracta sobretot de l'explotació dels boscos a les planes om dominen: la major part de la serralada es troba per sobre del límit de les coníferes, i els boscos de muntanya tenen un ritme de regeneració molt lent, o no es regeneren. Així, mentre que el 41% del territori noruec és cobert per bosc, només una cinquena part d'aquest bosc es considera bosc de muntanya, a més que la meitat es classifica com a «bosc de protecció», és a dir, un bosc l'explotació del qual està subjecte a normes molt estrictes, ja sigui pel seu paper protector contra les allaus o per les dificultats de regeneració. De la mateixa manera, a la part sueca, la part alta de la taigà de muntanya està protegida contra l'explotació. Això no impedeix que la silvicultura sigui una font important d'ingressos locals, que és un complement important per als agricultors noruecs i, sovint, una de les principals fonts d'ingressos per a les comunitats sueques de muntanya.
Si la indústria minera al passat atreia gent a la muntanya, aquesta ha perdut clarament la seva importància. Avui, Suècia encara té mines molt importants, però no a les muntanyes, encara que algunes hi són molt a prop (com els grans jaciments de ferro de Kiruna i Gällivare). Algunes àrees al cor de les muntanyes, però, s'estan explorant. A Noruega, la indústria minera està avançant cap a una explotació dels minerals produïts naturalment (com l'olivina) en comptes dels antics minerals. Aquestes indústries es troben principalment a la costa.

### Energia

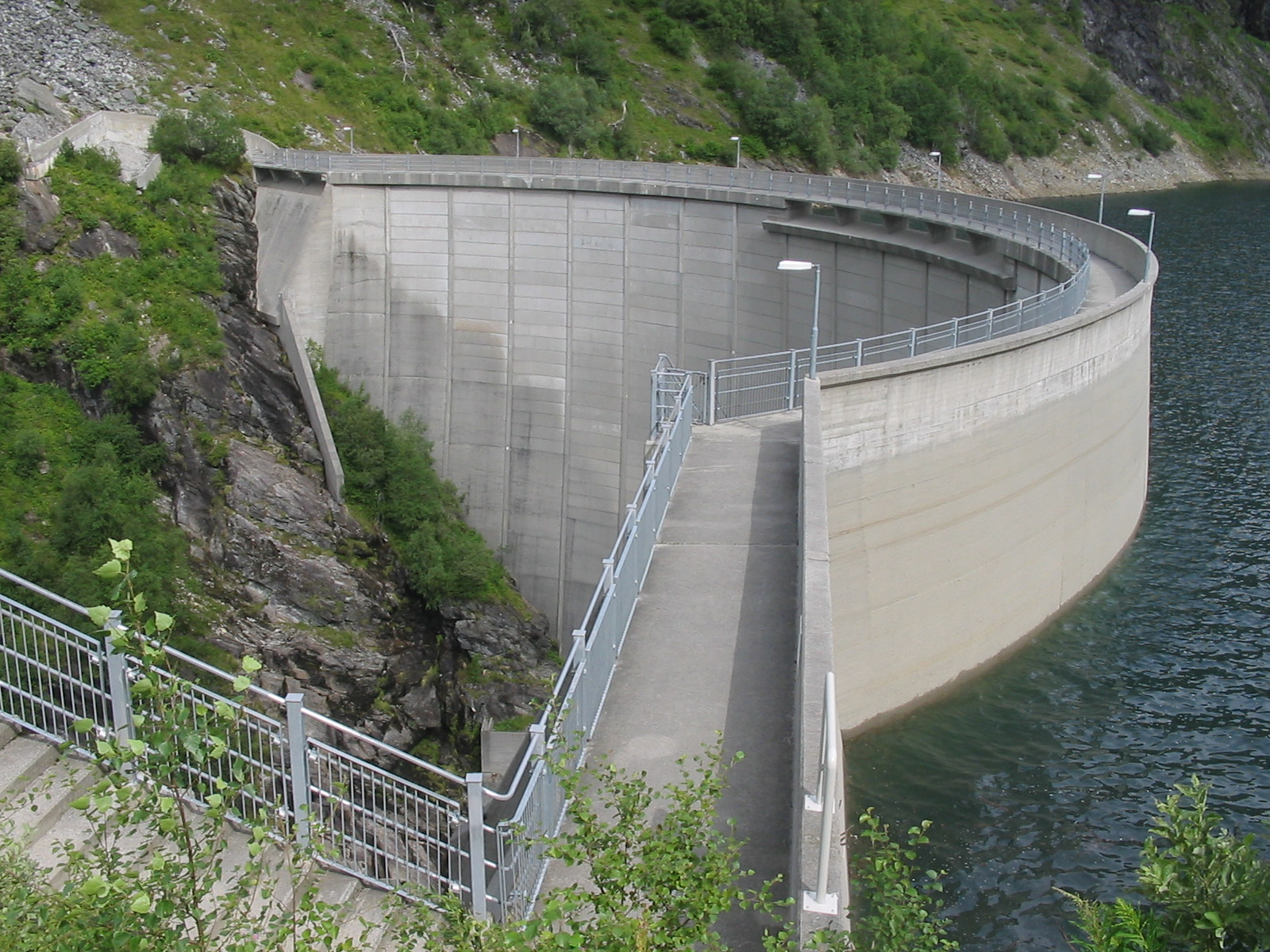
Zakariasdammen, al municipi noruec de Norddal. Com passa sovint a la costa oest, l'embassament engrandeix un llac alpí com a dipòsit i l'aigua es transporta a una central al nivell del fiord, explotant així una gran alçada de caiguda

Les muntanyes són de gran importància per a la producció elèctrica de Suècia i Noruega mitjançant l'ús de l'energia hidroelèctrica. La hidroelectricitat representa el 96% de tota l'electricitat consumida a Noruega, és a dir 120 kWh, i el 44% de l'electricitat produïda a Suècia, és a dir, 65 kWh. Noruega és el productor més gran d'energia hidroelèctrica a Europa i el sisè més gran del món, fins i tot el primer del món si es reporta aquesta producció al nombre d'habitants del país. El segon productor europeu d'energia hidroelèctrica és Suècia.
Les primeres centrals hidroelèctriques a Suècia i Noruega són construïdes el 1880. No obstant això, a Suècia, les centrals són primer construïdes prop de les ciutats, i no és fins al 1910 amb la central hidroelèctrica de Porjus que aquests desenvolupaments arriben a les muntanyes del nord de Suècia. Aquesta construcció representa un veritable desafiament, no només pel clima i la manca d'infraestructures (mentre s'espera la construcció de la línia ferroviària, els materials són transportats a peu durant uns cinquanta quilòmetres), sinó també perquè l'electricitat ha de ser llavors encaminada cap al sud del país on es consumeix, fet que resulta en l'ús obligatori d'altes tensions.
El patró general de les centrals elèctriques és molt diferent entre l'est i l'oest de la serralada a causa de diferències de topografia. A l'oest, el terreny és molt escarpat i, en general, els rius tenen un flux moderat. Les centrals utilitzen en general un llac elevat ja existent, ampliat per una presa, que permet de crear fàcilment els embassaments. Aquests llacs solen estar aigües avall de les glaceres, que en certa manera constitueixen embassaments. L'aigua s'encamina llavors per un canal a través d'una central situada al nivell del fiord, permetent d'aquesta manera de beneficiar-se d'una alçada màxima de caiguda. A l'est, per contra, els rius tenen un cabal més gran però amb diferències d'altitud més moderades; les centrals elèctriques es localitzen més aviat al riu. A Suècia, el 80% de la producció hidroelèctrica prové dels rius del nord del país, originats a les muntanyes. A causa de la progressiva disminució de l'altitud, les centrals elèctriques s'estenen al llarg de tot el curs i no només a les muntanyes. No obstant això, les muntanyes són especialment importants perquè és on es troben els embassaments principals del país, la majoria dels quals aprofiten els estanys actuals aixecats per les preses.

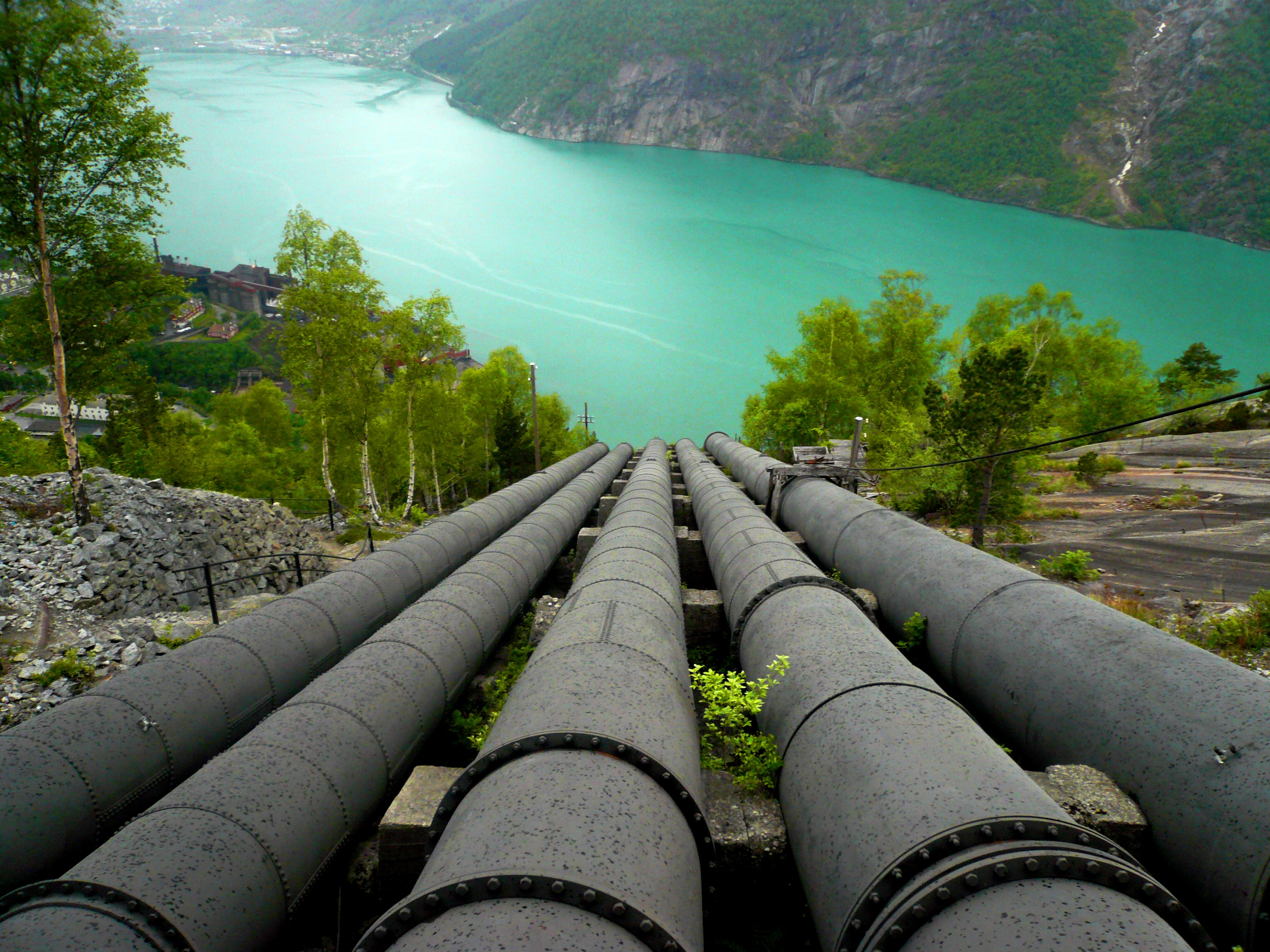
Canonada força de la central hidroelèctrica de Tyssedal

Naturalment, la quantitat d'aigua disponible és més important amb la fosa de les neus a la primavera i a l'estiu, mentre el pic de consum d'electricitat arriba al seu màxim a l'hivern. No obstant això, el volum dels embassaments és suficient per a permetre l'equilibri entre la producció i el consum. Aquest equilibri és especialment important en el mercat nòrdic, ja que uneix Suècia, Noruega, Finlàndia i Dinamarca, que estan altament integrats dins de Nord Pool: per exemple, Dinamarca depèn fortament dels recursos eòlics, fluctuants. La serralada Escandinava podria tenir un paper crucial en el context d'una més gran cooperació energètica europea, car aquesta és l'àrea potencial d'emmagatzematge d'energia més gran d'Europa, gràcies al bombeig-turbina, que representa la meitat de la capacitat total estimada del continent (entre 10 i 20 GW). No obstant això, actualment l'emmagatzematge per bombeig és relativament marginal, ja que el mercat nòrdic mai no l'ha necessitat.
Si l'energia hidroelèctrica és actualment la principal font d'energia de les muntanyes, l'explotació de l'energia eòlica és també prevista. Aquest és el cas de Suècia, car les muntanyes es troben entre les àrees en què el potencial eòlic és màxim. No obstant això, sorgeixen alguns problemes mediambientals, ja que les muntanyes es consideren un entorn particularment delicat, en particular les importants amenaces per a les aus de presa. Els interessos turístics podrien veure's igualment amenaçats per l'arribada d'aerogeneradors. Finalment, la construcció a la muntanya és costosa, i el clima fred penalitza l'eficiència dels aerogeneradors.

### Protecció mediambiental

Mapa de les àrees protegides a Noruega i Suècia, que es concentren al voltant de les muntanyes
Parcs nacionals
Reserves naturals i altres formes de protecció

Els països nòrdics es troben entre els primers d'Europa en crear mesures per a la conservació de la natura. Aquest impuls és iniciat per l'explorador polar Adolf Erik Nordenskiöld, que el 1880 proposa a Finlàndia i Suècia que apliquin el concepte de parc nacional recentment creat als Estats Units. Suècia és la primera a implementar aquesta idea creant les seves primeres lleis de protecció de la natura i els seus primers parcs nacionals el 1909. La societat sueca per a la conservació de la natura es crea el mateix any i la societat noruega de la conservació de la natura el 1914. No obstant això, el concepte de protecció era molt diferent del de l'actualitat, ignorant en particular el concepte de biodiversitat. L'objectiu principal era protegir els espais naturals per a la investigació científica. La conservació de la natura en el seu sentit modern, és a dir, destinada a preservar la biodiversitat, va començar als anys seixanta a Suècia i Noruega, i més tard a Finlàndia.
Des de la seva creació, la majoria de les àrees protegides (tant en nombre com en superfície) es concentren principalment a les muntanyes, que són les àrees més salvatges, però també aquelles en què els conflictes d'interès són els més rars. Tot i que la creació de parcs nacionals o reserves naturals avui té com a objectiu una representativitat més gran dels paisatges del país, la muntanya encara està sobre-presentada, especialment a Suècia.
Als tres països hi ha diversos tipus d'àrees protegides: els parcs nacionals són el nivell més alt de protecció, reservats per a grans àrees representatives de la naturalesa dels països. En un nivell de protecció inferior però encara elevat, es troben les reserves naturals. Finalment, diverses àrees protegides tenen objectius més específics, però amb un nivell de protecció inferior. La serralada també inclou dos llocs naturals o mixtos de Patrimoni de la Humanitat de la UNESCO: la regió de Lapònia i els fiords de l'oest de Noruega.
Malgrat l'alt grau de protecció d'algunes àrees protegides, els Samis gaudeixen d'una àmplia gamma de derogacions destinades a protegir la seva cultura. Ells es justifiquen pel baix impacte de la seva forma de vida sobre el medi ambient; però en els últims anys l'ús de vehicles motoritzats i la intensificació del pasturatge han estat percebuts cada vegada més per les autoritats com un obstacle. S'estan duent a terme debats per a un eventual control més important de les activitats samis.
Llista de les principals àrees protegides per països, classificades de nord a sud:

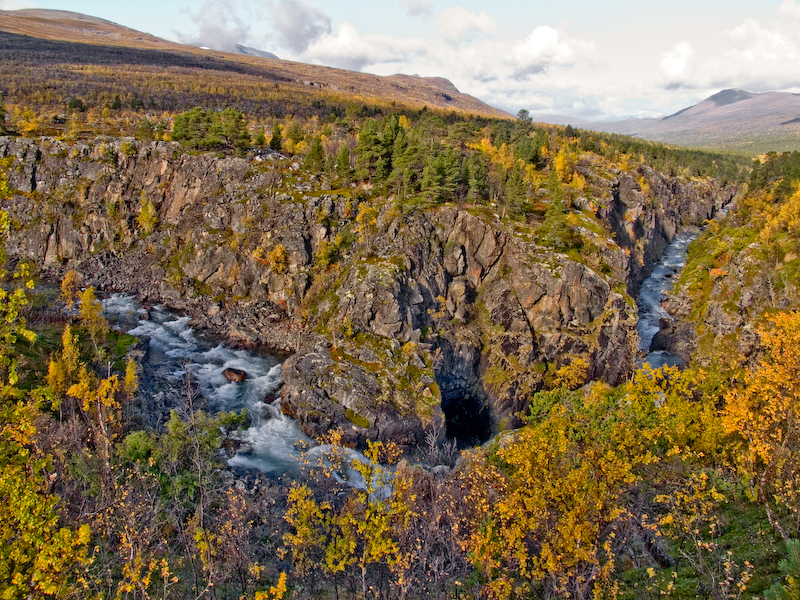
Congost del Parc National d'Øvre Dividal

#### Noruega
- Parc Nacional de Seiland, creat el 2006, protegeix 316,3 km² d'una gran illa a l'extrem nord de Noruega.
- Parc Nacional d'Ånderdalen, creat el 1970, amb una superfície de 125 km², protegeix un variat paisatge costaner dominat per muntanyes.
- Parc Nacional de Reisa, creat el 1986, abasta 803 km² al voltant d'una vall que talla un gran altiplà. L'aigua és un element omnipresent.
- Parc Nacional d'Øvre Dividal, creat el 1971, abasta 770 km² d'un paisatge variat amb una rica fauna, especialment una gran població de goluts.
- Parc Nacional de Rohkunborri, creat el 2011, amb una superfície de 571 km², amb una rica varietat d'aus.
- Parc Nacional de Møysalen, creat el 2003, un dels parcs més petits del país amb 51 km². El paisatge varia entre l'alt pic de Møysalen i els fiords circumdants.
- Parc Nacional de Rago, creat el 1971, abasta 171 km² adjacents al Parc Nacional de Padjelanta (Suècia). Zona de muntanya salvatge i difícilment accessible.
- Parc Nacional de Sjunkhatten, creat el 2010, amb una superfície de 417,5 km² dels quals 39,9 km² són marins. Cobreix un massís tallat per profundes valls i fiords.
- Parc Nacional de Junkerdal, creat el 2004, amb una superfície de 682 km² i una rica flora alpina.
- Parc Nacional de Saltfjellet-Svartisen, creat el 1989, abasta 2.102 km² d'un paisatge molt divers incloent-hi la gran glacera de Svartisen, un paisatge alpí i valls cobertes de rics boscos de bedolls.
- Parc Nacional de Lomsdal-Visten, creat el 2009, abasta 1.102 km² d'un paisatge de fiords i muntanyes.
- Parc Nacional de Børgefjell, creat el 1963, abasta 1.447 km² d'un paisatge entre les altes muntanyes de l'oest i els pics més suaus de l'est. Al parc hi habita entre d'altres l'espècie en perill d'extinció de la guineu àrtica.
- Parc Nacional de Lierne, creat el 2004, protegeix 333 km² d'una zona de muntanyes completament salvatges.
- Parc Nacional de Blåfjella-Skjækerfjella, creat el 2004, abasta 1.924 km² entre valls cobertes de boscos primaris i altes muntanyes.
- Parc Nacional de Skarvan i Roltdalen, creat el 2004, abasta 441,4 km² d'una vall coberta de coníferes dominada pels alts pics.

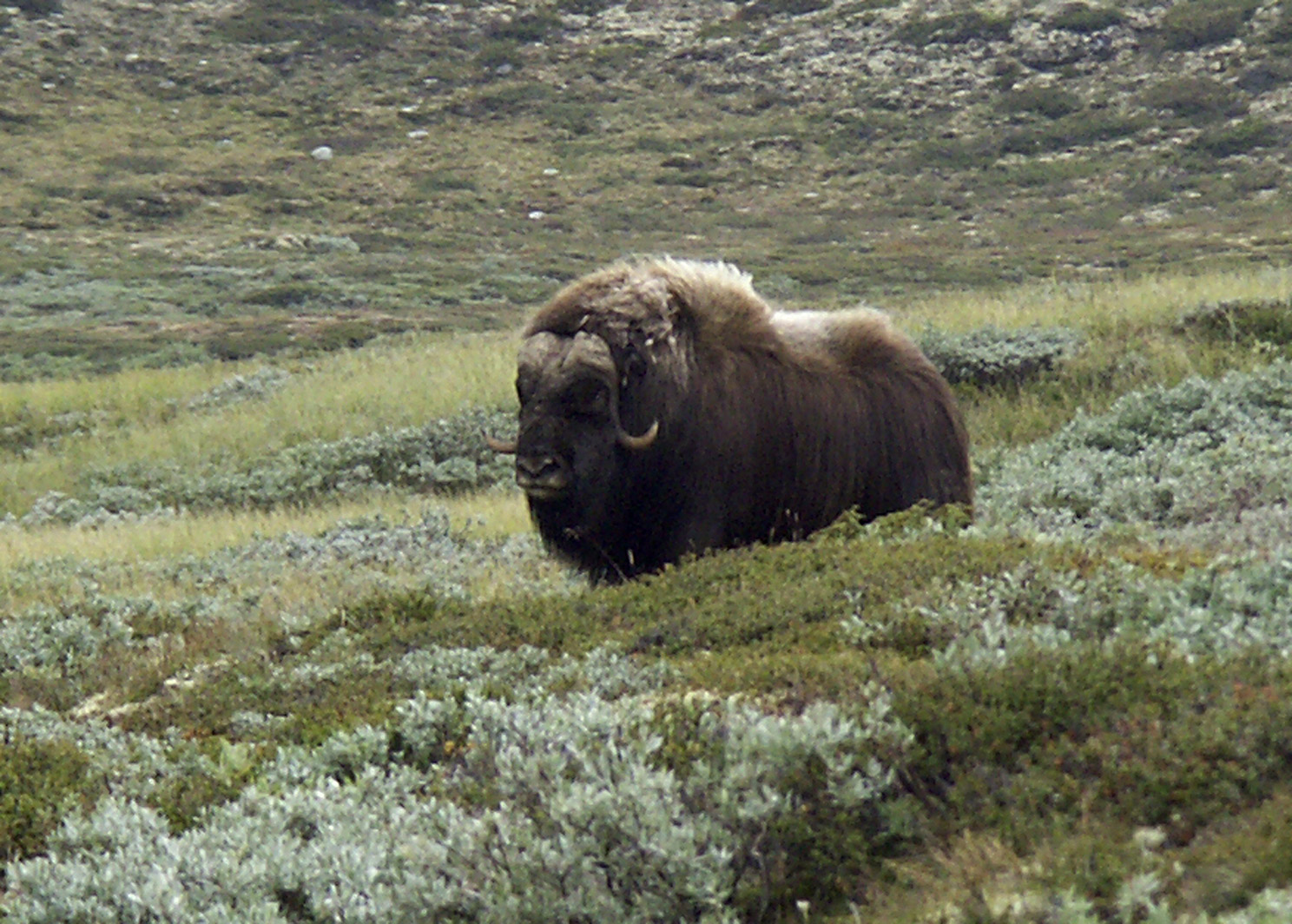
Bou mesquer al parc de Dovrefjell-Sunndalsfjella

- Bou mesquer al parc de Dovrefjell-SunndalsfjellaParc Nacional de Forollhogna, creat el 2001, abasta 1.062 km² d'un paisatge de pics arrodonits, amb moltes torberes.
- Parc Nacional de Dovrefjell-Sunndalsfjella, creat el 2002 i amb una superfície de 1.693 km². Protegeix el massís de Dovrefjell, de vegades anomenat «muntanya nacional», amb una fauna i una flora d'una gran riquesa.
- Parc Nacional de Dovre, creat el 2003, abasta 289 km² d'un paisatge desolat.
- Parc Nacional de Reinheimen, creat el 2006, abasta 1.969 km² de l'àrea silvestre més gran del sud de Noruega.
- Parc Nacional de Rondane, el parc nacional més antic de Noruega, creat el 1962, abasta 963 km² d'alts pics i riques valls.
- Parc Nacional de Breheimen, creat el 2009, abasta 1.691 km² adjacents al Parc Nacional de Jostedalsbreen, marcat com ell per les glaceres.
- Parc Nacional de Jostedalsbreen, creat el 1991, protegeix 1.310 km² d'un paisatge variat, des dels boscos frondosos de les valls a la massa de la Jostedalsbreen, la glacera més gran de l'Europa continental.
- Parc Nacional de Jotunheimen, creat el 1980, abasta 1.151 km² de la zona de Jotunheimen, incloent tots els pics més alts de la serralada.
- Parc Nacional de Fulufjellet, creat el 2012, abasta 82,5 km² de la part noruega del massís de Fulufjället, que protegeixen un vell bosc de coníferes i una important població d'os bru.
- Parc Nacional de Hallingskarvet, creat el 2006, abasta 450 km² del massís de Hallingskarvet.
- Parc Nacional de Hardangervidda, creat el 1981 i el més gran de Noruega amb 3.422 km², comprèn el vast altiplà de Hardangervidda amb el ramat de rens salvatges més gran d'Europa.
- Parc Nacional de Folgefonna, creat el 2005, cobreix 545 km² al voltant de la glacera de Folgefonna.

#### Suècia
- Parc Nacional de Vadvetjåkka, creat el 1920, abasta 26,3 km² d'una muntanya de pedra calcària amb algunes de les coves més grans del país.
- Parc Nacional d'Abisko, creat el 1909, abasta 77 km² d'una vall coberta d'un bosc de bedolls.
- Parc Nacional de Sjöfallet Stora, creat el 1909, però amputat el 1919 per la construcció d'una presa, abasta 1.278 km².
- Parc Nacional de Padjelanta, creat el 1962, el parc més gran de Suècia amb 1.984 km². Protegeix un altiplà amb els seus nombrosos llacs i la seva vegetació única.
- Parc Nacional de Sarek, creat el 1909, amb una superfície de 1.970 km², protegeix la zona més alpina de Suècia.
- Parc Nacional de Pieljekaise, creat el 1909 per protegir 153,4 km² de bosc de bedoll i la seva rica fauna.
- Parc Nacional de Sonfjallet, creat el 1909 al voltant de la muntanya aïllada del mateix nom. Protegeix als seus 104,4 km² una gran població d'os bru, que ha permès de salvar l'espècie a Suècia.
- Parc Nacional de Töfsingdalen, creat el 1930, amb una superfície de 16,15 km² d'un terreny desolat i de difícil accés.
- Parc Nacional de Fulufjället, creat el 2002, cobreix tota la part sueca de l'altiplà de Fulufjället amb 385 km². Engloba una flora única a Suècia, ja que és una de les poques muntanyes fora de la zona de pasturatge de rens.
- Reserva Natural de Sjaunja, creada el 1986, abasta 2.851 km² entre les muntanyes i la xarxa de torberes més gran de l'Europa Occidental que s'estén als seus peus.
- Reserva Natural de Vindelfjällen, creada el 1974 i amb una superfície de 5.600 km² que la converteix en la reserva natural més gran de Suècia. Protegeix una àmplia varietat de paisatges característics de les muntanyes sueques.

#### Finlàndia
- Zona salvatge de Käsivarsi, creada el 1991, cobreix amb els seus 2.206 km² la quasi totalitat dels Alps Escandinaus a Finlàndia.

### Turisme

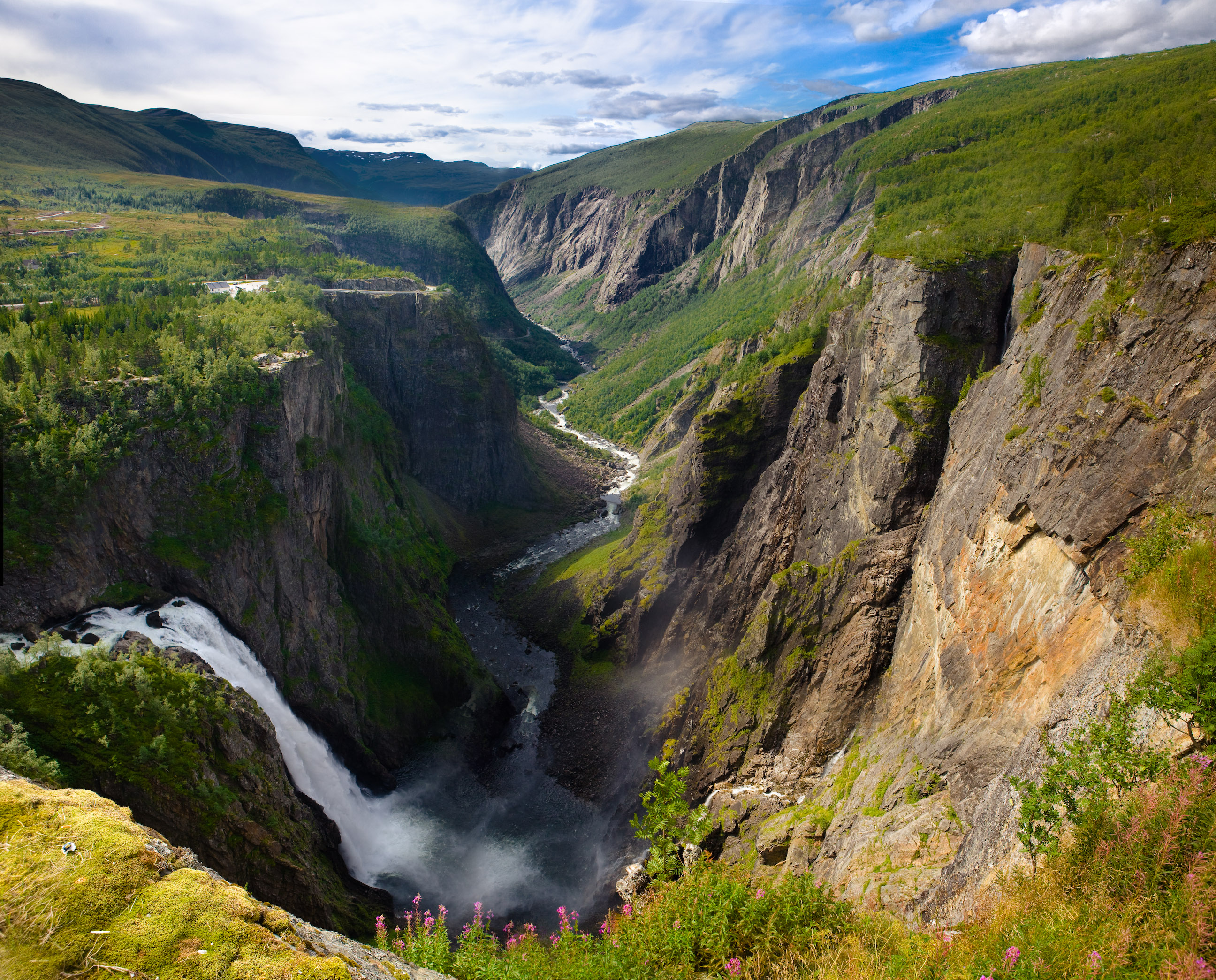
La cascada Vøringfossen, el lloc natural més visitat de Noruega

Els Alps Escandinaus tenen un paper particularment important per al turisme en els tres països limítrofs de la serralada. Per exemple, l'any 2002 el 43% dels suecs adults havien visitat les muntanyes sueques almenys una vegada en els cinc anys precedents. Igualment, a Noruega, els principals atractius són la costa, inclosos els fiords i les muntanyes. Diverses zones de muntanya noruegues es troben entre els llocs més visitats del país, com ara la línia de ferrocarril de Flåmsbana, la tercera atracció de pagament més visitada del país amb 501.042 visitants el 2007, la cascada de Vøringsfossen (685.000 visitants), la carretera de Trollstigen (590.300), el fiord de Geiranger (426.663), el fiord de Nærøy (306.914) i la glacera de Briksdalsbreen (285.000), que són respectivament el primer, segon, quart, sisè i setè indrets gratuïts més visitats de Noruega el 2007.
Només el 5% dels visitants de les muntanyes sueques i el 27% dels turistes de Noruega provenen de l'estranger. Aquests baixos nombres estan estretament relacionats amb la llunyania dels grans centres de població, car la serralada és situada a la perifèria del continent europeu. Els visitants estrangers a la serralada procedeixen principalment d'altres països nòrdics o d'Alemanya.

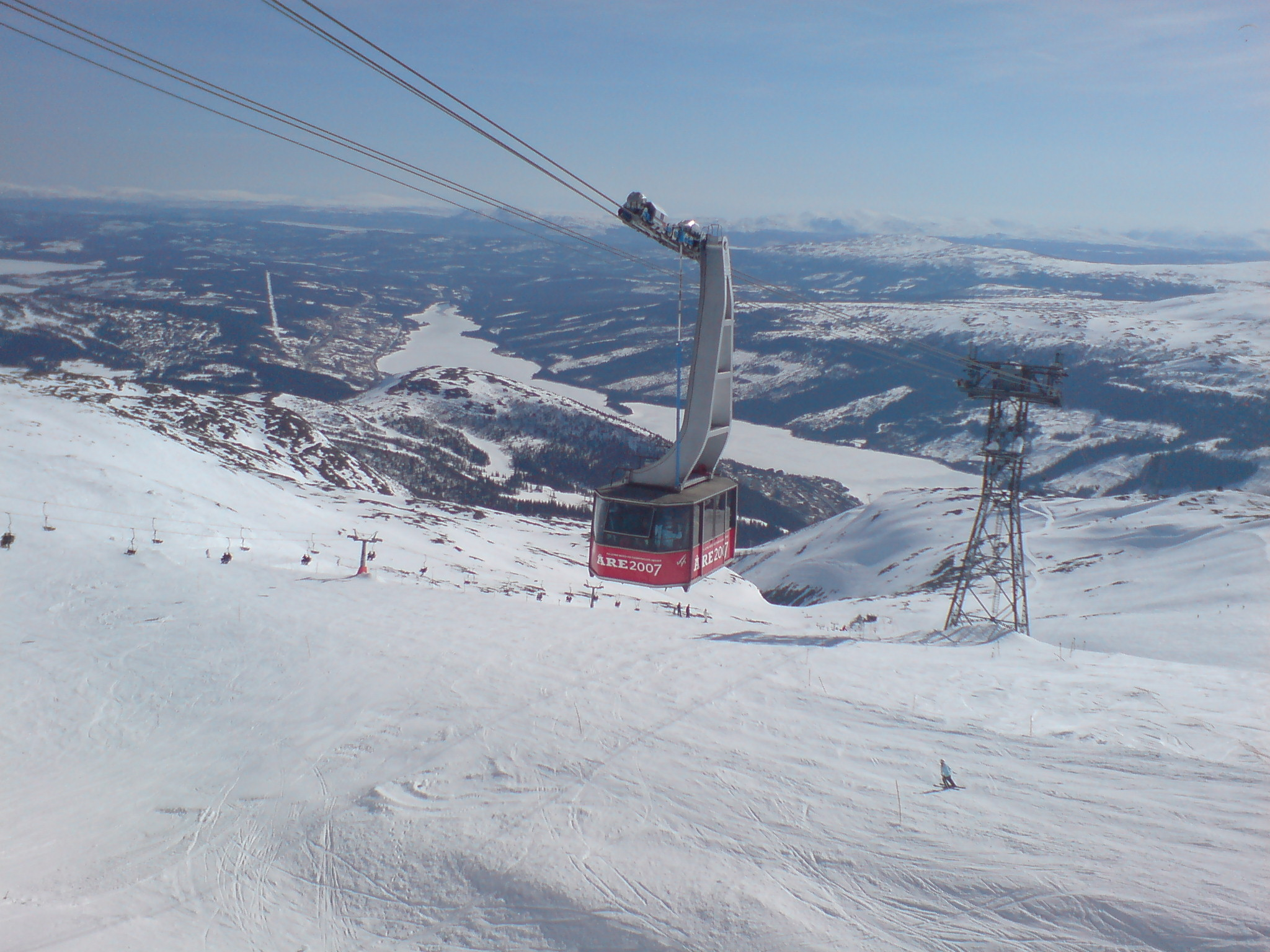
Estació d'esquí d'Åre, la més gran d'Escandinàvia

Originàriament, el turisme a les muntanyes es limita principalment a la temporada d'estiu, però el turisme d'hivern comença a desenvolupar-se des de la dècada del 1950. L'esquí ha estat practicat a Escandinàvia durant diversos milers d'anys i Noruega és considerada el lloc de naixença de l'esquí modern, amb algunes regions que han donat nom a tècniques d'esquí com ara el telemarc o la cristiania. Les estacions d'esquí més grans són Åre (amb més d'1 milió de visitants per any), Sälen i Riksgränsen a Suècia, així com Trysil i Hemsedal a Noruega. Encara que aquestes estacions són molt més petites que la majoria de les estacions dels Alps, tenen l'avantatge de tenir una gran quantitat de neu i de vegades ofereixen algunes garanties, com ara el reemborsament parcial en cas de manca de neu. A Suècia, és sobretot el sud de la serralada, més proper a les grans ciutats, que es beneficia del creixement del turisme d'hivern, mentre que el nord és preferit a l'estiu, especialment pels seus paisatges. La pràctica de l'esquí alpí ha progressat fins al punt de convertir-la en l'activitat principal. La conducció de motos de neu també augmenta progressivament, mentre que l'esquí de fons queda estancat, tot i que aquest esport continua sent una activitat important.
Les activitats estivals estan representades principalment pel senderisme, sigui en un o diversos jorns: ambdós països tenen xarxes de senders bastant extenses, amb nombroses cabanes disponibles per passar la nit. El senderisme continua sent l'activitat principal a les muntanyes del nord de Suècia i Noruega. La pesca i la recollida de baies també són populars entre els turistes d'estiu.